# Seconde Renaissance française
 (février 2019).
Pour les articles homonymes, voir Style Henri II.

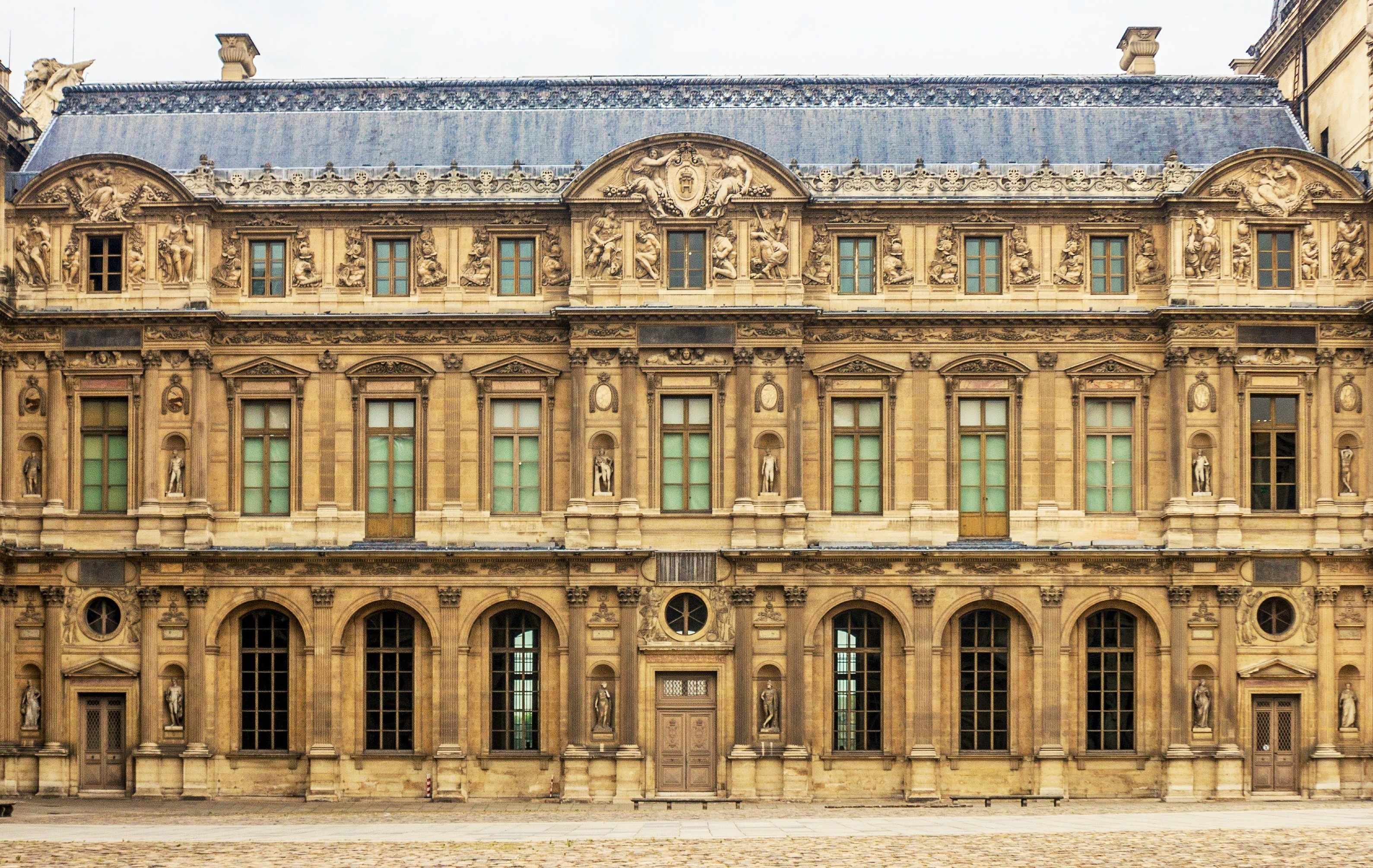
Véritable manifeste du style français, l'aile dite Lescot du palais du Louvre (1546-1556) est le chef-d'œuvre de la Seconde Renaissance française.

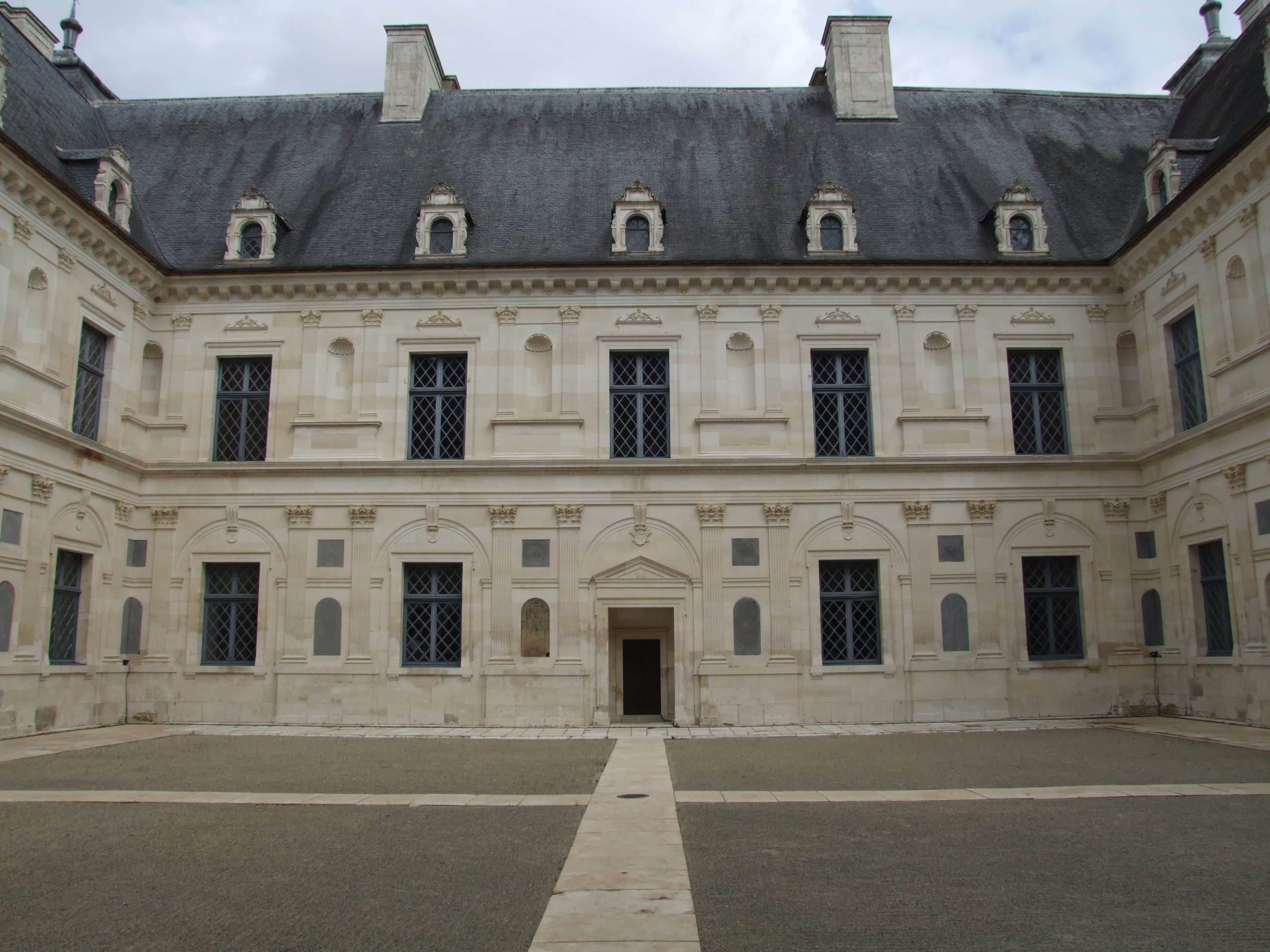
Dans la cour intérieure du château d'Ancy-le-Franc (1538-1546), l'utilisation de la travée rythmique de Bramante marque l'avènement de la Seconde Renaissance et de l'architecture modulaire en France.

La Seconde Renaissance (de 1540 à 1559-1564), autrefois appelé style Henri II, marque à partir de 1540, la maturation du style apparu au début du XVIe siècle ainsi que sa naturalisation tandis que le Val de Loire se retrouve relégué en conservatoire des formes de la Première Renaissance. 
Cette nouvelle période se développe principalement durant les règnes d'Henri II, François II puis Charles IX, pour s'achever entre 1559 et 1564, au moment où commencent les guerres de Religion, qui seront marquées par le massacre de la Saint-Barthélemy et la Contre-Réforme catholique.
Marquant un véritable tournant stylistique, cette nouvelle génération d'artistes, influencée par la venue de l'architecte italien Sebastiano Serlio à Paris dès 1540, opère une synthèse originale entre les leçons de l'Antiquité, celle de la Renaissance italienne et les traditions nationales.
Cette période marque également l'apparition de nouveaux meubles comme le caquetoire (ou caqueteuse), la chaise à bras, la chaise à vertugadin et certaines formes de siège tenaille (également dit savonarole, ou faudesteuil), sièges pliants à piétement en X. Ce mobilier fut amplement remis à la mode au XIXe siècle et imité sous l'appellation style Henri II. 

## L'architecture de la Seconde Renaissance: le classicisme

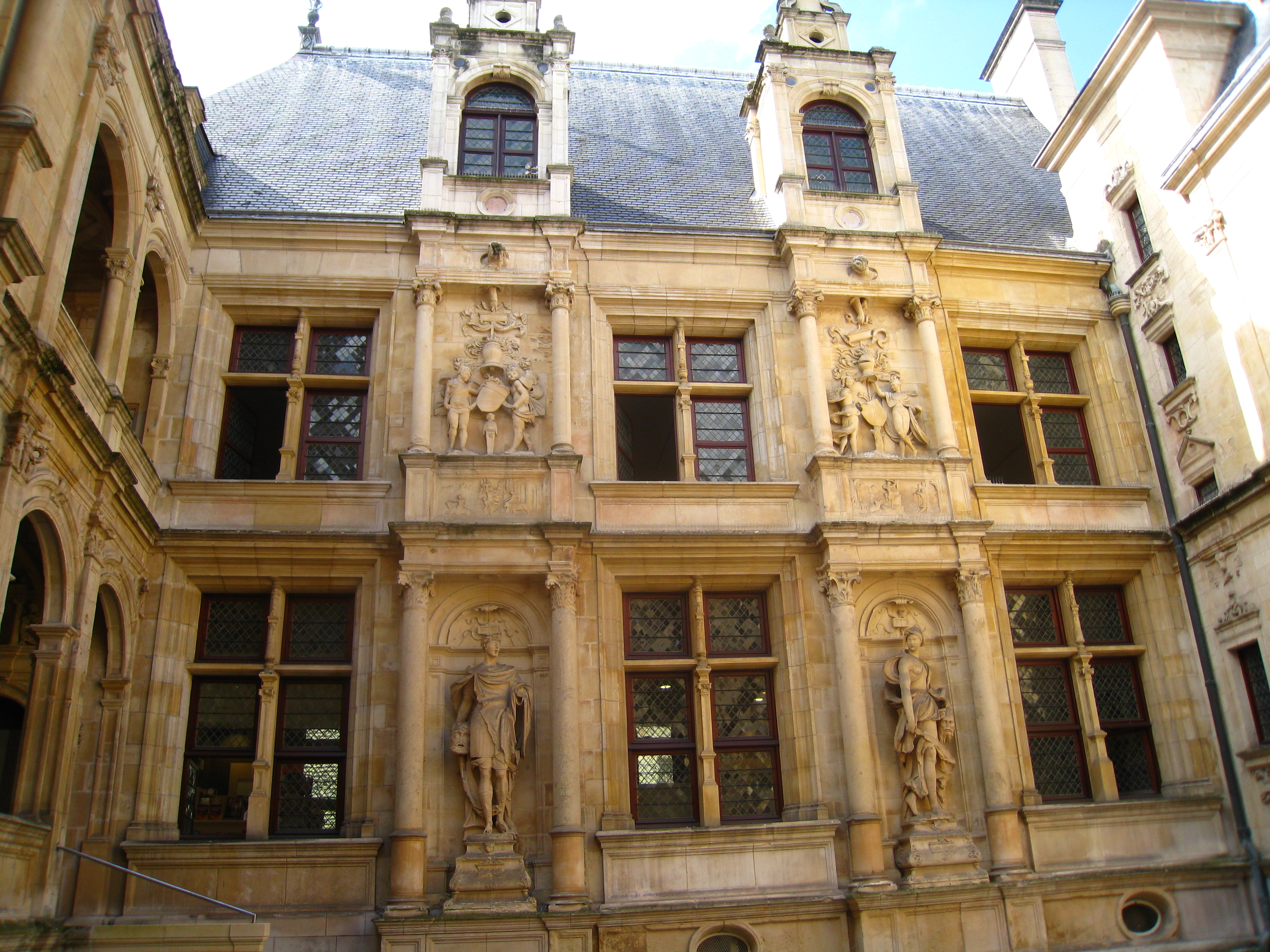
La cour de l'hôtel d'Escoville à Caen (1533-1540).
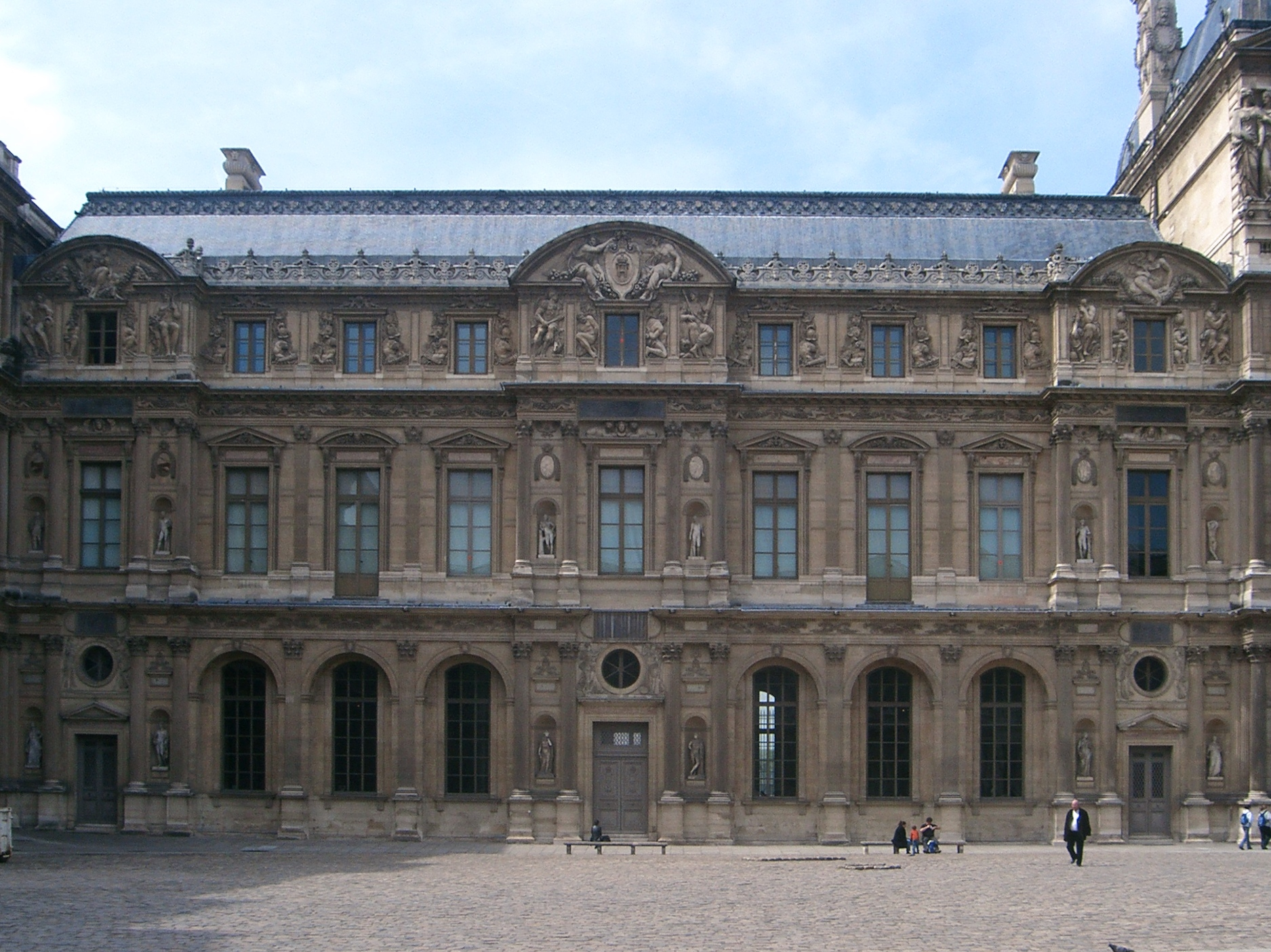
L'aile dite Lescot du palais du Louvre (1546-1556).
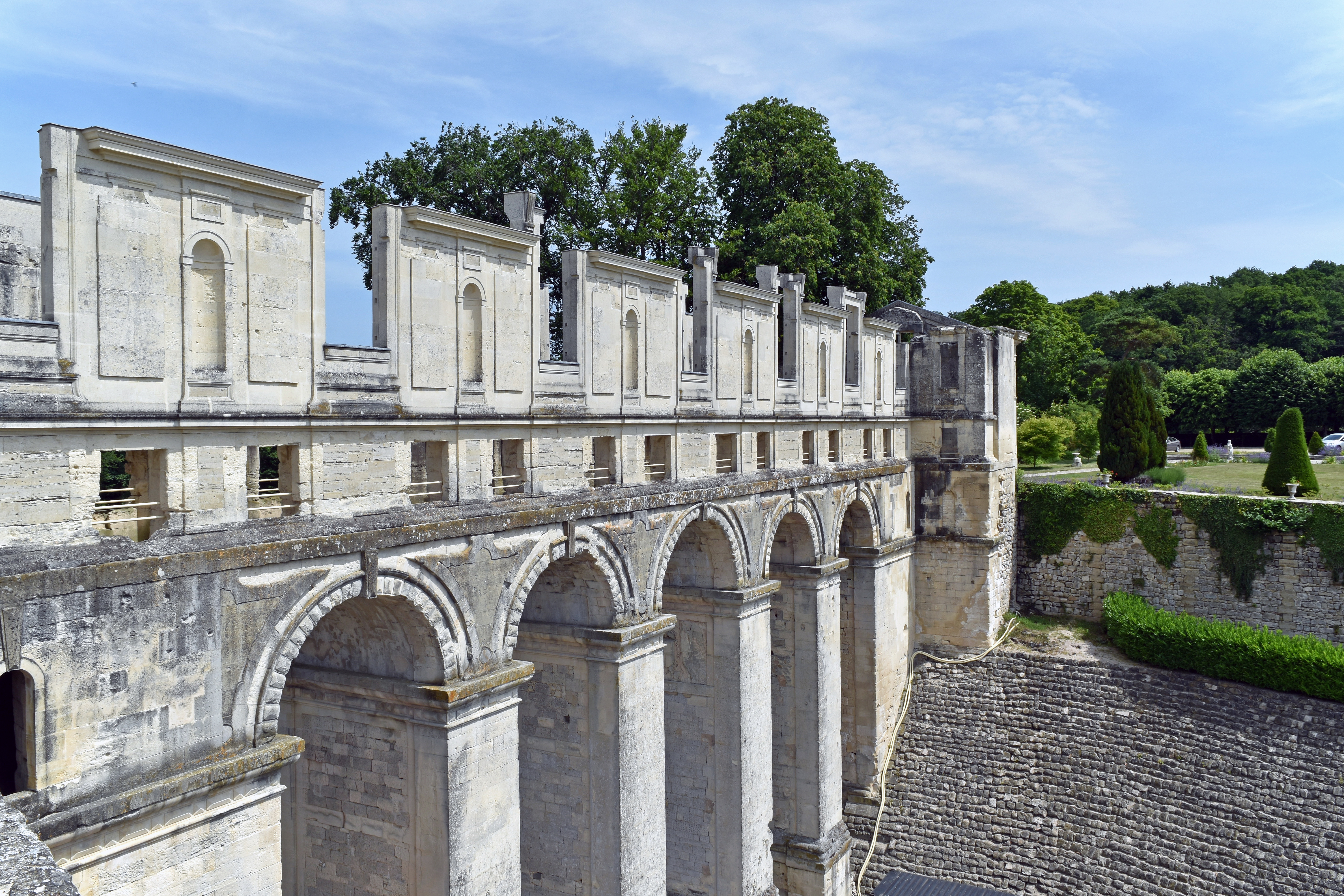
Le château de Fère-en-Tardenois (vers 1560).
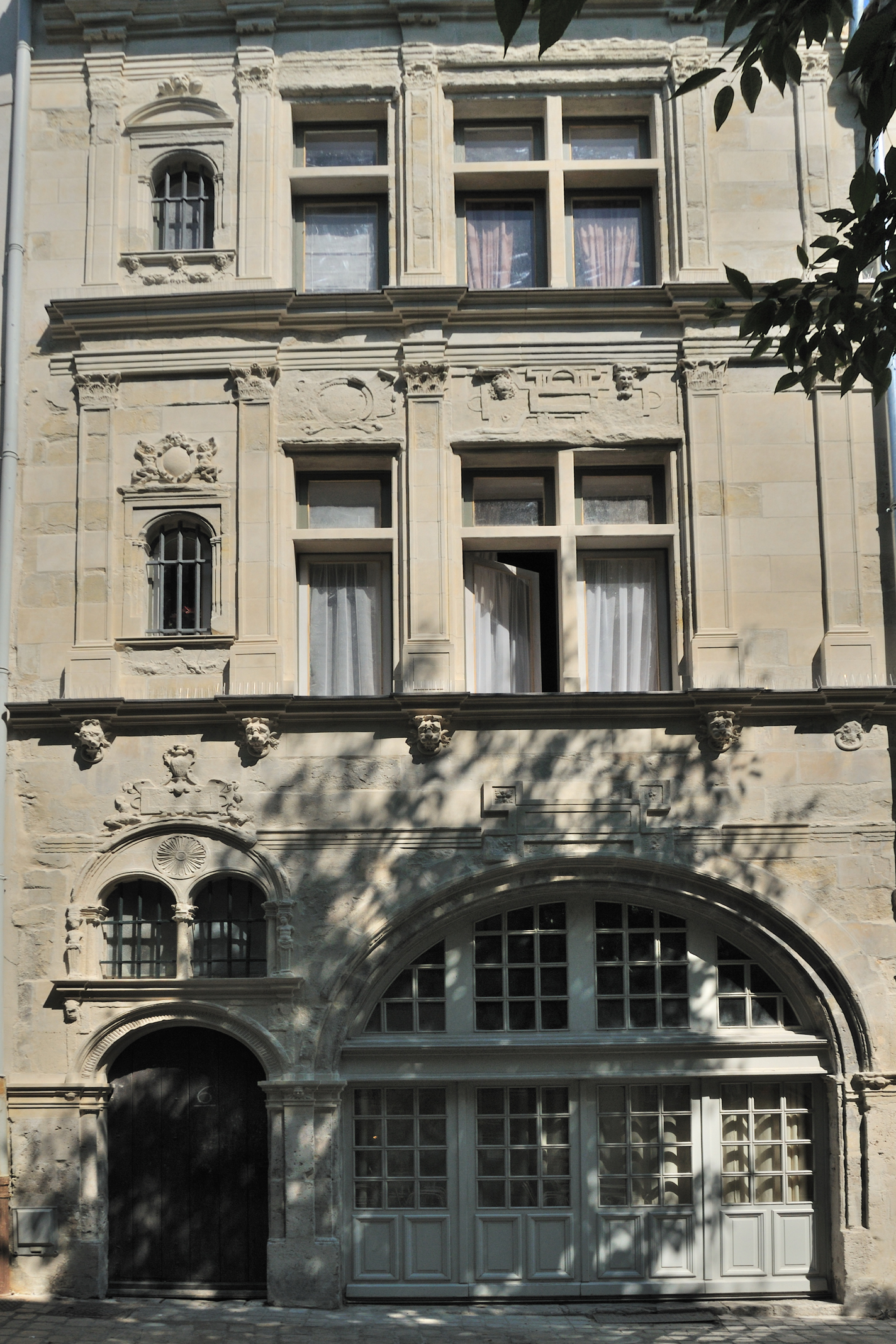
La maison de Jean d'Alibert à Orléans (vers 1560).
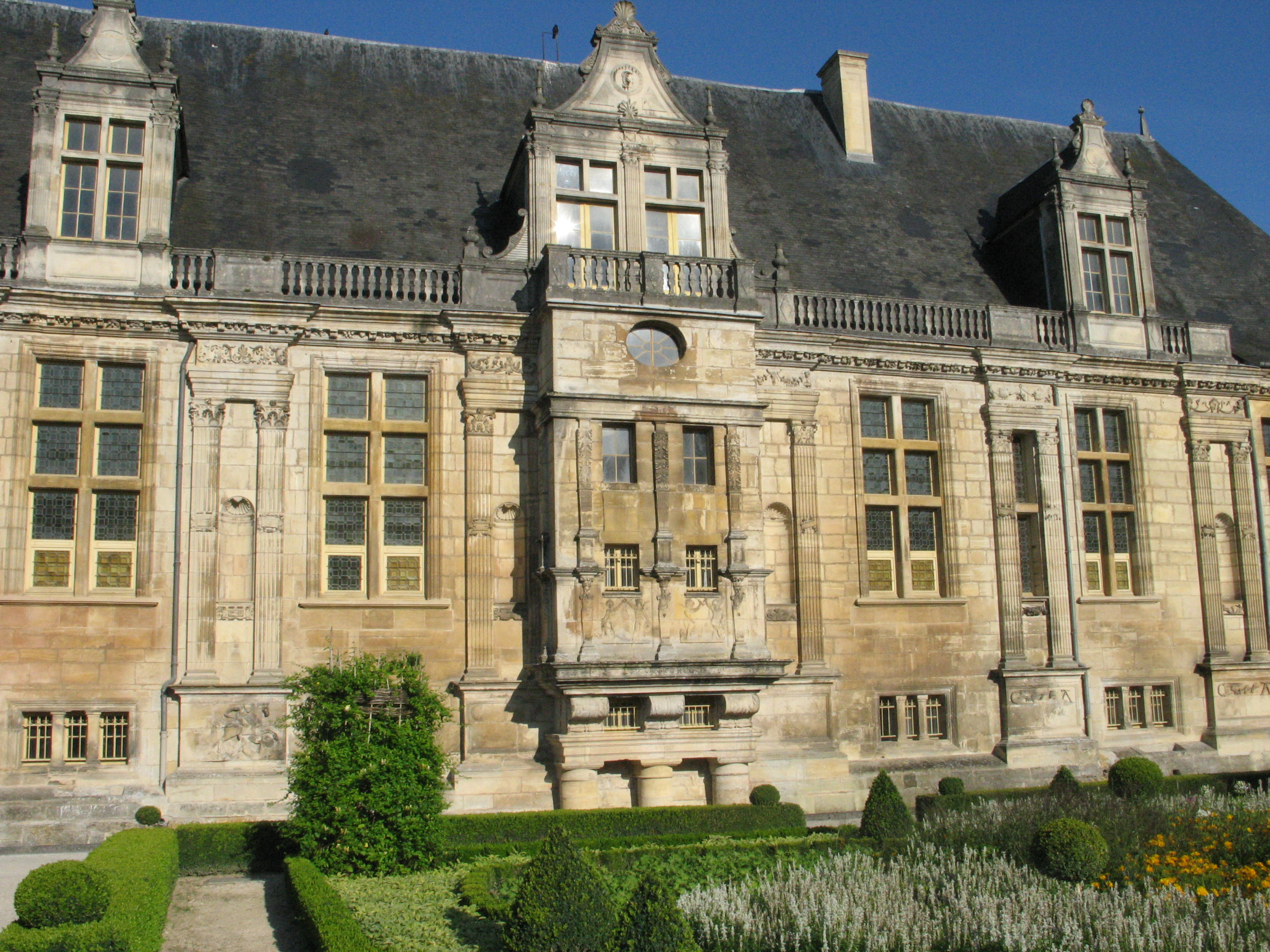
Le château du Grand Jardin (1533-1546).
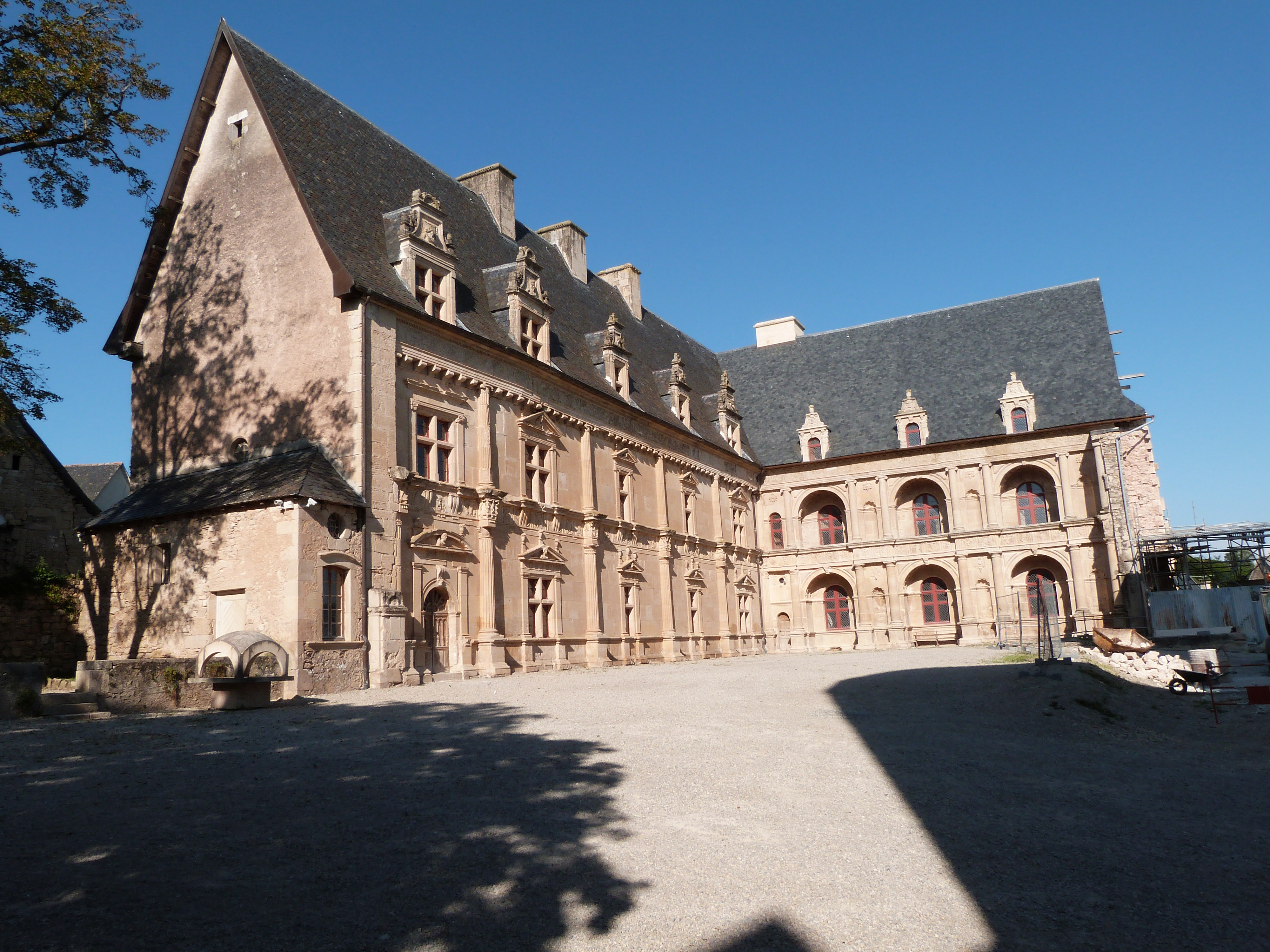
Le château de Bournazel (milieu XVIe siècle).
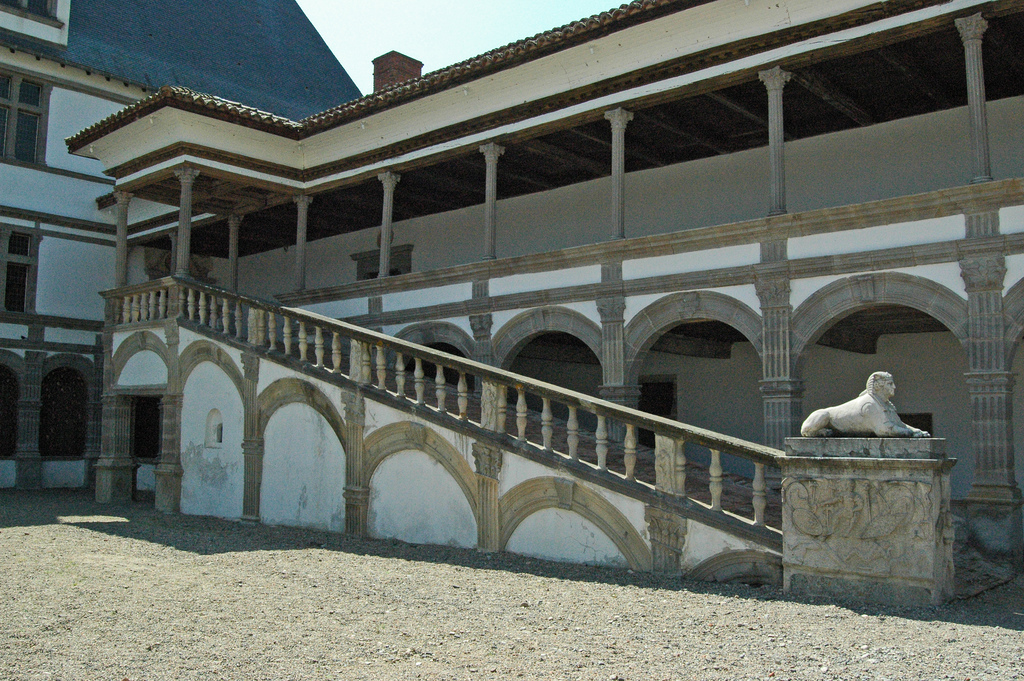
Le château de la Bastie d'Urfé (1536-1558).
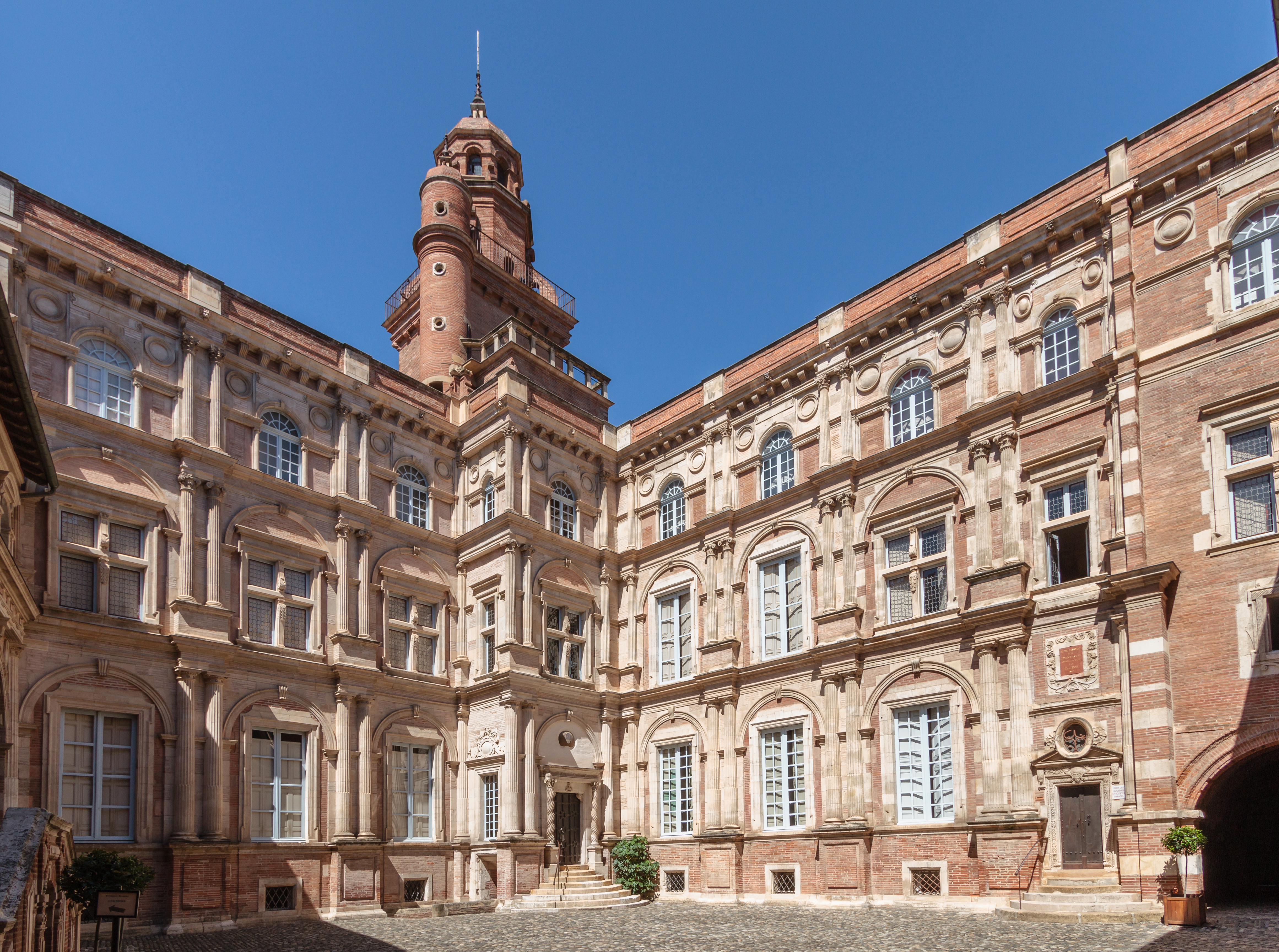
La cour de l'hôtel d'Assézat à Toulouse (1555-1557).

La Seconde Renaissance marque à partir de 1540 la maturation du style apparu au début du siècle ainsi que sa naturalisation tandis que le Val de Loire se retrouve relégué en conservatoire des formes de la Première Renaissance. Cette nouvelle période se développe alors principalement durant les règnes de Henri II, François II puis Charles IX, pour ne s'achever que vers 1559-1564, au moment même où commencent les guerres de Religion, qui seront marquées par le massacre de la Saint-Barthélemy (1572) et la Contre-Réforme.
Alors que la Première Renaissance est peu à peu acceptée en province, une série d'innovations se fait sentir, en Île-de-France.
À partir de 1540, le classicisme progresse, à la suite de la venue en France de Sebastiano Serlio (1475-1555) : bien que son œuvre architecturale reste limitée, son influence est considérable par la publication de son Traité d'architecture (1537-1551). Grâce à ses œuvres gravées, il est un des premiers à initier les autres artistes à la beauté des monuments de l'Antiquité, contribuant ainsi à faire évoluer plans et décors vers plus de sobriété et de régularité. Pour autant, l'architecture française continue de garder des traits propres qui séduisent Serlio : les lucarnes « sont de grands ornements pour les édifices comme une couronne » et les grands combles couverts d'ardoise bleutées sont « des choses très plaisantes et nobles ».

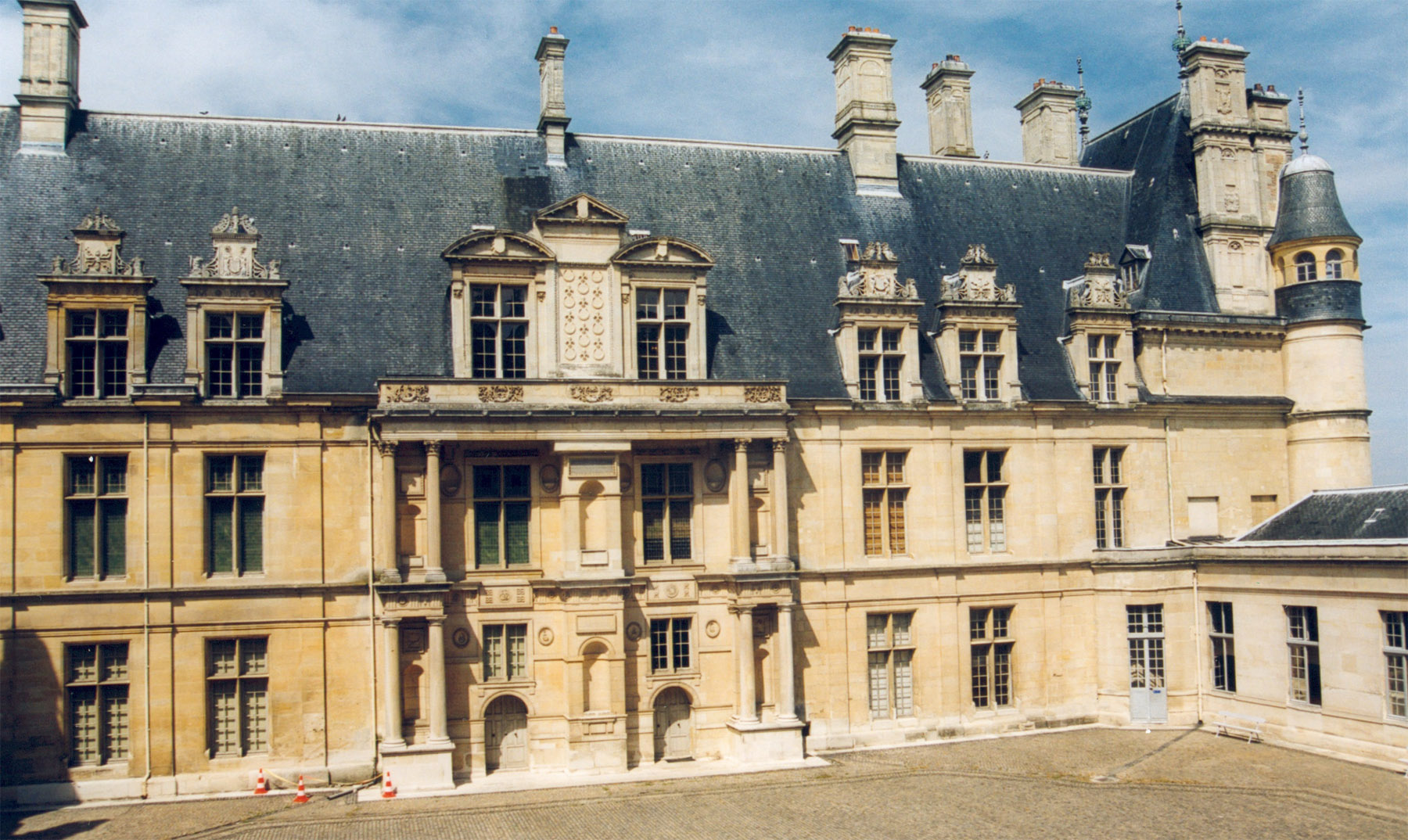
Façade de l'aile nord du château d'Écouen de Jean Bullant (1532-1567).

Les architectes qui à l'époque du style Louis XII et de la Première Renaissance, étaient des maîtres-maçons traditionalistes et plein de verve, deviennent dès lors, des savants et des lettrés dont certains effectuent leur voyage d'études en Italie.
Marquant un véritable tournant stylistique, cette nouvelle génération d'artistes opère une synthèse originale entre les leçons de l'Antiquité, celle de la Renaissance italienne et les traditions nationales. Parmi les plus célèbres, Philibert Delorme est auteur de l'hôtel de Bullioud à Lyon, des châteaux de Saint-Maur-des-Fossés et d'Anet ainsi que de la chapelle de Villers-Cotterêts ; Pierre Lescot édifie l'aile Renaissance du palais du Louvre et l'Hôtel de Jacques de Ligneris (musée Carnavalet) ; Jean Bullant construit les châteaux d'Écouen et de Fère-en-Tardenois ainsi que le petit château de Chantilly.

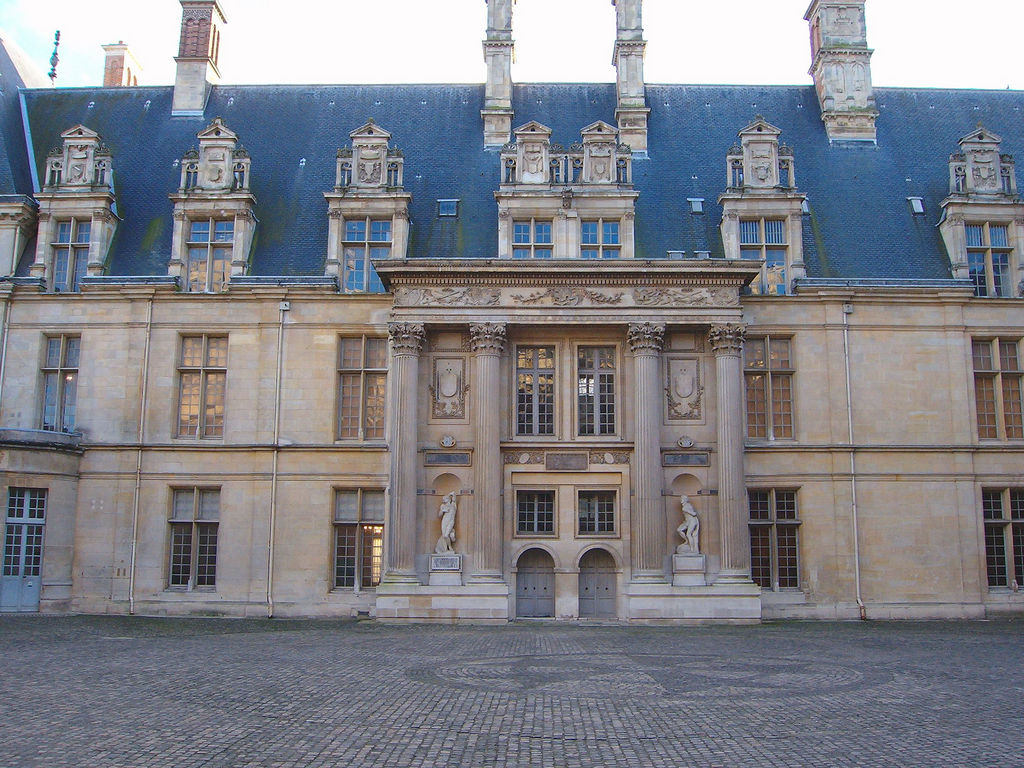
Façade de l'aile sud du château d'Écouen avec les moulages des Esclaves de Michel-Ange dont les originaux ont été emportés au Louvre (1532-1567).

Ces architectes collaborent désormais étroitement avec les sculpteurs et définissent une architecture et un décor savants, préférant la beauté des lignes à la richesse de l'ornementation : Benvenuto Cellini sculpte pour la Porte dorée, le relief en bronze de la nymphe de Fontainebleau ; son œuvre typiquement maniériste fait grande impression en France et influence probablement Jean Goujon, réalisateur de la fontaine des Innocents et de la décoration de la façade du Louvre ; l'influence maniériste imprègne également l'œuvre de Pierre Bontemps, chargé du Tombeau de François Ier à Saint-Denis ainsi que du monument du cœur de François Ier.
En Bourgogne, le château d'Ancy-le-Franc (1538-1546) est l'une des premières réalisations à répondre à cet idéal nouveau. Œuvre de l'architecte Serlio, ce château construit pour Antoine III de Clermont, de 1538 à 1546, marque une évolution vers le classicisme en France. Avec cet édifice commence alors sur le sol français ce que l'on appelle : l'architecture modulaire. Seuls ici les légers frontons à enroulement des fenêtres du premier étage, rappellent la Première Renaissance. Pour le reste, rien ne vient distraire l'ordonnance uniforme des baies en arcades ou en fenêtres, séparées par une travée de pilastres jumelés, renfermant une niche et montés sur un haut stylobate. Cette alternance d'une baie principale et d'une baie secondaire (ici feinte puisque représentée par une niche) encadré de pilastres représente un des premiers exemples en France de la travée rythmique traitée avec une telle franchise et une telle rigueur. Ce nouveau style inspirera un peu plus tard l'architecte du château de Bournazel lors de l'édification du portique est.

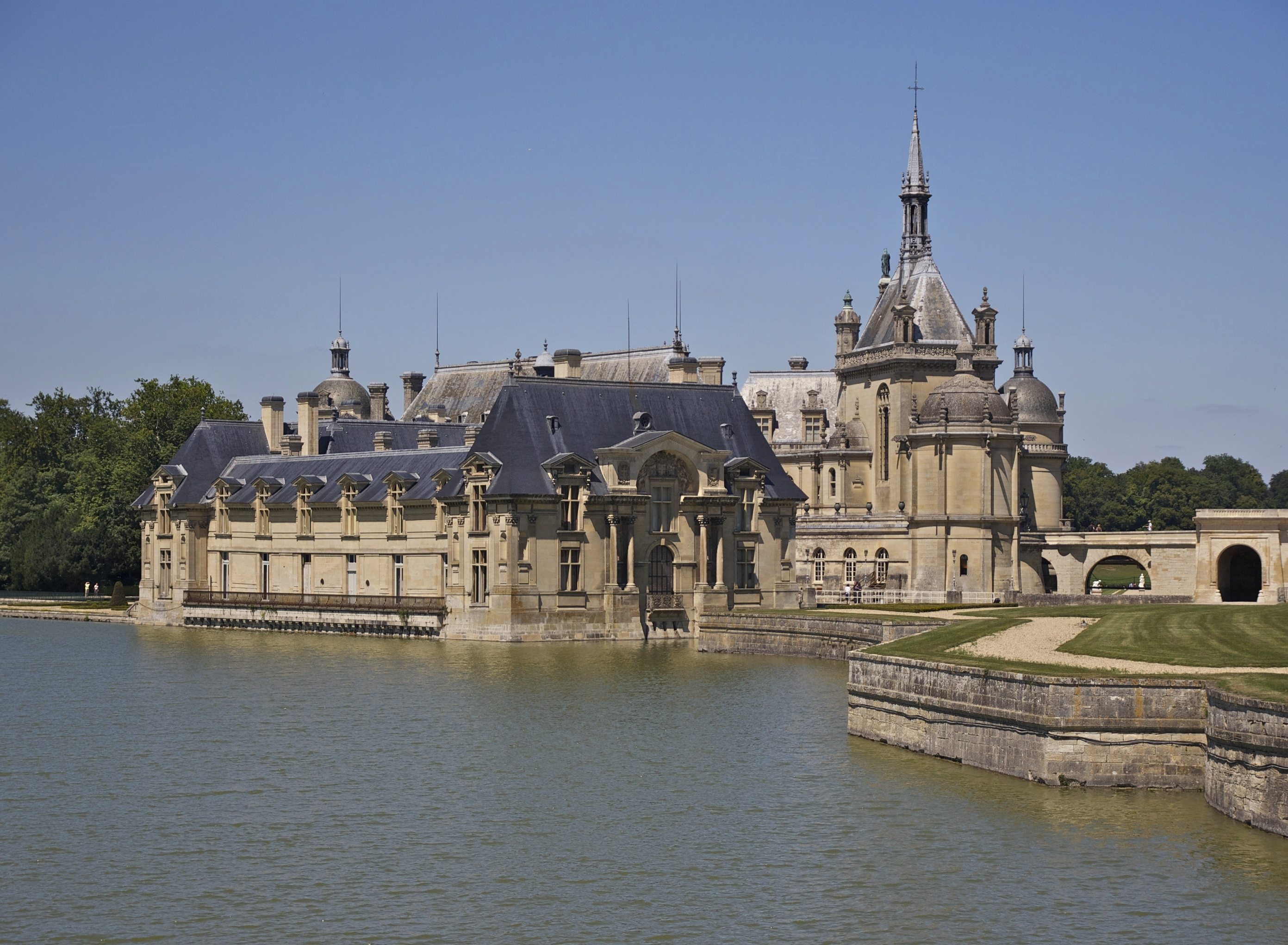
La Capitainerie surnommé le petit château de Chantilly (1551).

Cette exigence de clarté se poursuit au château d'Écouen (1532-1567), en Île-de-France. Il suffit de comparer cet édifice avec un château de la Première Renaissance, tel qu'Azay-le-Rideau pour constater les différences profondes entre les architectures des deux époques. Tout l'appareil défensif, machicoulis ou le chemin de ronde d'Azay-le -Rideau disparaissent purement et simplement au château d'Écouen. Les tours d'angle de Chambord deviennent comme à Ancy-le-Franc et Villandry, de simples pavillons carrés. Il en va de même pour l'ornementation. Il suffit de comparer les lucarnes d'Écouen, avec celles du Val de Loire, pour se rendre compte du chemin parcouru. À l'étagement de pinacles, de niches à coquilles et de petits arcs-boutants de la Première Renaissance, succède une composition de lignes épurées très sobrement ornées, où les cannelures antiquisantes remplacent dans les pilastres, les rinceaux et arabesques de l'époque de François Ier : un style sévère succède alors aux grâces légère de la Première Renaissance. Reprenant une disposition déjà observée à Villandry, le château présente une disposition moderne par la régularité de son plan quadrangulaire où les pavillons s'articulent harmonieusement. Pour aérer l'espace intérieur, une aile basse ferme la cour. L'entrée se fait alors par un avant corps surmontée d'une loggia où la statue équestre d'Anne de Montmorency, reprend les compositions observées au château de Gaillon et d'Anet. L'édifice tout entier s'isole grâce à un fossé bastionné rappelant la charge militaire du propriétaire. Le fond de la cour n'est plus constitué d'un corps de logis mais d'une simple galerie d'apparat reliant deux ailes d'appartements dont ceux du Roi et de la Reine donnent sur la plaine de France. Au niveau inférieur, des bains collectifs se développent comme à Fontainebleau, connecté à des aires de loisirs (jardin, jeu de paume). La façade de l'aile Nord, reprise par Jean Bullant, présente une superposition nouvelle d'ordres réguliers, surmontée par une corniche classique inspirée de l'Antiquité. Pour autant, les recherches réalisées sur la façade sud afin de s'adapter aux proportions des statues des esclaves de Michel-Ange, offertes par Henri II, lui donne l'opportunité d'utiliser pour la première fois en France l'ordre colossal : les colonnes occupant désormais les deux niveaux jusqu'à la base de la toiture, sont inspirées du Panthéon de Rome et se voient surmontées d'un entablement classique, créant l'illusion d'un monument antique. Même si l'influence des réalisations de Michael-ange au Capitole et à Saint-Pierre de Rome sont manifestes, les références à la Renaissance italienne s'effacent peu à peu devant les exemples du monde romain.

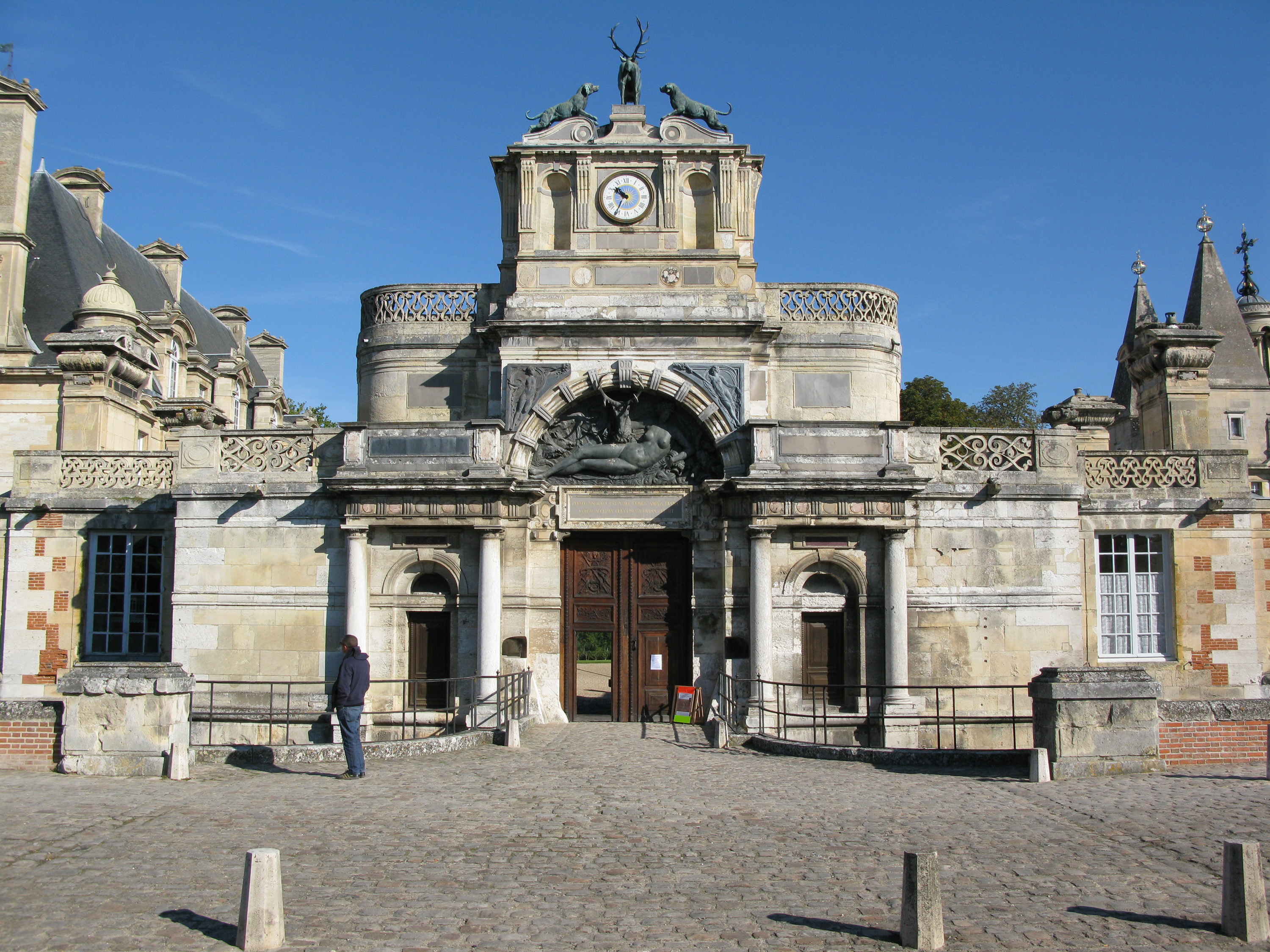
Porte triomphale du château d'Anet (1552).

L'aile Lescot du Louvre, entreprise à partir de 1546, est le chef-d'œuvre de la Seconde Renaissance. Cette œuvre de Pierre Lescot, architecte antiquisant, fut décorée par Jean Goujon. L'escalier prévu initialement au centre du corps de logis se voit déplacé à la demande d'Henri II dans l'optique de créer une grande salle où prennent places des cariatides grecques, moulées à la demande de Jean Goujon, sur l'Érechthéion de l'Acropole d'Athènes. À la manière d'un manifeste du style français, prôné par Lescot, la façade présente une superposition d'ordres classiques nouveaux sans pour autant atteindre la régularité italienne : à mesure que l'on monte, les proportions se font de plus en plus fines, et l'idée de couronner les deux ordonnances superposées d'un large bandeau décoré, aboutit à acclimater en France, l'étage d'attique si prisé en Italie, tout en utilisant pour la première fois des combles brisés à la française, afin de donner l'illusion d'un comble droit. Malgré leur peu de saillie, les avant-corps, dernier souvenir des tours médiévales, suffisent à animer la façade. Les admirables sculptures de Jean Goujon contribuent à faire de cet édifice une œuvre unique. Au rez-de-Chaussée, les arcatures en plein cintre encadrées de pilastres provoquent l'accentuation des verticales et des horizontales tandis que le jeu de double supports encadrant une niche ornée d'une médaille, représente une disposition qui deviendra typique dans l'architecture française.

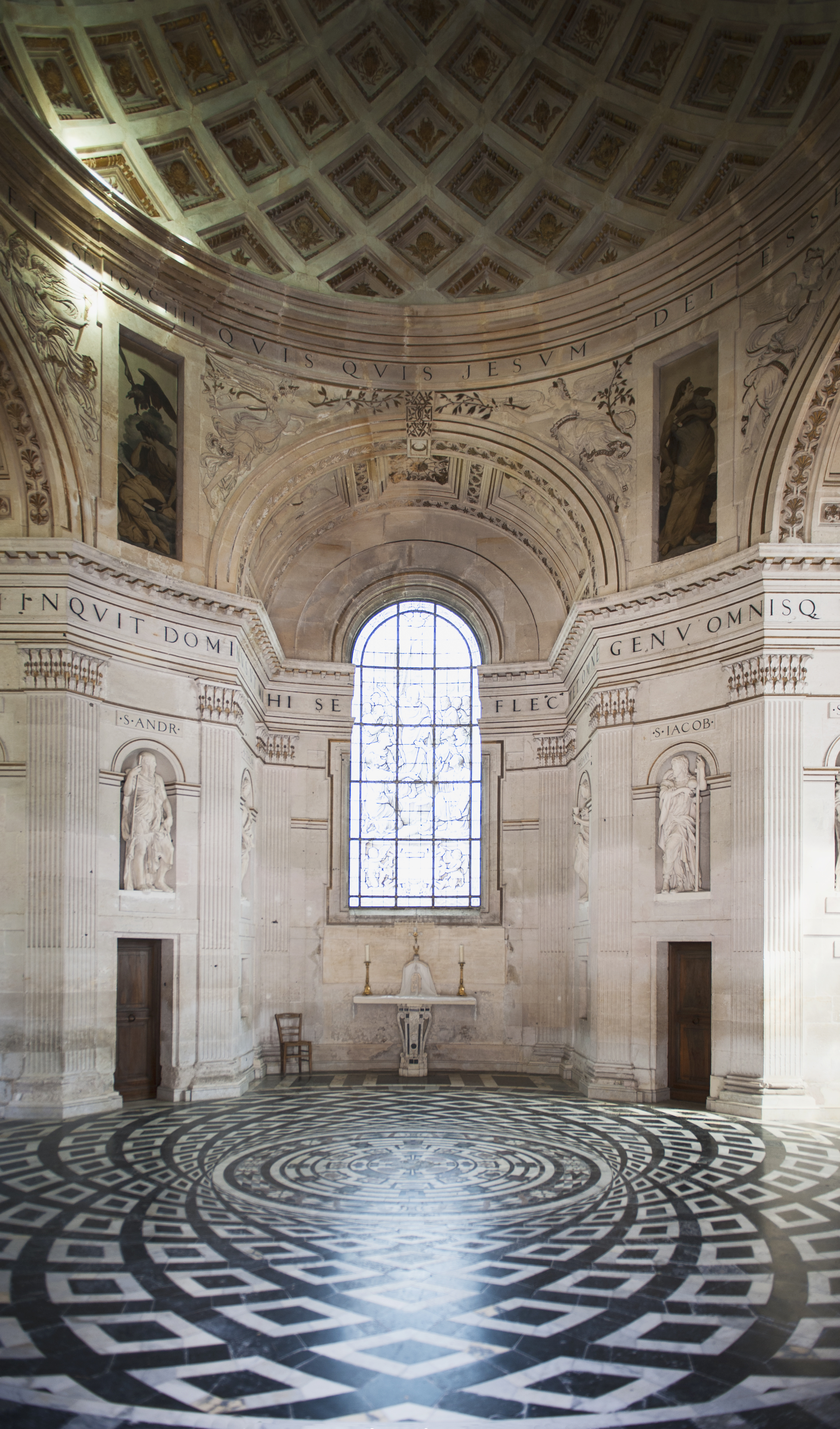
Chapelle d'Anet (1549-1550).

Autre réalisation majeure de cette période, le château d'Anet, est réalisé par Philibert Delorme, aux frais du roi, pour Diane de Poitiers, maîtresse d'Henri II. Détruit à la Révolution, il ne subsiste aujourd'hui sans alternations que la chapelle et les trois ordres superposés conservés aux Beaux-Arts de Paris. Devenu typique de la Seconde Renaissance, le plan quadrangulaire présente un logis situé face à l'entrée. Des fossés bastionnés, comme à Écouen possèdent des canons pour la fête et l'apparat. L'entrée de forme pyramidale, est une réminiscence italienne représentant un arc de triomphe réinterprété par Delorme. Quatre colonnes ioniques supportent un arc tombant sur une architrave tandis que les colonnes des passages latéraux sont inspirées du palais Farnèse de Sangallo le jeune. Sous le découpage des balustrades, un jeu de polychromie de matériaux, encadre la nymphe réalisée par Cellini pour la porte Dorée de Fontainebleau. Au sommet, un groupe d'automates, disparu, marquait les heures. Partout Philibert Delorme exprime son goût pour les inventions bizarres inspirées des capriccio de Michel-Ange : Sous cette influence, apparaît une utilisation inédite de volumes arrondis tandis que de nombreux détails tels que les frontons à enroulements ou les pilastres en gaine, révèlent une connaissance approfondies des œuvres Michel-Angelesques. C'est ainsi que les cheminées, dites "en sarcophage", se développant de part et d'autre de l'édifice, semblent comme un lointain souvenir des tombeaux des Médicis à Florence. Situé au fond de la cour, le corps du logis central, par sa superposition d'|ordres donne un aspect ascensionnel tout en reprenant la même superposition d'ordres canoniques, observée sur l'aile nord d'Écouen : on y retrouve d'ailleurs le même type de statues à l'antique placées dans des niches encadrées par un double support. Aux ordres classiques, Delorme préfère créer un ordre inhabituel : La colonne baguée présentée par l'architecte comme la solution d'un problème technique permettant de masquer les joints des colonnes appareillées. Cette invention exprime aussi la nouvelle maturité de l'architecture française avec la réflexion sur la création d'un ordre français, idée abandonnée à la mort d'Henri II, mais reprise par Jules Hardouin-Mansart lors de la construction de la galerie des Glaces du château de Versailles.
La chapelle du château d'Anet reste la réalisation la plus novatrice. C'est la première fois en France, que l'on utilise le plan centré. Si le découpage de niches entourées de pilastres est influencé des réalisations contemporaines de Bramante et de Michel-Ange, la frise qui la surmonte est inspirée de Sangallo. Les sculptures sont peut-être de Jean Goujon. L'édifice sert d'écrin aux émaux de François Ier et aux apôtres de Scibec de Carpi. La voûte de la coupole développe un décor comportant une imbrication de cercles se reflétant, d'une façon octogonale, sur le pavement du sol. Ce motif, inspiré par les éléments fréquemment rencontrés dans les mosaïques romaines montre la volonté de surpasser le modèle italien en se référant directement aux réalisations antiques, afin de créer une architecture originale à la française.

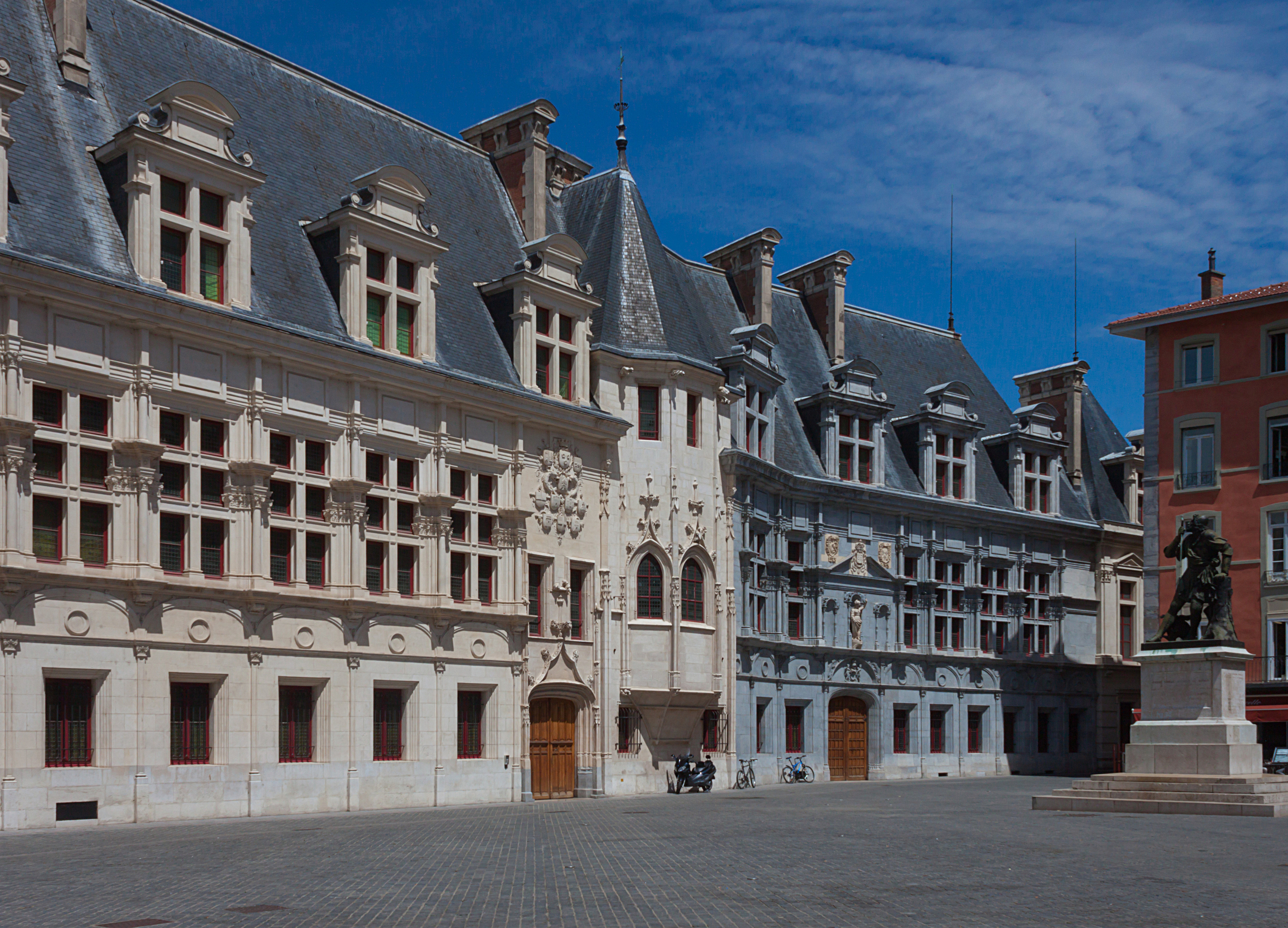
Partie droite en bleu du palais du parlement du Dauphiné (1539-1562).

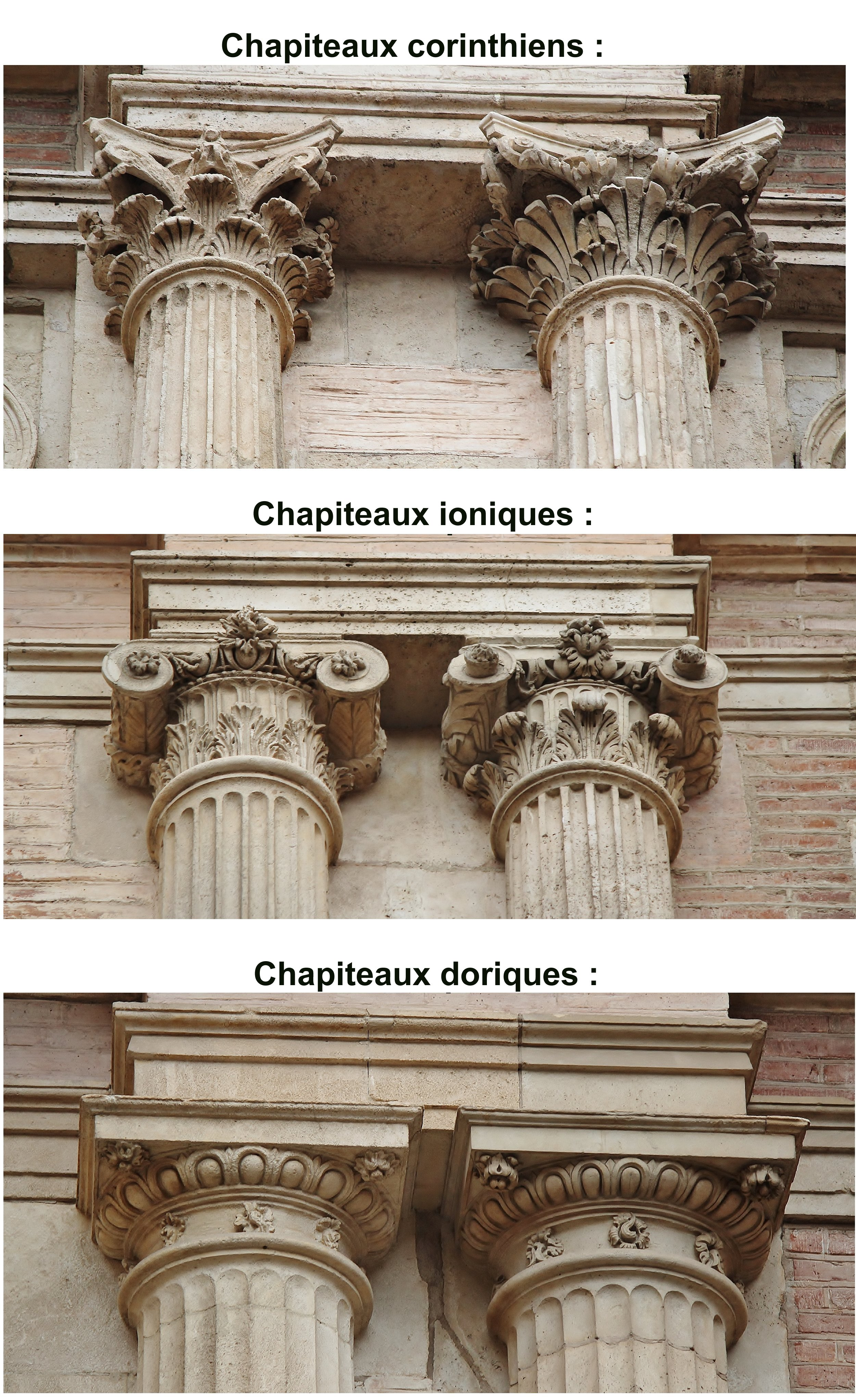
Ordres classiques superposés à l'hôtel d'Assézat (1555-1557).

Parallèlement à ces grands chantiers royaux, les grandes demeures citadines participent à la naturalisation de ce nouveau style : Sous l'impulsion de la Seconde Renaissance, tout le somptueux décor de rinceaux et de médaillons démesuré et plein de verve ornant la Galerie de l’Hôtel de Chabouillé (Moret-sur-Loing) disparaît face au système des proportions modulaires, strictement appliqué à l'entablement de la maison de Jean d'Alibert à Orléans, où des cartouches à découpures, inspirés de l'École de Fontainebleau surmontent les fenêtres. Répondant à une exigence de clarté recherchée au cours de cette période, les hôtels particuliers se développent alors entre cour et jardin comme à Paris, notamment à l'hôtel Jacques de Ligneris (musée Carnavalet).
Le nouveau style ne tarde pas à se répandre dans toute la France : dans le Val de Loire, au château de la Bastie d'Urfé (ou Bâtie d’Urfé), en Bourgogne, au casino du grand jardin de Joinville (avant 1546), en Aveyron, au château de Bournazel (1545-1550) ou encore en Normandie à l'hôtel d'Escoville de Caen (1537). Au Mans et à Rodez, l'influence du Vitruvien, Guillaume Philandrier, est probable. À Toulouse, l'architecte Nicolas Bachelier se met au service de tout un milieu humaniste ; parmi les demeures les plus célèbres : on peut citer le château de Saint-Jory (1545) ainsi que le bel exemple des trois ordres superposés de l'hôtel d'Assézat (1555-1557). Certains bâtiments publics comme le palais du parlement du Dauphiné (1539) à Dijon ou le palais Granvelle et l'hôtel de ville à Besançon participent également de la Seconde Renaissance.
Si l'architecture religieuse reste fidèle aux structures et aux voûtes gothiques (cathédrale du Havre, Saint-Eustache de Paris), beaucoup d'églises modernisent leur façade principale ou latérale par un frontispice à l'antique (Rodez, Gisors, Saint-Aignan de Chartres), et traitent leur jubé comme un arc de triomphe (Sainte-Chapelle à Paris, Saint-Pierre de Maillezais).

## La Peinture

### Les Italiens

#### Nicolò dell'Abbate(1509/1512 – 1571)

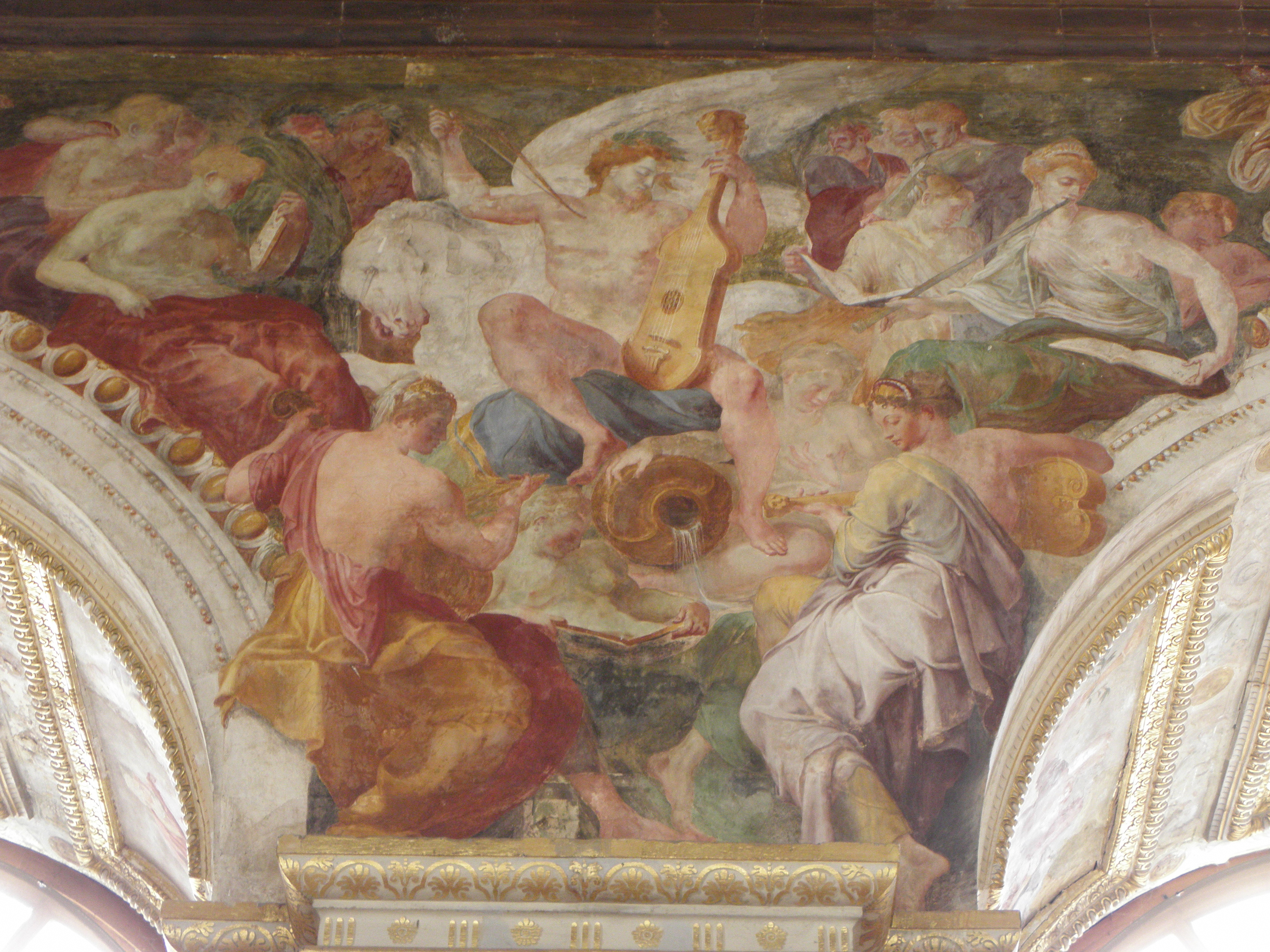
Apollon et le Parnasse (1552/1556, Salle de Bal de Fontainebleau).
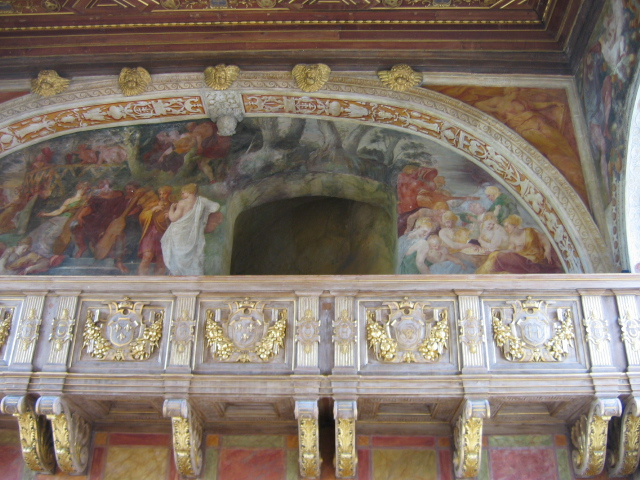
La guerre de Troie sur la tribune des musiciens (1552/1556, Salle de Bal de Fontainebleau).
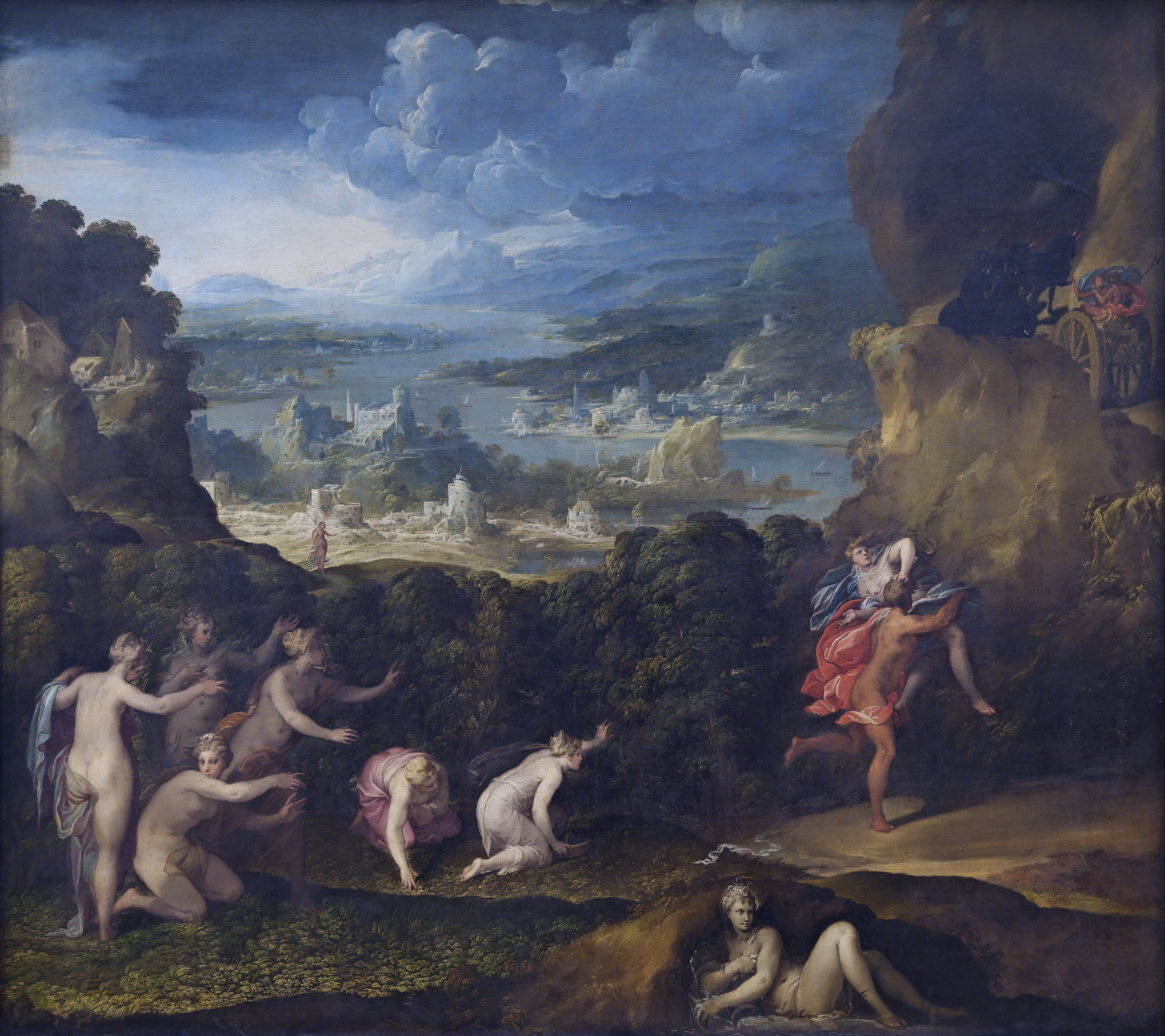
Le Rapt de Proserpine (1552-1570, huile sur toile, Musée du Louvre).
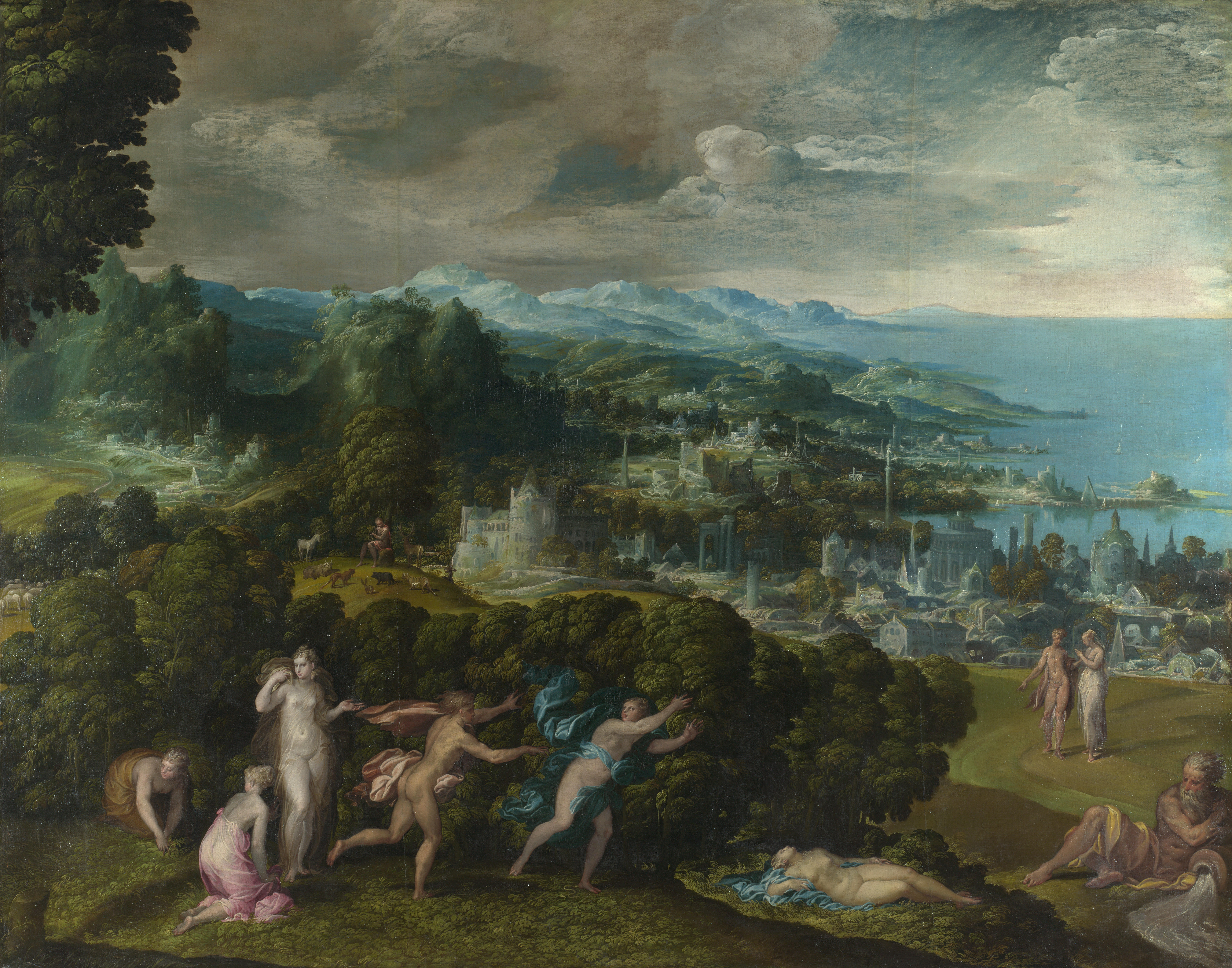
Orphée et Eurydice (1552-1571, National Gallery, Londres).
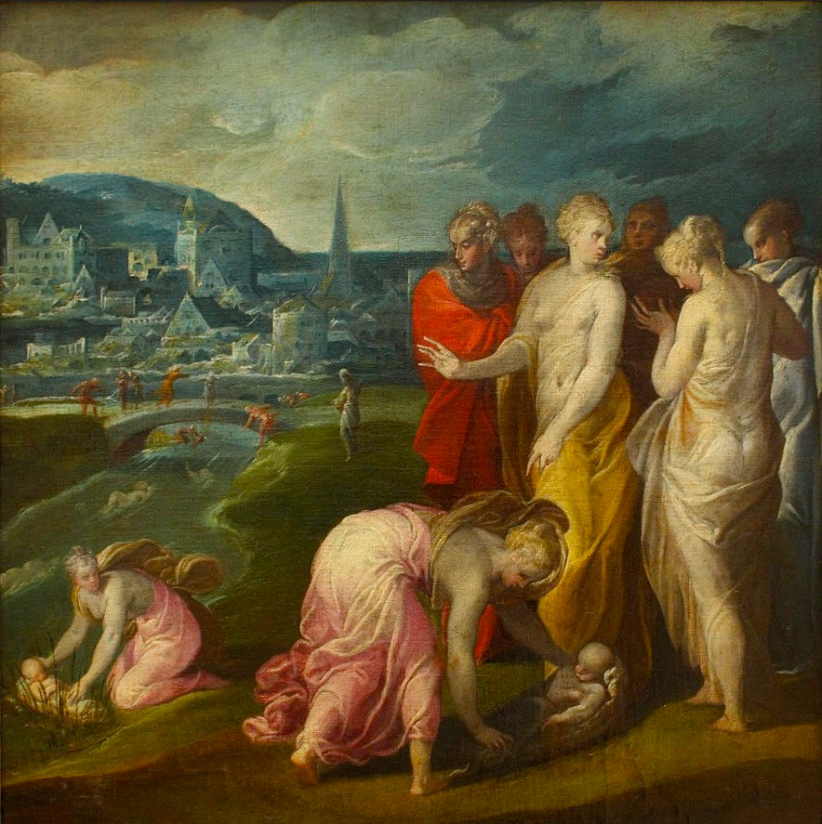
Moïse sauvé des eaux (vers 1560, huile sur toile, Musée du Louvre).
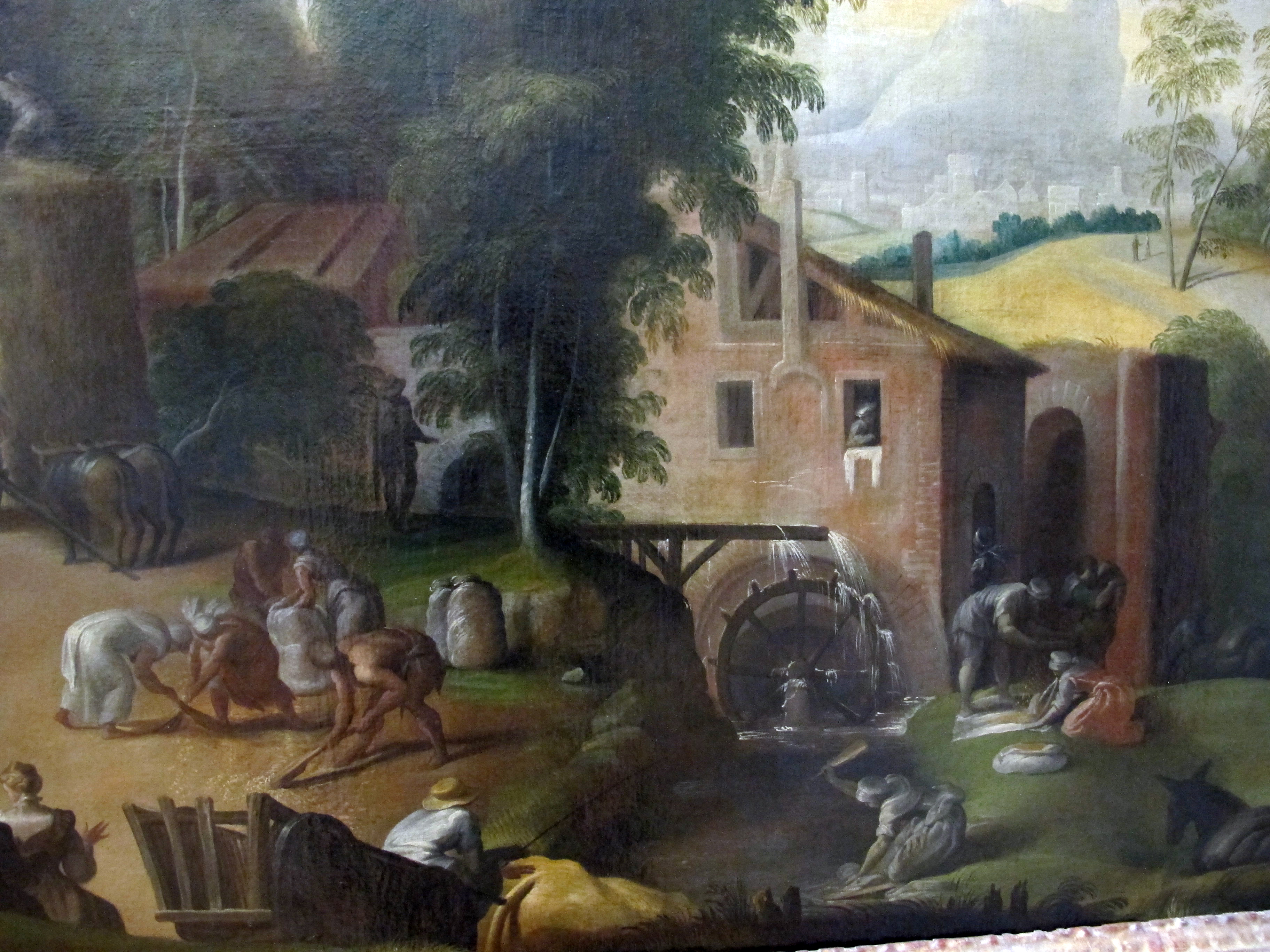
Le vannage du grain, peut-être dû à Giulio Camillo dell'Abbate, fils de Nicolò (1560-1570, musée du Louvre).
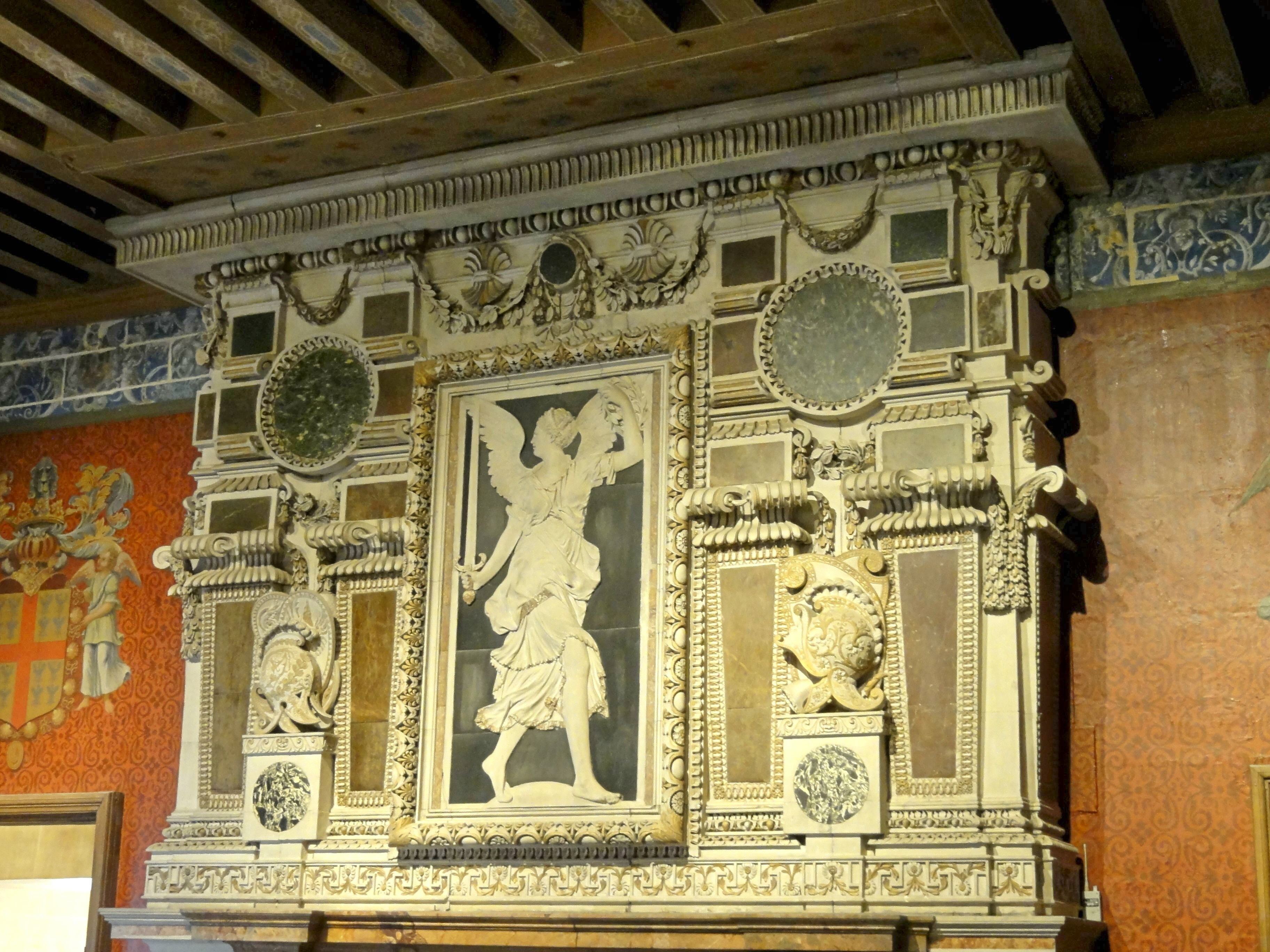
Cheminée de la Victoire (1558-1560, château d'Ecouen).
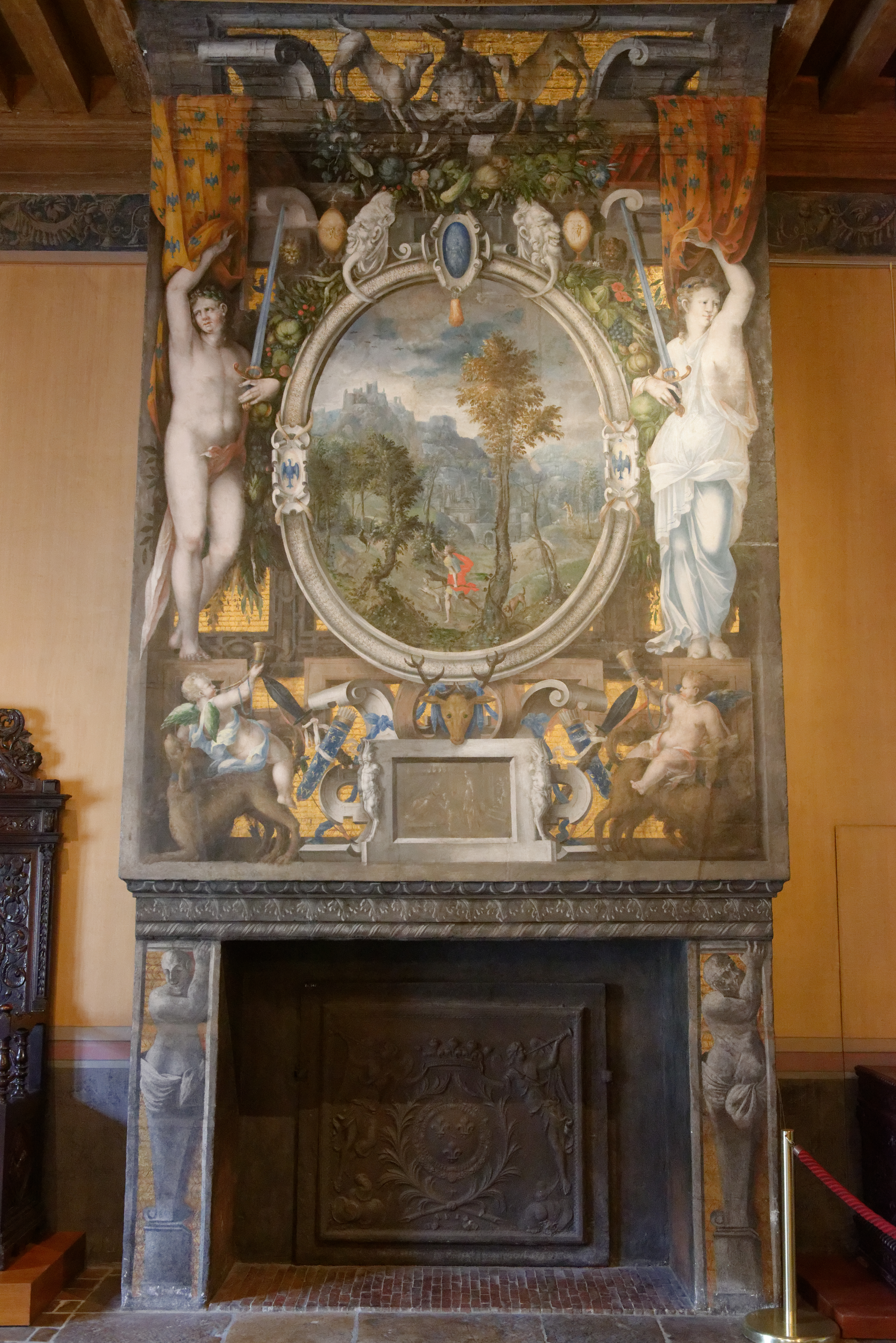
Esaü chassant (vers 1552, château d'Ecouen).
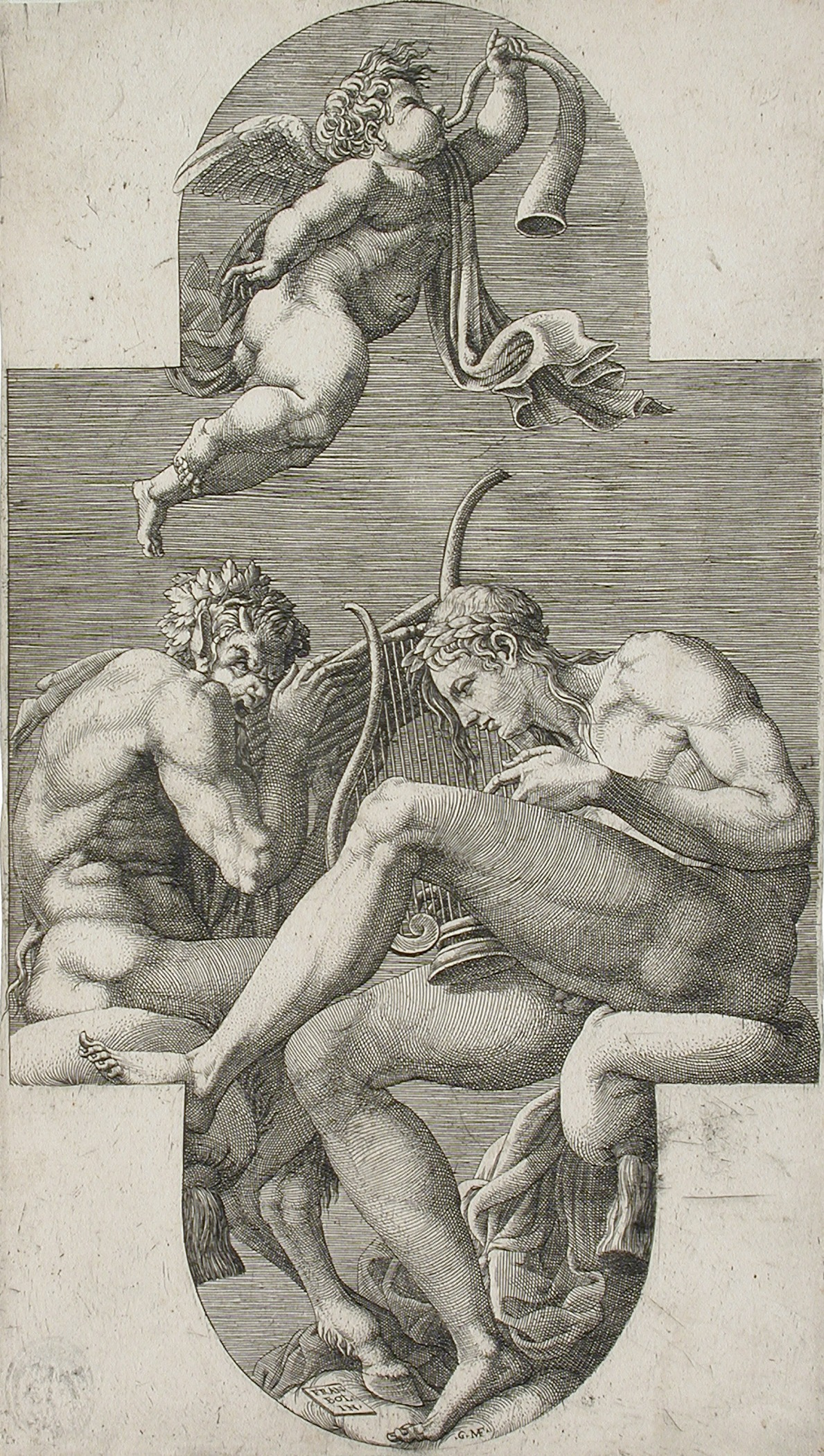
Gravure du projet pour la Galerie d'Ulysse (1560, Los Angeles).

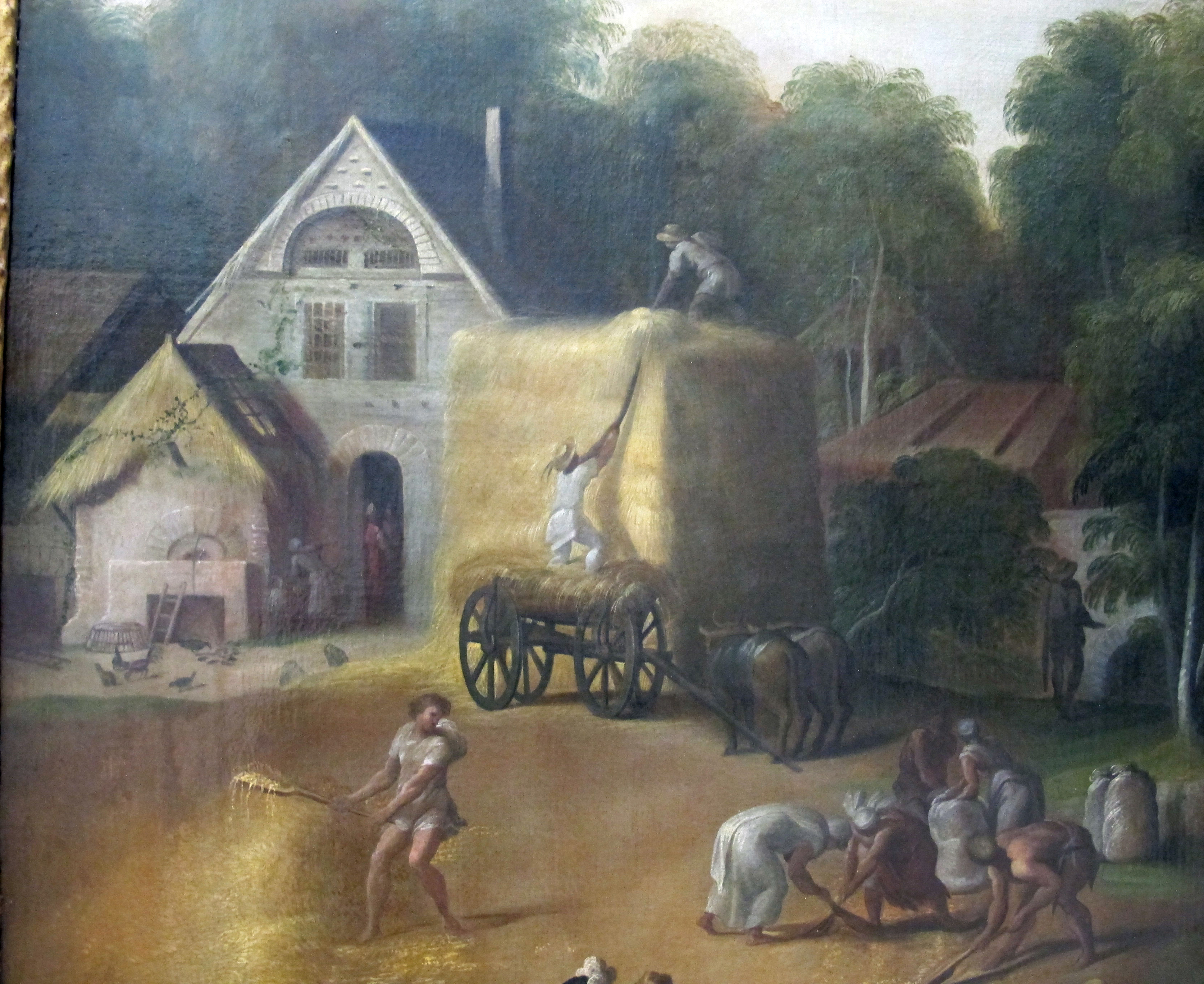
Le vannage du grain, peut-être dû à Giulio Camillo dell'Abbate, fils de Nicolò
(1560-1570,, musée du Louvre).

Niccolò dell' Abate était un artiste né à Modène, près de Bologne, et qui devint très célèbre en France, jouant un rôle fondamental dans la première école de Fontainebleau. Cette école fut créée par des artistes italiens actifs dans le château de Fontainebleau, où ils ont élaboré un style très influent dans l'art français et ainsi que dans l'Europe du Nord.
Toute la famille dell'Abbate, de père en fils, fut vouée aux arts. On cite avec honneur parmi les peintres modénois, son père Jean, son frère Pierre-Paul, son fils Jules-Camille, son petit-fils Hercule, et son arrière-petit-fils Pierre-Paul.
Formé à Modène, il fit son apprentissage dans l'atelier d'Alberto Fontana et fut un des élèves d'Antonio Begarelli.
En 1540, il entre au service des seigneurs de Scandiano, à 27 km de Modène. Entre 1540 et 1543, il décora également la Rocca des princes Meli Lupi à Soragna au nord-ouest de Parme.
Il travailla ensuite à Bologne entre 1548 et 1552, au service d'une clientèle fortunée d'ecclésiastiques et de banquiers.
À Bologne, son style subit l'influence du Corrège et du Parmesan. Ses nombreux portraits évoquent ceux de Pontormo.
En 1552, Niccolò dell' Abate est invité en France au service d'Henri II (on l'appelle alors souvent Nicolas Labbé). Au château de Fontainebleau, il collabore à la décoration de l'édifice royal, sous la supervision du Primatice (1504 – 1570), autre artiste fondamental de l'École de Fontainebleau, et du peintre florentin Rosso (1494 – 1540). Deux ans plus tard, il donne le dessin du projet de décor en l'honneur du Connétable Anne de Montmorency. 
À Paris, il exécute des fresques aux plafond de l'hôtel de Guise (aujourd'hui disparues), d'après les dessins du Primatice. L' artiste reçoit alors beaucoup de commandes privées, telles que de petits tableaux portables de sujets mythologiques insérés dans des paysages.
Une bonne partie de sa production artistique est ainsi consacrée au genre des apparats décoratifs éphémères, réalisés à l'occasion de moments importants qui marquaient la vie de la cour royale. Le principal exemple reste le cycle de décorations réalisées pour l'entrée triomphale à Paris de Charles IX et de sa femme Élisabeth d'Autriche en 1571, l'année de la mort de Nicolò dell'Abbate en France.
L'héritage du peintre émilien est constitué surtout par ses paysages qui forment le décor de scènes mythologiques, motifs qui inspireront les artistes français comme Claude Lorrain (1600 – 1682) et Nicolas Poussin (1594 – 1665).

### Les Français

#### Jean Cousin: le père (1490 env.-env. 1560) et le fils (1522 env.-env. 1594)

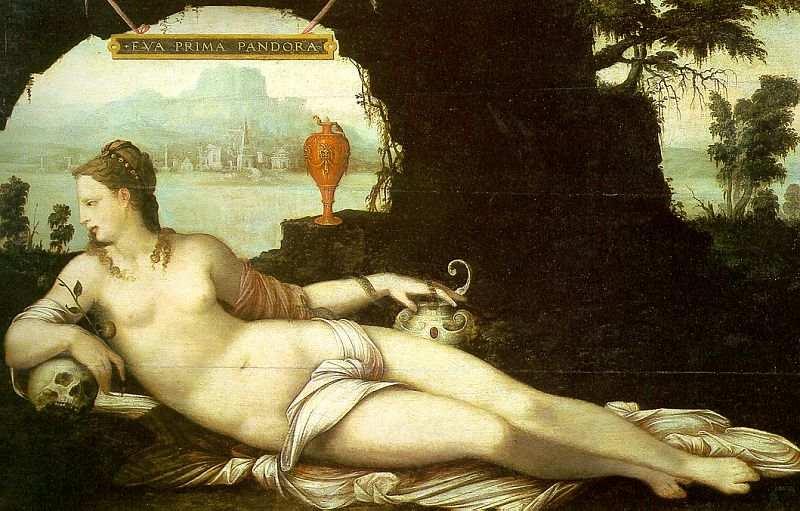
Eva prima Pandora par Jean Cousin l'Ancien (1549, bois, 97,5 × 150 cm, musée du Louvre, Paris).

Jean Cousin l'Ancien (Soucy, près de Sens, vers 1490 ou 1500 - Paris, après 1560), est appelé également le Père, ou le Vieux pour le distinguer de son fils également appelé Jean Cousin. Cet artiste est non seulement peintre, dessinateur et décorateur mais également graveur. Jean Cousin l'Ancien représente avec Jean Clouet, le principal peintre français du XVIe siècle. Surnommé le Michel-Ange français, son tableau Eva prima Pandora conservé au Louvre reste son œuvre la plus célèbre.
Sa vie est assez peu connue, et de nombreuses œuvres ne lui sont qu'attribuées, et ont parfois été exécutées plus probablement par son fils Jean Cousin le Jeune avec qui il est souvent confondu. Un autre sculpteur, non apparenté, porte également le même nom.
C'est dans sa ville natale de Sens, en 1526, que Jean Cousin, le père (1490-1560) commence sa carrière en tant que géomètre, y poursuivant son activité jusqu'en 1540. Après avoir réalisé des cartons pour les vitraux de la cathédrale de Sens et un retable pour l'abbaye de Vauluisant en 1530, Jean Cousin le Père s'installe vers 1540 à Paris où il exécute des œuvres importantes.

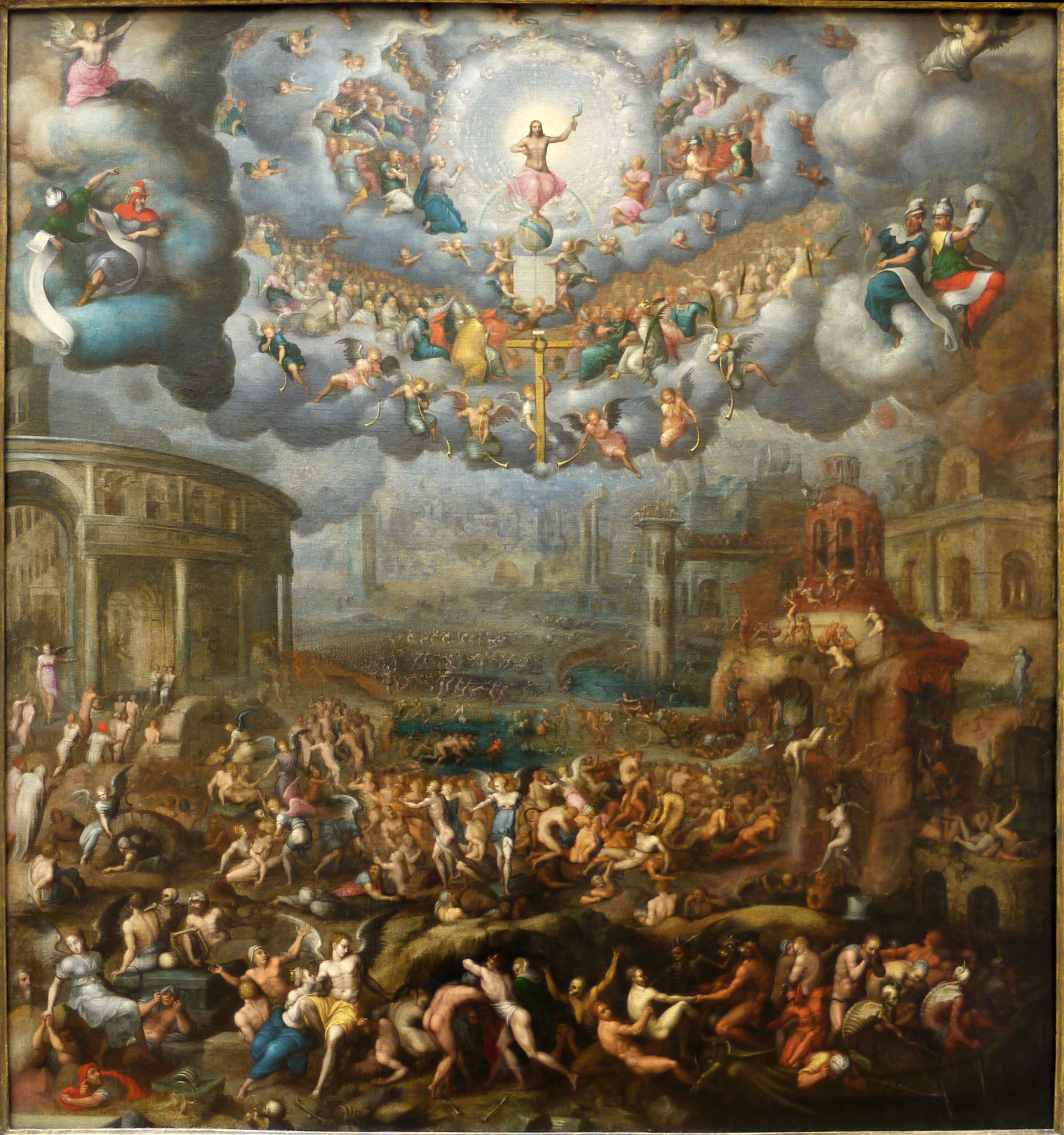
Le jugement dernier. Seule peinture attribuée avec certitude à Jean Cousin le fils (1585, musée du Louvre).

En 1541, on lui commande les cartons pour les tapisseries de la Vie de sainte Geneviève et en 1543, il réalise pour le cardinal de Givry les huit cartons de l'Histoire de saint Mammès. Ces tapisseries, qui devaient décorer le chœur de la cathédrale de Langres, ont été exécutées par des lissiers parisiens. C'est alors qu'en 1549, il collabore à l'entrée triomphale du roi Henri II à Paris.
Il travaille également pour des verriers, et exécute les cartons des vitraux de la chapelle de l'hôpital des Orfèvres, un Calvaire pour l'église des Jacobins de Paris, divers vitraux pour l'église Saint-Gervais (Le Jugement de Salomon, Le martyre de Saint Laurent, La samaritaine conversant avec le Christ, et La guérison du paralytique), l'église de Moret, celles de Saint-Patrice et de Saint-Godard à Rouen ainsi que pour le château de Vincennes (L'Approche du Jugement dernier, D'après l'Apocalypse, L'Annonciation de la Sainte Vierge) où il exécute également les portraits en pied de François Ier et Henri II. On attribue également à Jean Cousin des vitraux en grisaille exécutés pour le château d'Anet (dont Abraham rendant à Agar son fils Ismaël, Les Israélites vainqueurs des Amalécites sous la conduite de Moïse et Jésus-Christ prêchant dans le désert).
On ne possède qu'un petit nombre de tableaux de Jean Cousin, le père : l'Eva Prima Pandora , aujourd'hui conservée au Louvre, et La Charité . Ces œuvres attestent, comme les tapisseries de l'Histoire de saint Mammès , l'influence du Rosso, mais Jean Cousin le père sut interpréter dans un style très personnel l'art de l'école de Fontainebleau.
Quelques dessins Pénélope, Martyre d'un saint et Jeux d'enfants, sont attribués aujourd'hui à Jean Cousin le Père dont on possède également deux gravures signées : l'Annonciation et la Mise au tombeau .

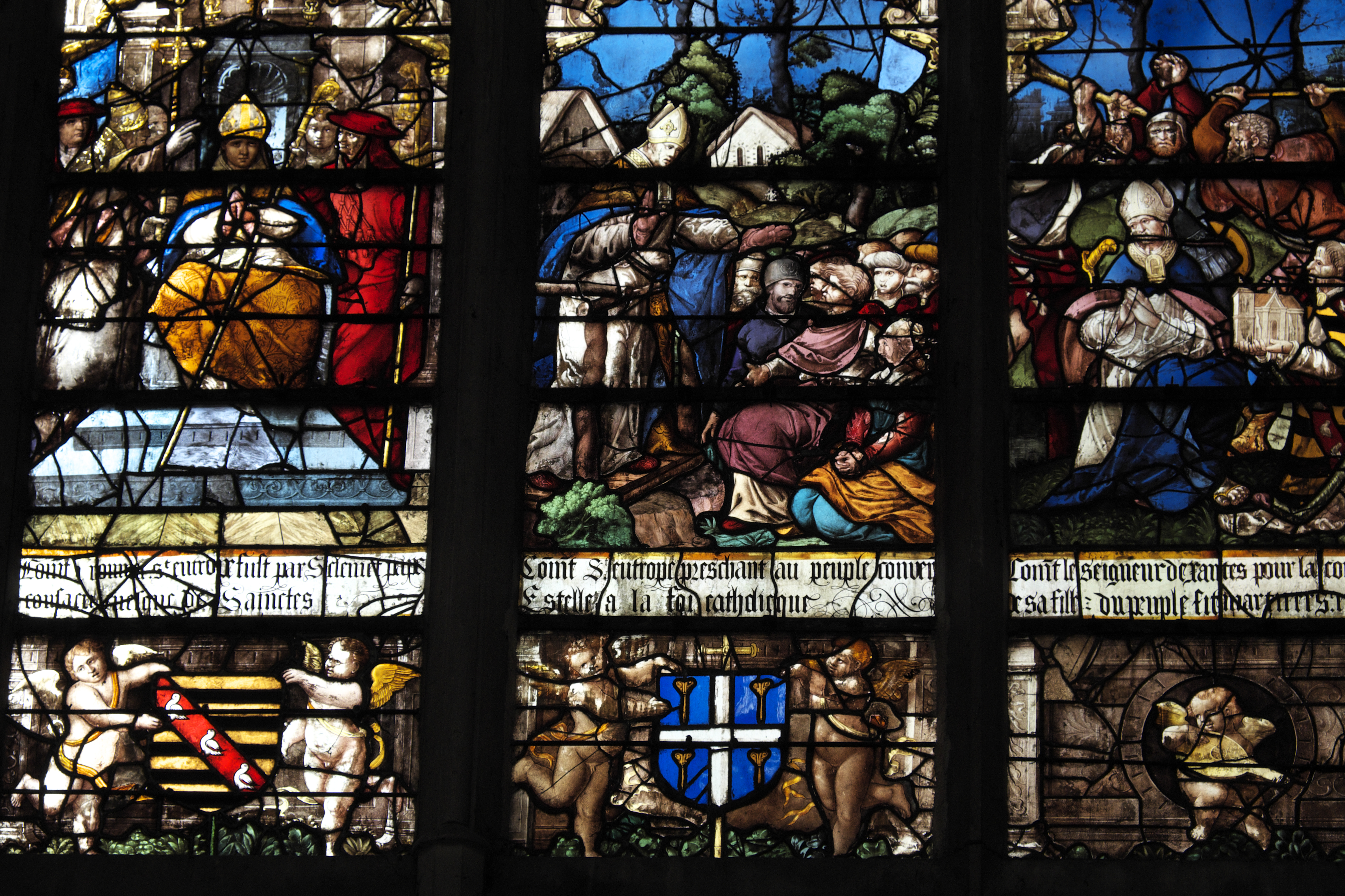
Sens Cathédrale St-Étienne.

Théoricien, l'artiste a publié deux traités illustrés de gravures sur bois, le Livre de perspective daté de 1560 ainsi que le Livre de pourtraicture achevé par son fils en 1571. Réimprimé en 1589, aucun exemplaire n'a été retrouvé à ce jour. Il est en revanche probable que ce dernier ouvrage soit celui publié juste après la mort de Cousin le Jeune à Paris en 1595 par David Leclerc, avec des planches gravées de Jean Le Clerc. Ce traité qui constitue d'ailleurs un chef-d’œuvre d’illustration anatomique, fut réimprimé à plusieurs reprises au XVIIe siècle.
Jean Cousin le Fils (1522-1594) dit aussi le jeune fut longtemps confondu avec son père dont il fut l'élève. Jean Cousin le Jeune étudia d'abord à l'université de Paris au moins jusqu'en 1542, puis collabora aux travaux de son père. À la mort de celui-ci, il prit sa suite.
Sa production semble avoir été importante. En 1563, il collabore aux préparatifs de l'entrée triomphale de Charles IX. Vers 1565, la contribution de Cousin le Père et de Cousin le Fils au monument funéraire de Philippe Chabot, amiral de France est controversée; on attribue au fils le cadre ornemental du monument et les quatre génies ailés traités dans un style maniériste très brillant.
Le seul tableau qu'on attribue a Jean Cousin fils est le Jugement dernier daté de 1585 et conservé au musée du Louvre. Cette œuvre reflète à la fois l'influence du maniérisme florentin et celle de l'art flamand. Un certain nombre de dessins, les illustrations du Livre de Fortune (1568), des Métamorphoses d'Ovide (1570) et des Fables d'Ésope (1582) révèlent un artiste habile influencé par son père, le milieu bellifontain et l'art des pays nordiques.

#### Antoine Caron (1521-1599)

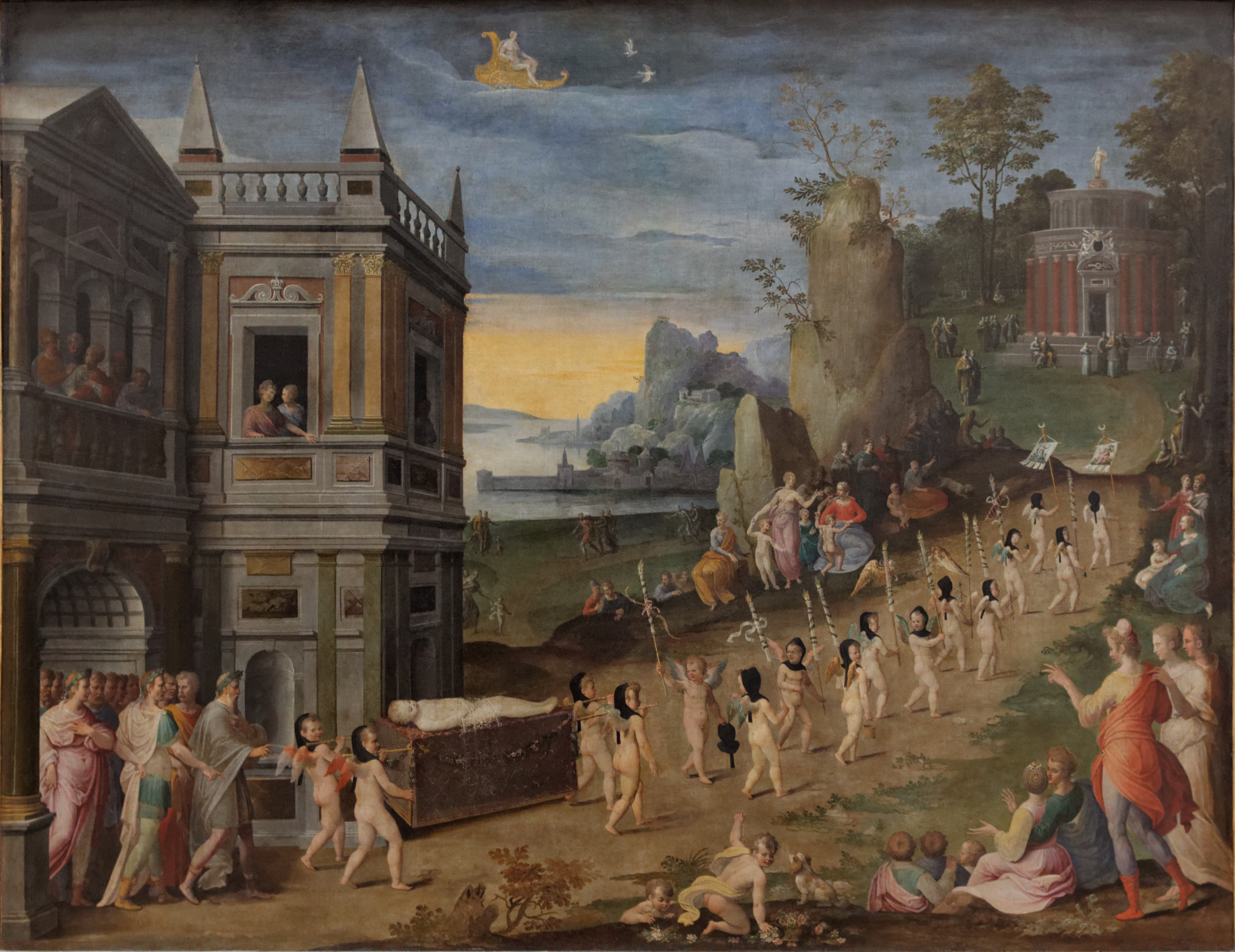
Henri Lerambert, Les Funérailles de l'Amour (1560-1570, musée du Louvre).
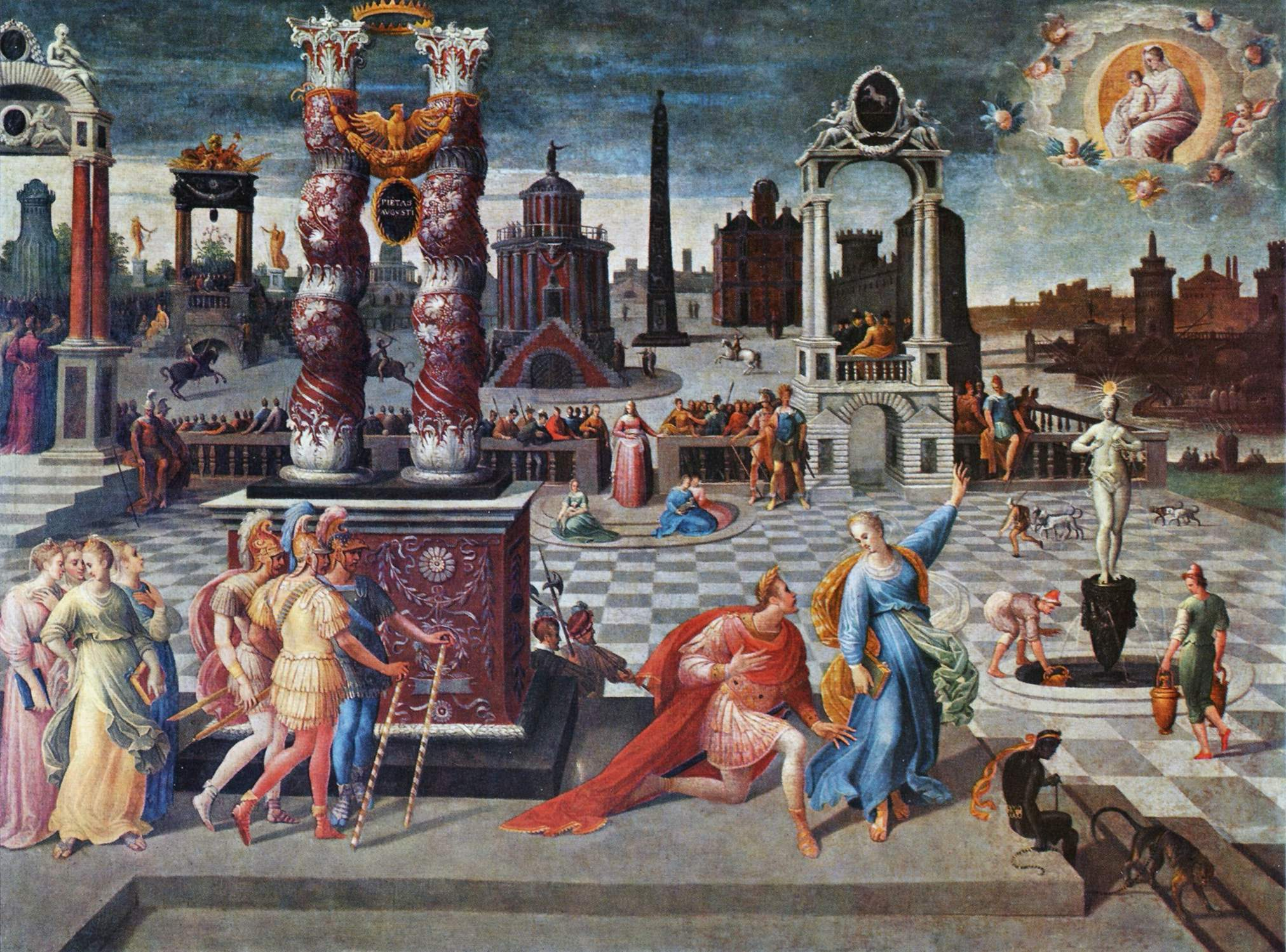
Auguste et la Sibylle de Tibur (vers 1578, musée du Louvre).
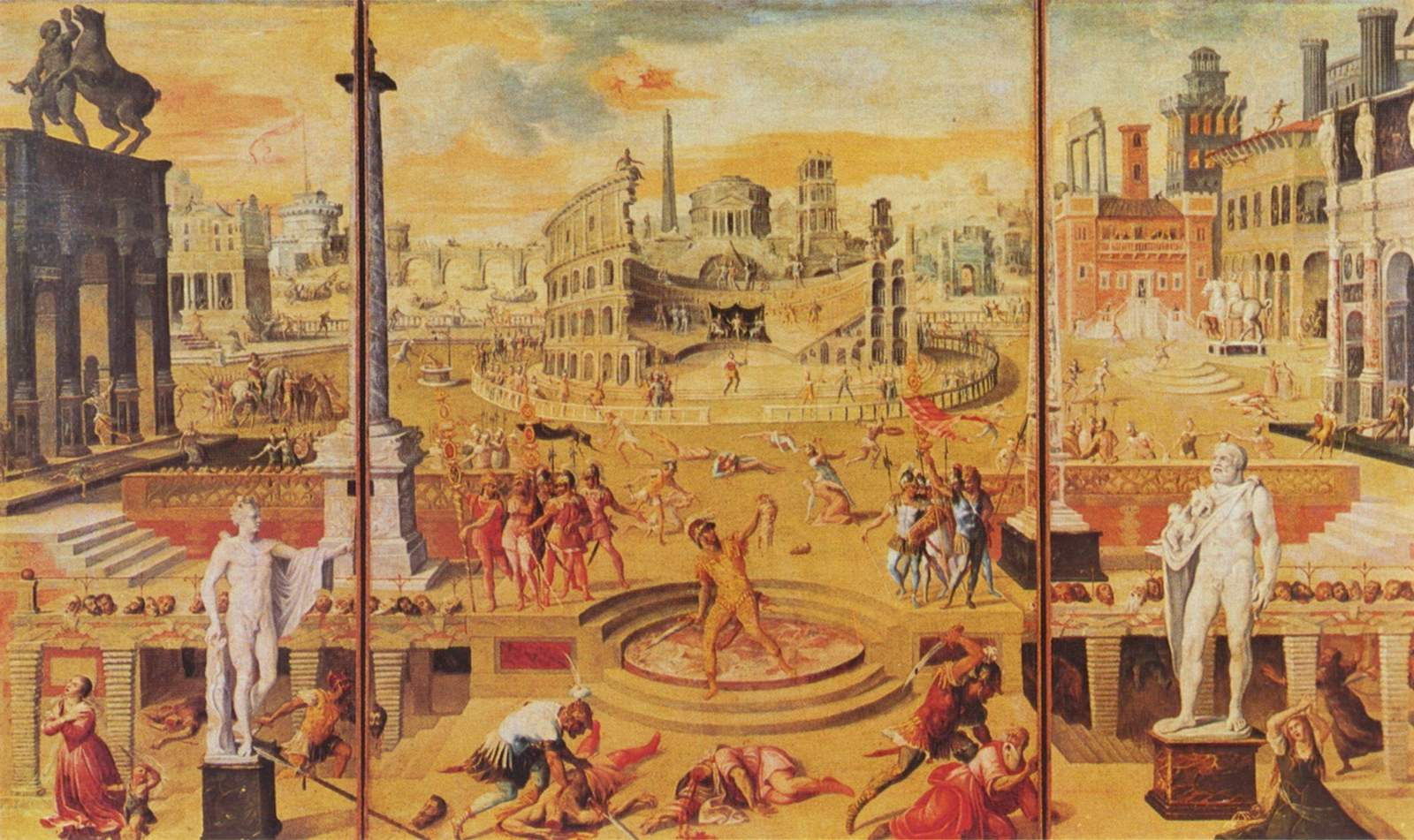
Les Massacres du Triumvirat (1566, musée du Louvre).
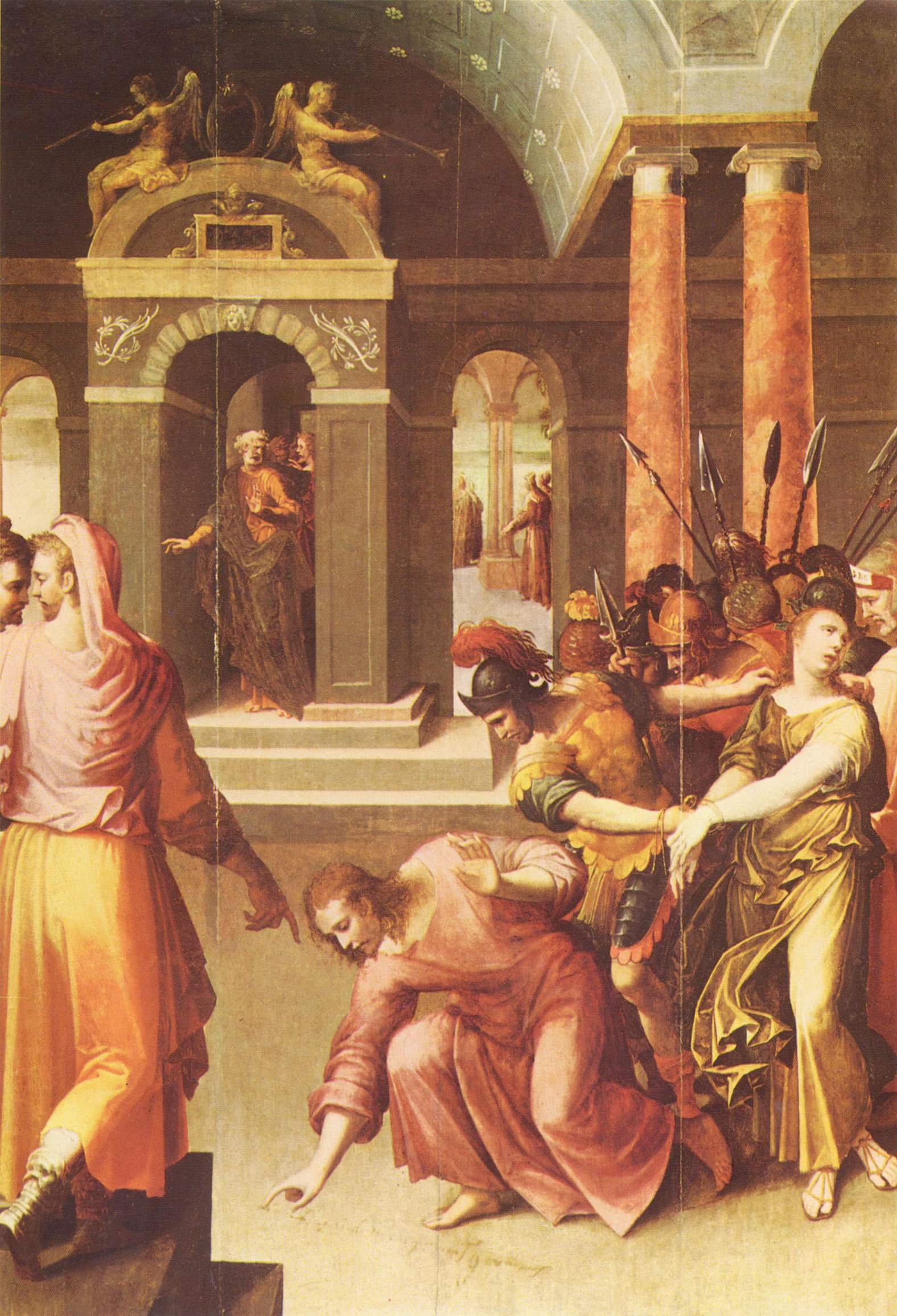
Henri Lerambert[13], Le Christ et la Femme adultère (vers 1570, musée d'art de Nantes).
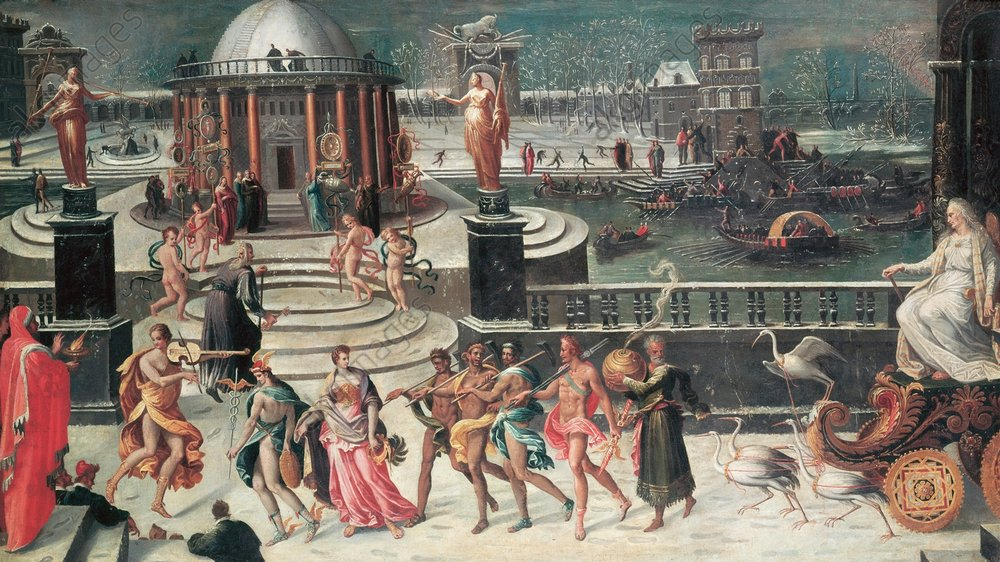
Le Triomphe de l'hiver (vers 1568, Collection particulière).
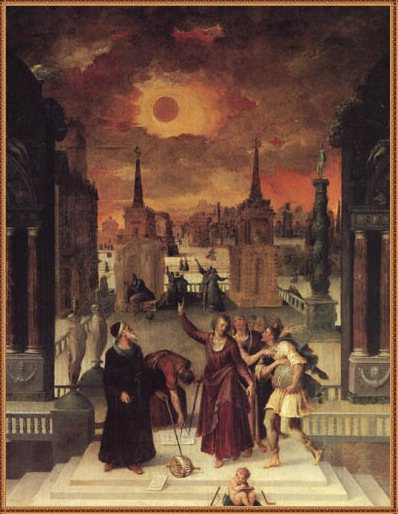
Astronomes étudiant une éclipse (v. 1575, collection Gaskin, Londres).

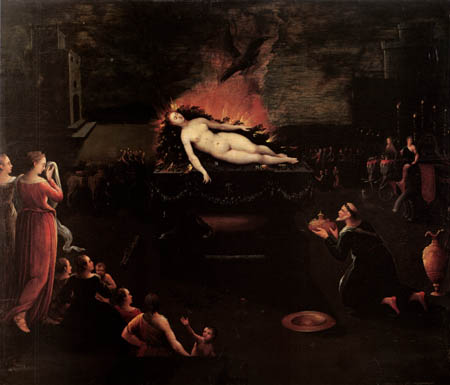
L'Apothéose de Sémélé ou la Mort de Didon (1585, château de Saumur).

Antoine Caron, né en 1521 à Beauvais et mort en 1599 à Paris, est un maître verrier, illustrateur et peintre français maniériste de l’école de Fontainebleau.
À la charnière entre les deux écoles de Fontainebleau, Antoine Caron est une des personnalités majeures du maniérisme français. L’un des rares peintres français de son époque à posséder une personnalité artistique prononcée. Son œuvre reflète l’ambiance raffinée, bien que très instable de la cour de la maison de Valois, pendant les guerres de Religion de 1560 à 1598.
Quittant Beauvais où il peignait depuis l’adolescence des tableaux religieux perdus depuis, Antoine Caron travaille à l’atelier des vitraux de Leprince, puis fait sa formation dans les ateliers du Primatice et de Nicolò dell'Abbate à l’École de Fontainebleau de 1540 à 1550. En 1561, il est nommé peintre de la cour de Henri II et Catherine de Médicis et deviendra plus tard le peintre attitré de celle-ci.
Sa fonction de peintre de la cour incluaient la responsabilité de l’organisation des représentations officielles. Il a, en tant que tel, participé à l’organisation de la cérémonie et de l’entrée royale à Paris pour le sacre de Charles IX et le mariage d’Henri IV avec Marguerite de Valois. Certaines de ses illustrations des festivités à la cour de Charles IX demeurent et constituent vraisemblablement des sources possibles pour la représentation de la cour dans les tapisseries Valois.

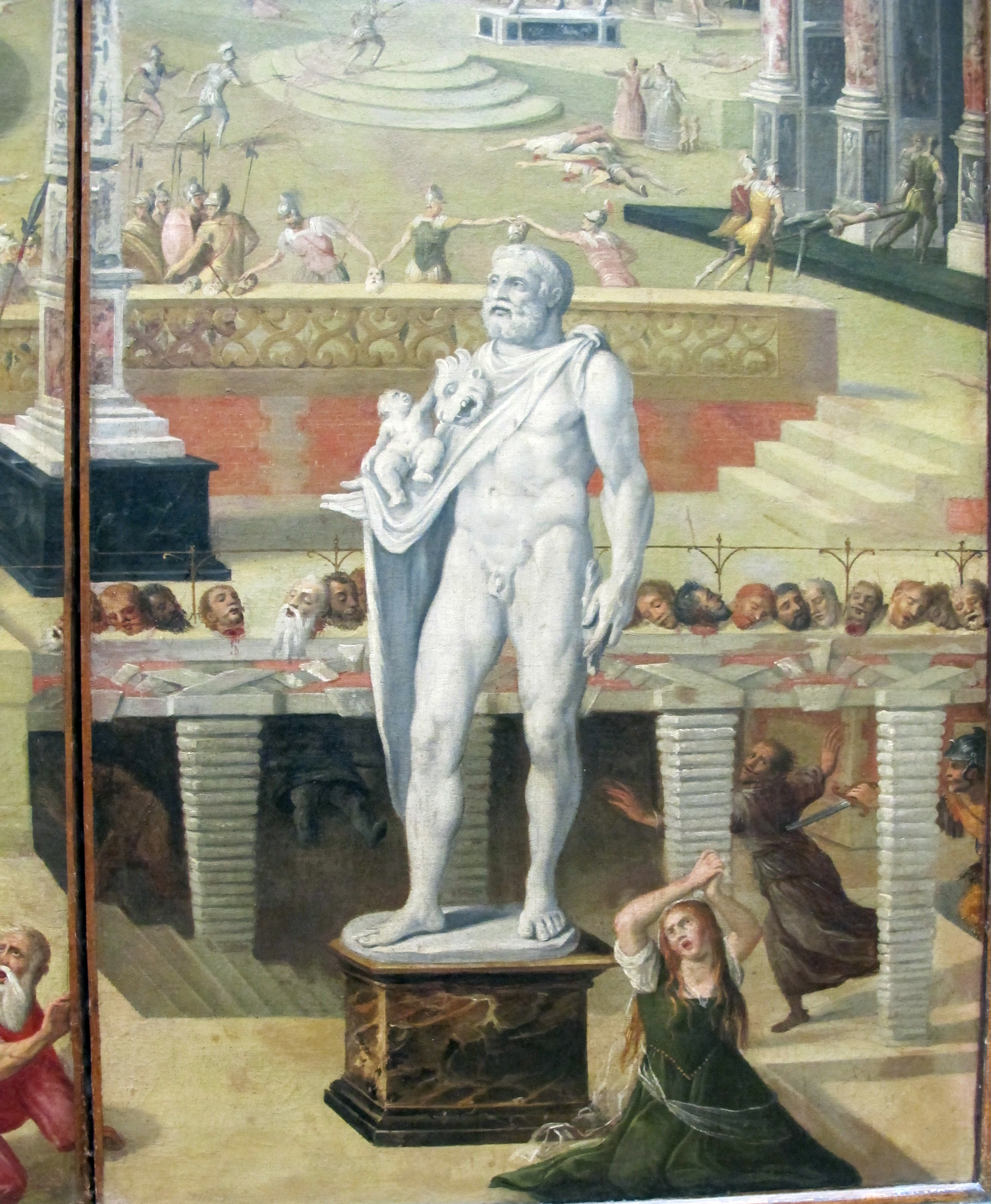
Détail des Massacres du Triumvirat s'inspirant de l'Hercule Farnèse (1566, musée du Louvre).

Le peu d’œuvres survivantes de Caron comprennent des sujets historiques et allégoriques, des cérémonies de cour et scènes astrologiques. C'est un lettré, et ses scènes savantes et sophistiquées reflètent la brillante culture qui s'est développé à Paris sous le règne des derniers Valois.
Ses massacres sont réalisées au milieu des années 1560, comme son seul tableau signé et daté, les Massacres du Triumvirat (1566) conservé au Louvre. Il évoque les masscres perpétrés pendant les guerres civiles romaines, en 43 avant J-C par les triumvirs Antoine, Octave et Lépide. Il s'agirait d'une allusion aux massacres dont les protestants furent victimes, pendant les guerres de Religion, principalement à partir de 1561, lorsque trois défenseurs du catholicisme, Anne de Montmorency, Jacques d'Albon de Saint-André et François de Guise se constituèrent en triumvirat pour s'opposer à la politique d'apaisement de Catherine de Médicis
La composante essentielle de son style est la reprise de la figure très allongée des artistes italiens, même dans les portraits comme Portrait de femme (1577), une gestuelle éloquente, beaucoup de mouvement et de dynamisme. Il donne un aspect très étrange à ses compositions. Ainsi que la vivacité de ses coloris qui participent à ce caractère souvent fantastique donné à ses œuvres.
L'autre aspect emblématique de son œuvre est l’incorporation d’architectures fantaisistes, qui se mêlent parfois à des ruines romaines. Comme son maitre Nicolò dell'Abbate, il a souvent placé des figures humaines presque insignifiantes au milieu de scènes immenses.
Stylistiquement, son adhésion au maniérisme du Nord se réfère à la typologie de ses personnages. La critique moderne l’appelle "le grand-père du maniérisme".
Le peu de documentation de la peinture française de cette époque fait que beaucoup d’œuvres qui lui sont attribuées le sont également à d’autres artistes tels que Henri Lerambert. La relative notoriété d'Antoine Caron contribue à l’association de son nom à des œuvres comparables aux plus connues des siennes. Dans certains cas, ces toiles, par exemple, la Soumission de Milan à François Ier en 1515 (v. 1570) sont désormais attribuées « à l’atelier d’Antoine Caron ».

### Les Flamands

#### Noël Bellemare (actif entre 1512 et 1546)

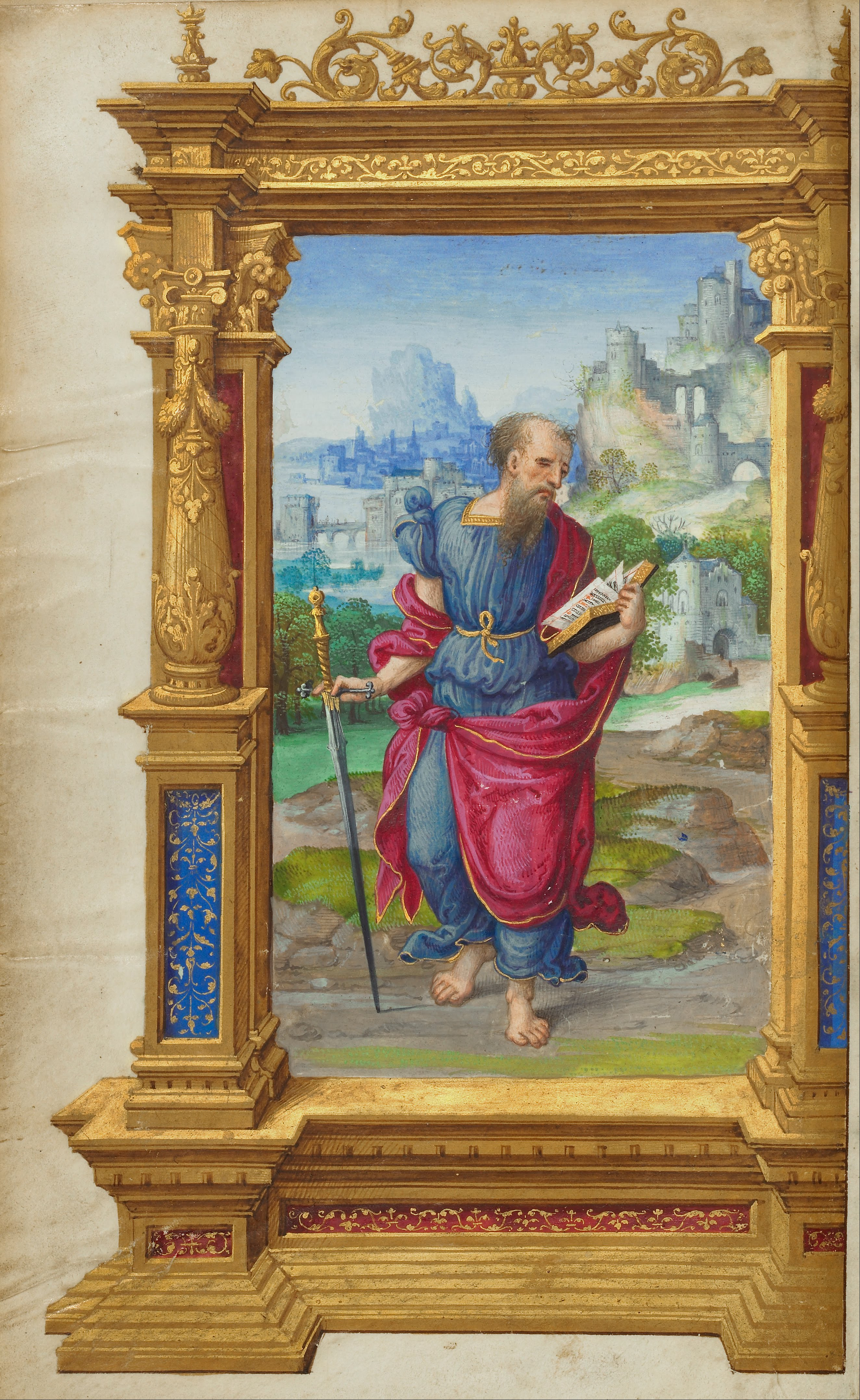
Épîtres du Getty, Saint Paul (1520-1530, Getty Center).

Noël Bellemare est un peintre et enlumineur français d'origine flamande, actif entre 1512 et 1546, à Anvers puis à Paris. On lui attribue des cartons de vitraux ainsi que des miniatures. Une partie de ses enluminures ont été regroupées sous le nom de convention de Maître des Épîtres Getty, sans doute à la tête d'un atelier désigné par ailleurs sous le nom d'Atelier des années 1520.
Noël Bellemare est le fils d'un Anversois et d'une Parisienne. Sa présence est attestée à Anvers en 1512, mais on retrouve sa trace dès 1515 à Paris où il termine et achève sa carrière. Il est installé dans la ville en tant que peintre et enlumineur sur le pont Notre-Dame, aux côtés d'autres artistes et libraires.
Les archives documentent plusieurs commandes officielles à Paris : il peint le plafond de l'Hôtel-Dieu en 1515, il décore l'entrée du pont Notre-Dame en 1531 pour l'entrée d'Éléonore d'Autriche en 1531, un décor du palais du Louvre en collaboration avec Matteo del Nassaro pour la venue de Charles Quint en 1540. Il réalise aussi des dorures au château de Fontainebleau. Il est mentionné en 1536 comme peintre-enlumineur juré. 
Les premières œuvres du peintre sont influencées par le maniérisme anversois ainsi que par la gravure d'Albrecht Dürer. Par la suite, s'y substitue une influence des peintures de Raphaël ainsi que de Giulio Romano. Cette influence lui vient sans doute de la fréquentation de l'École de Fontainebleau qu'il côtoie en participant aux décors du château.
Une seule œuvre est réellement attestée par les sources de la main de Noël Bellemare : il s'agit du carton d'un vitrail de la Pentecôte de l'église Saint-Germain-l'Auxerrois de Paris. Par analogie et comparaison stylistique, un ensemble d'enluminures et de cartons de vitraux lui sont attribués par l'historien de l'art Guy-Michel Leproux.
Le corpus des enluminures qui lui sont attribuées a longtemps été désigné sous le nom de convention de Maître des Épîtres Getty. Ces œuvres ont aussi été regroupées un temps par l'historienne de l'art américaine Myra Orth dans un ensemble plus large de 25 manuscrits et sous le nom d'Atelier des années 1520. Noël Bellemare pourrait en avoir été le chef. Parmi elles, les miniatures attribuées au Maître des Heures Doheny pourraient correspondre à une période plus ancienne du même peintre.
Enfin, certaines des miniatures du Maître des Épîtres Getty sont postérieures à sa mort : il semble que ce même atelier a perduré quelque temps après sa disparition.

## La Sculpture

### Jean Goujon (1510-vers 1567)

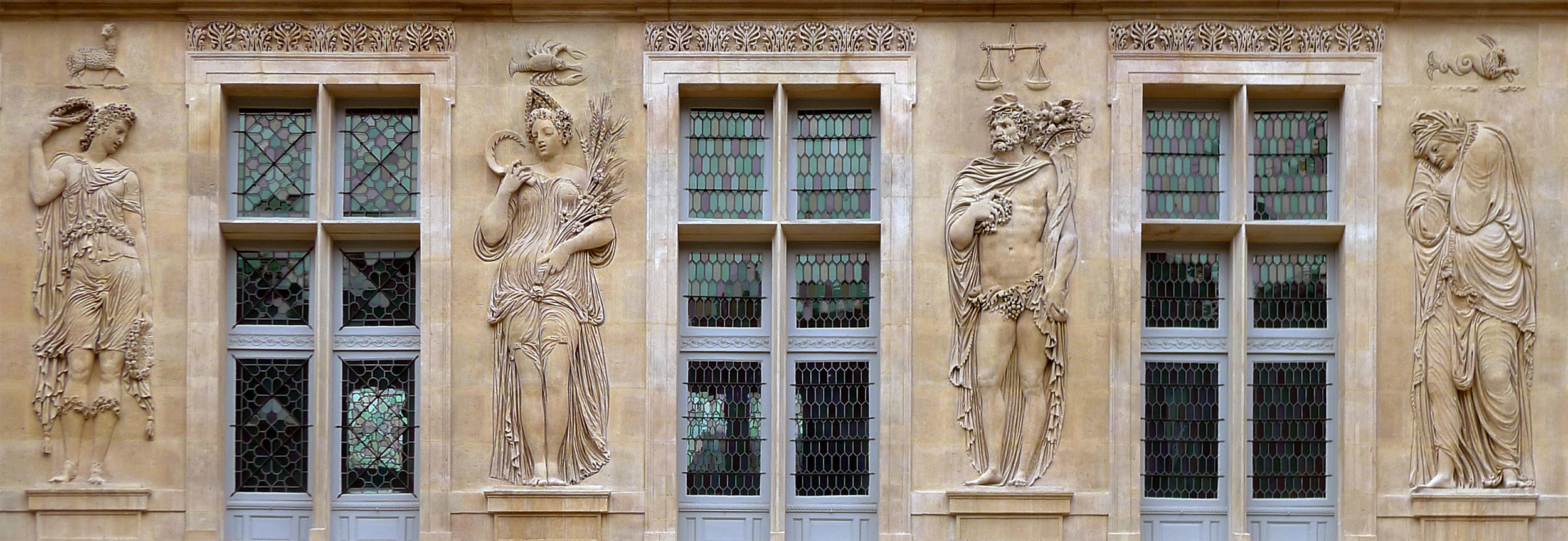
Les quatre Saisons de l’hôtel de Jacques de Ligneris, aujourd’hui Musée Carnavalet à Paris, réalisés par Jean Goujon ou de son atelier (1548 à 1550).
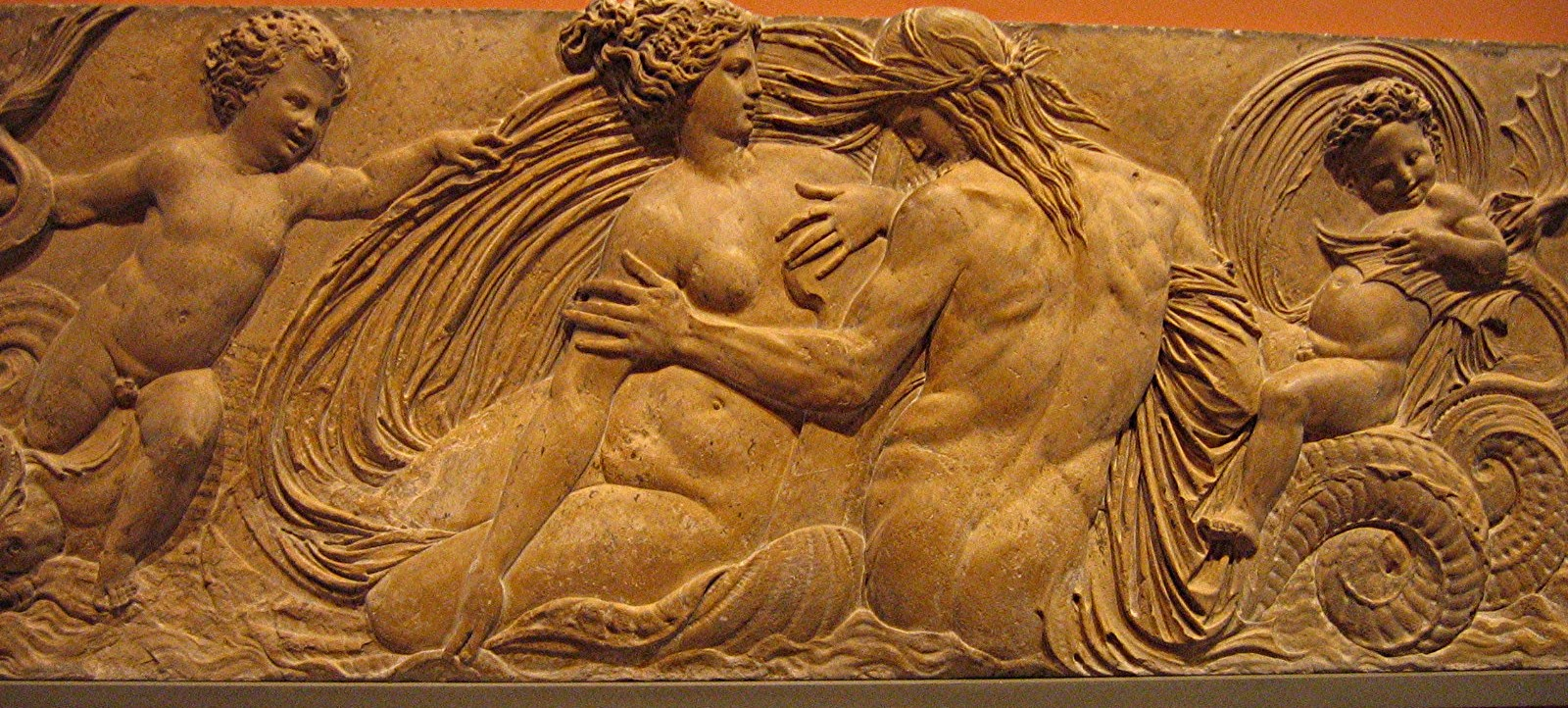
Relief au triton et à la nymphe de la Fontaine des Innocents (1549, musée du Louvre).
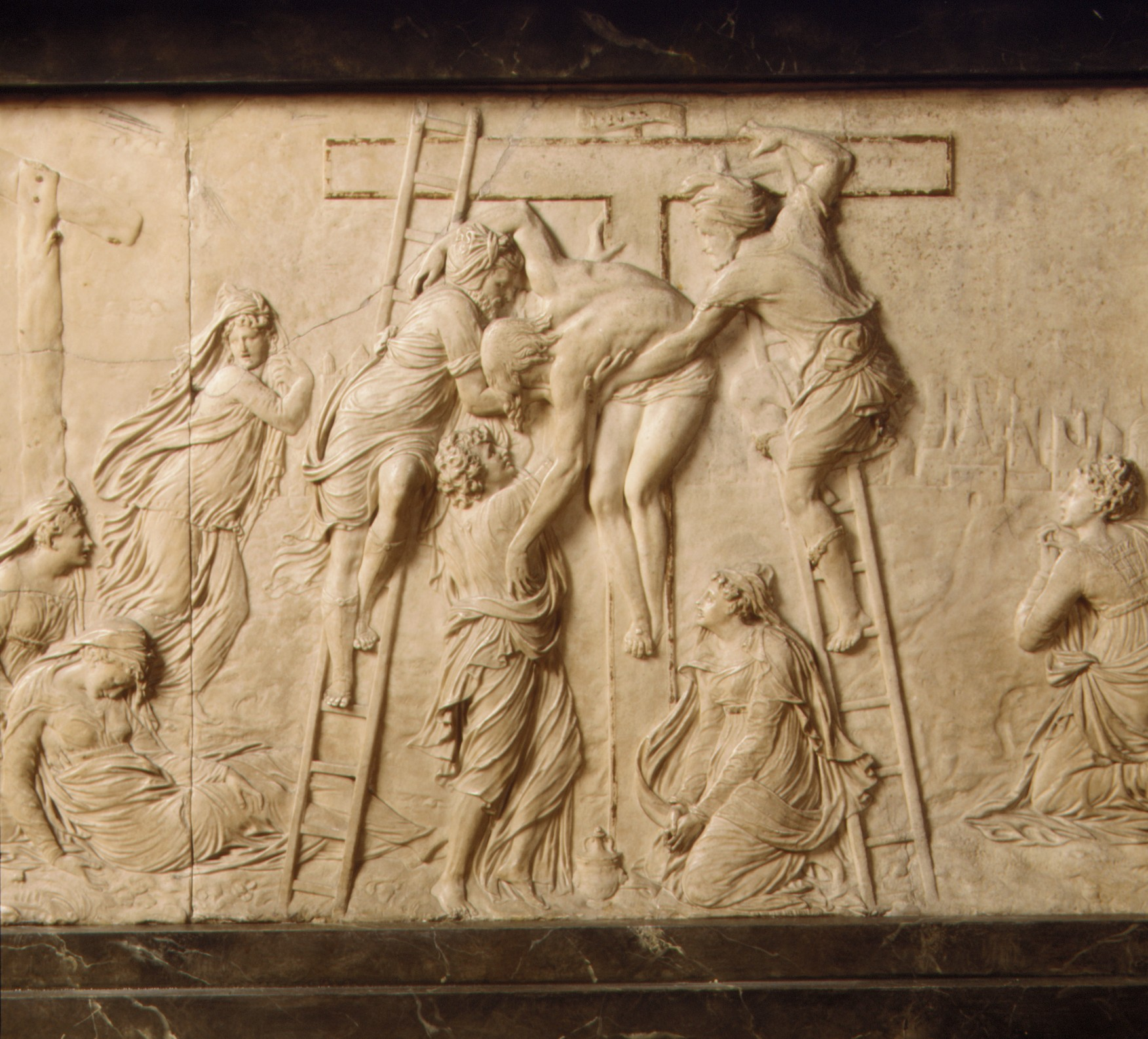
La Déposition du Christ (achevée pour Noël 1545, musée du Louvre).
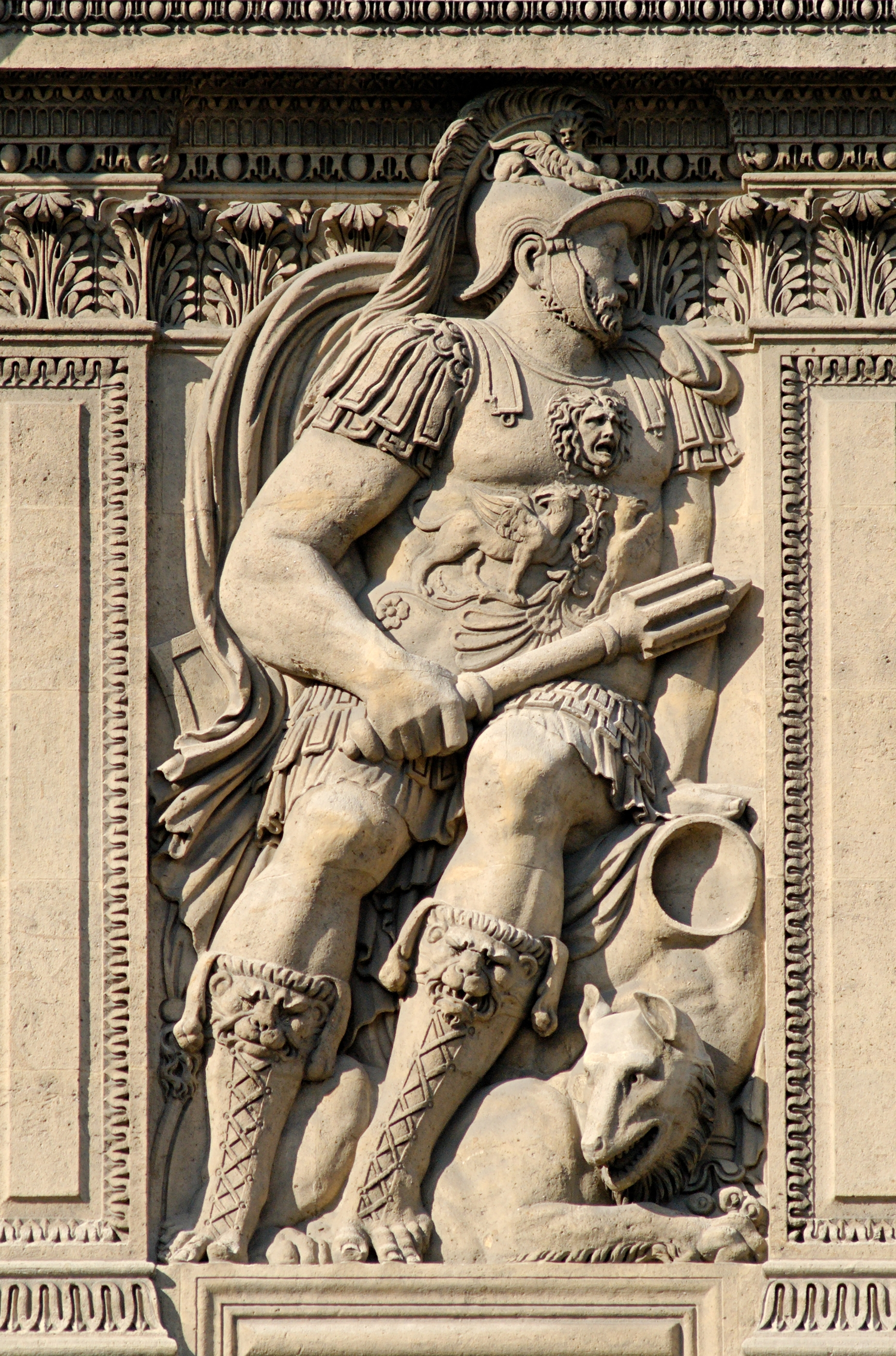
Mars (entre 1548 et 1556).
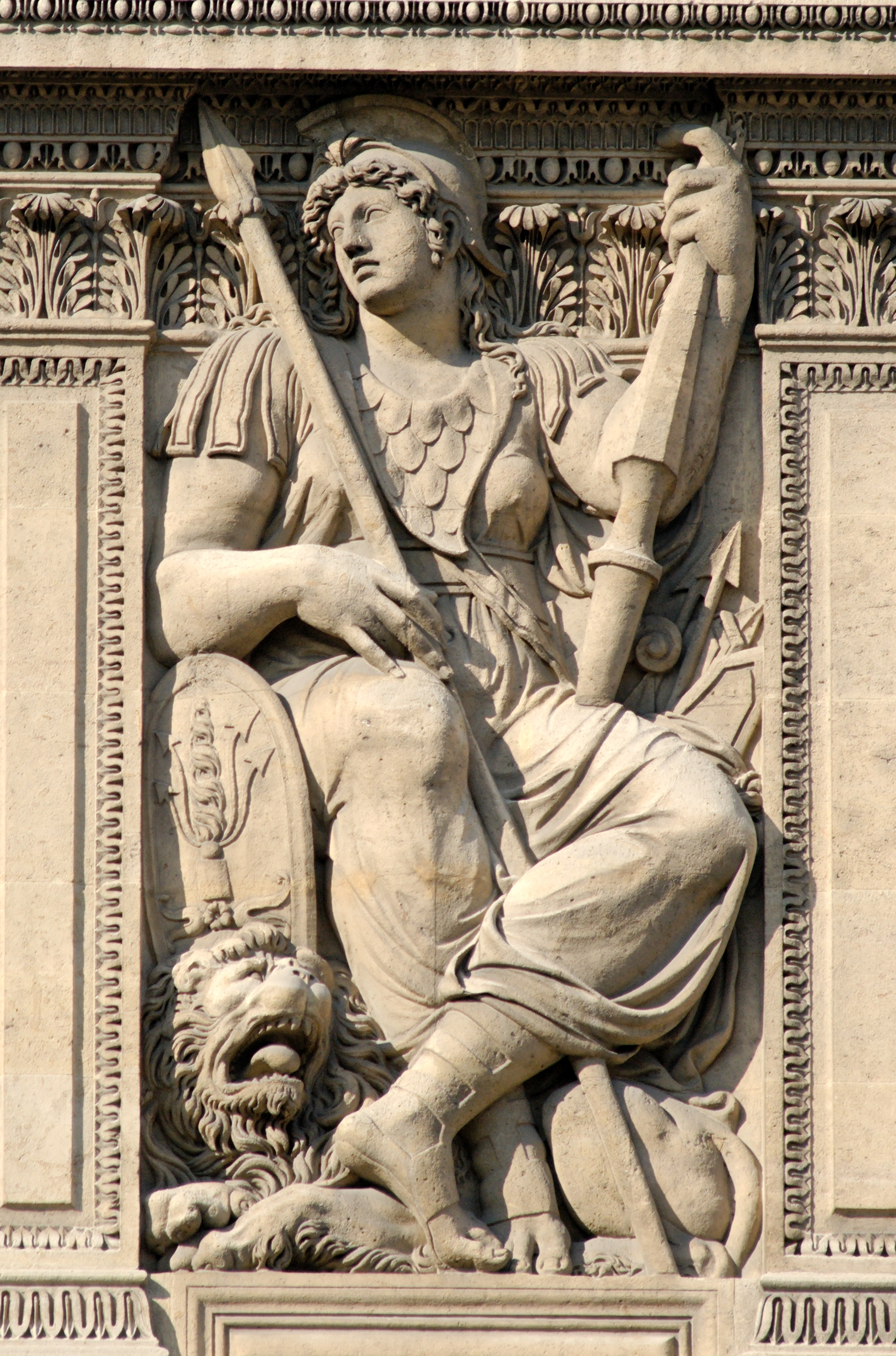
Bellone (entre 1548 et 1556).
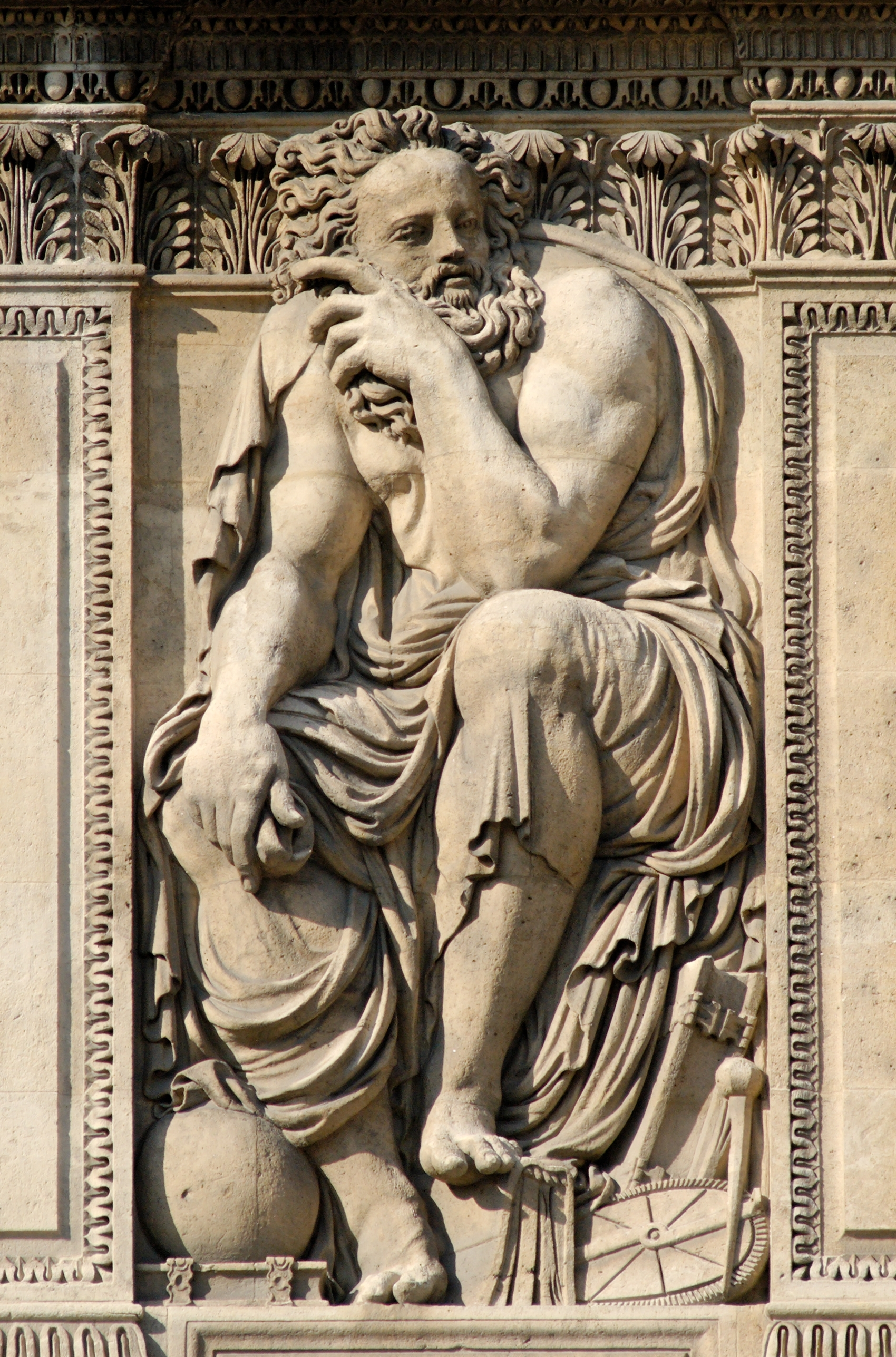
Archimède (entre 1548 et 1556).
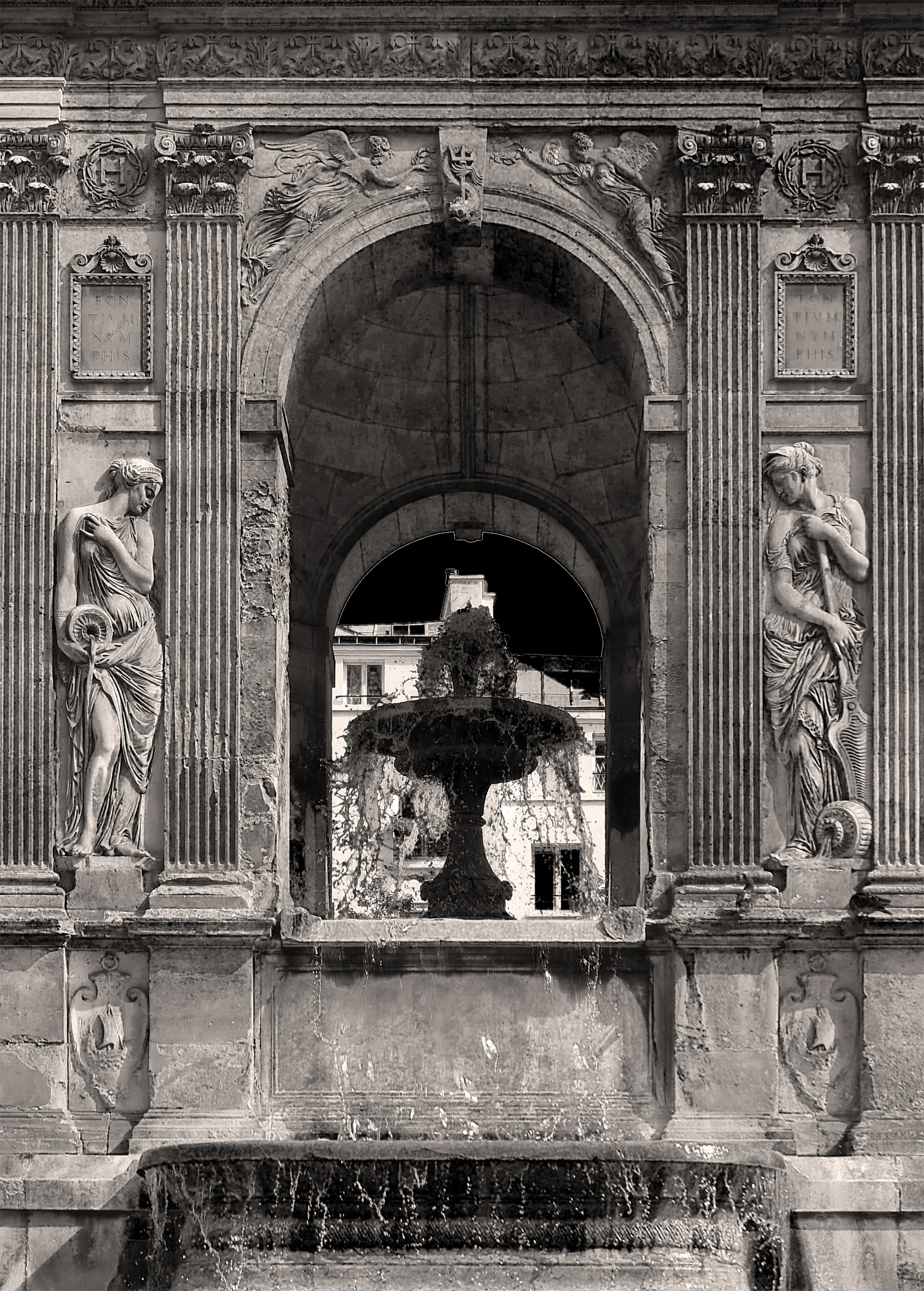
Naïade de la Fontaine des Innocents (1549, Paris).
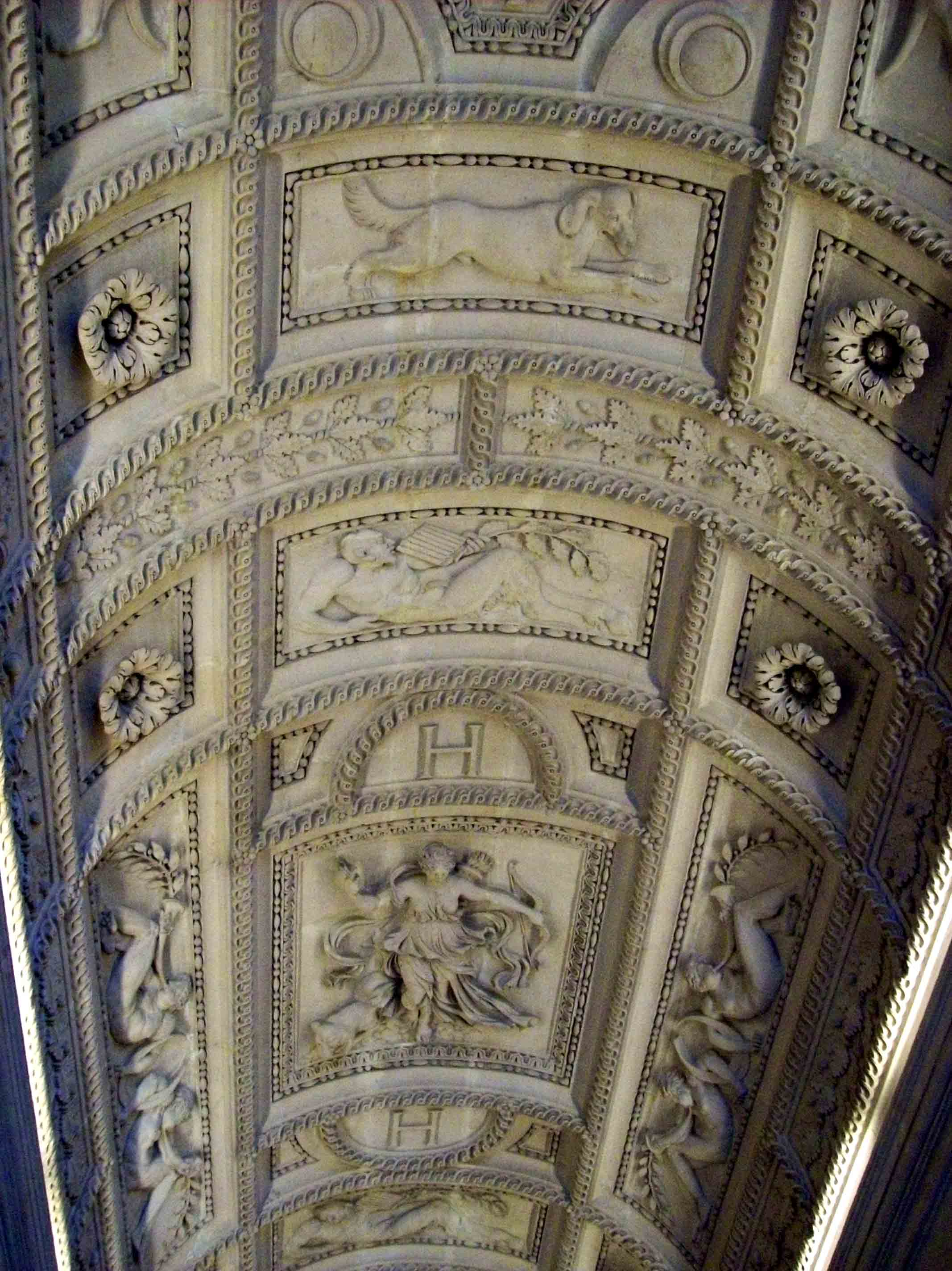
Escalier Henri II (1555-1556, Louvre).

Détail d'une des Cariatides de la salle éponyme du palais du Louvre (1551).

Jean Goujon est probablement né en Normandie vers 1510 et mort selon toute vraisemblance à Bologne, vers 1567.
Surnommé le « Phidias français » ou « le Corrège de la sculpture », Jean Goujon est avec Germain Pilon le sculpteur le plus important de la Renaissance française.
Tout autant sculpteur qu'architecte, il est l'un des premiers artistes dont l'œuvre s'inspire directement de l'art antique et de la Renaissance italienne qu'il a étudiés personnellement en Italie. Il sut soumettre son œuvre sculpturale, surtout ses bas-reliefs, au cadre architectural dans lequel elle devait s'inscrire.
Malgré la richesse de sa production artistique, la carrière de Jean Goujon ne peut être suivie que durant une vingtaine d'années seulement, de 1540 à 1562 environ. Présent à Rouen, entre 1540 et 1542, il exécute ses premières œuvres conservées. Pour la tribune d'orgues de l'église Saint-Maclou, il sculpte deux colonnes qui sont actuellement encore en place. Premier exemple en France d'un ordre corinthien très pur, elles révèlent la connaissance parfaite qu'avait Jean Goujon de l'art antique. On lui attribue aussi le dessin du tombeau de Louis de Brézé (1531) dans la cathédrale de Rouen, et l'architecture de la chapelle Saint-Romain, appelée populairement la Fierte (1543).

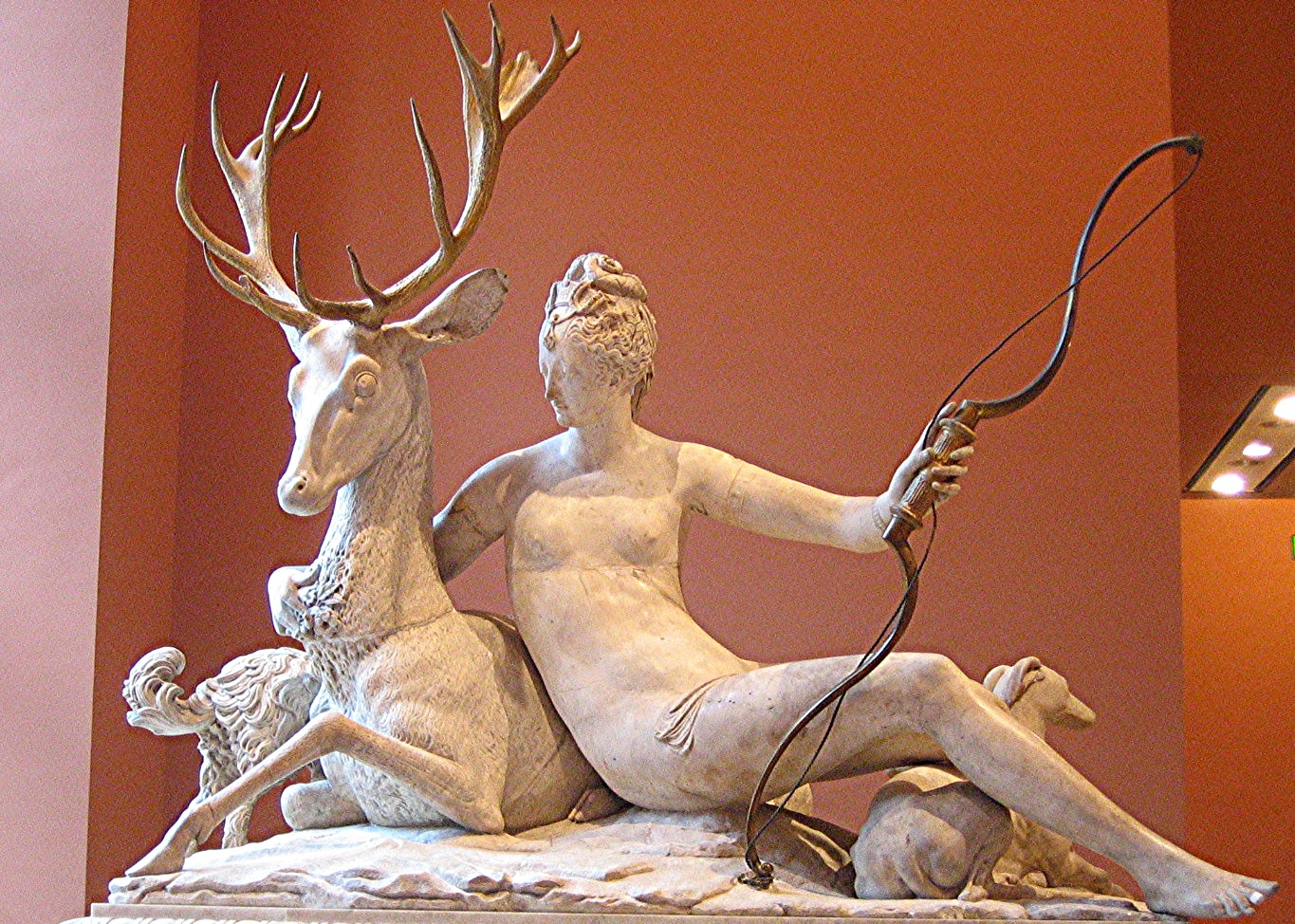
La Fontaine de Diane attribuée à l'artiste (vers 1549, musée du Louvre).

Arrivé à Paris vers 1542, il travaille probablement sous la direction de l'architecte Pierre Lescot, en tant "imagier - façonnier" au jubé de Saint-Germain-l'Auxerrois (1544 à Noël 1545). L'ensemble architectural a disparu dès 1750 mais les bas-reliefs des Quatre Évangélistes et la Déposition du Christ, connue généralement sous le nom de la Vierge de pitié, sculptés par l'artiste ont survécu et sont conservés aujourd'hui au Louvre. Une estampe du Parmesan représentant la Mise au tombeau a inspiré Jean Goujon pour la composition de la Déposition du Christ. C'est la preuve que l'art italien l'a influencé directement, sans l'intermédiaire de l'art de Fontainebleau. La "draperie mouillée" et les plis parallèles des reliefs du jubé révèlent le style d'un artiste attaché à l'art antique, et plus exactement à l'art hellénistique.
En 1545, Jean Goujon travaille pour le connétable Anne de Montmorency et réalise Les Quatre Saisons (1548 à 1550) pour l’hôtel de Jacques de Ligneris, cousin de Pierre Lescot, devenu aujourd’hui musée Carnavalet.
À partir de 1547, l'artiste entre au service du nouveau roi Henri II. Il travaillera avec d'autres sculpteurs à la décoration de l'entrée du roi à Paris en 1549, en créant la seule œuvre permanente : la célèbre fontaine des Innocents. Ses bas-reliefs, représentant des nymphes et des naïades, se trouvent aujourd'hui au musée du Louvre.

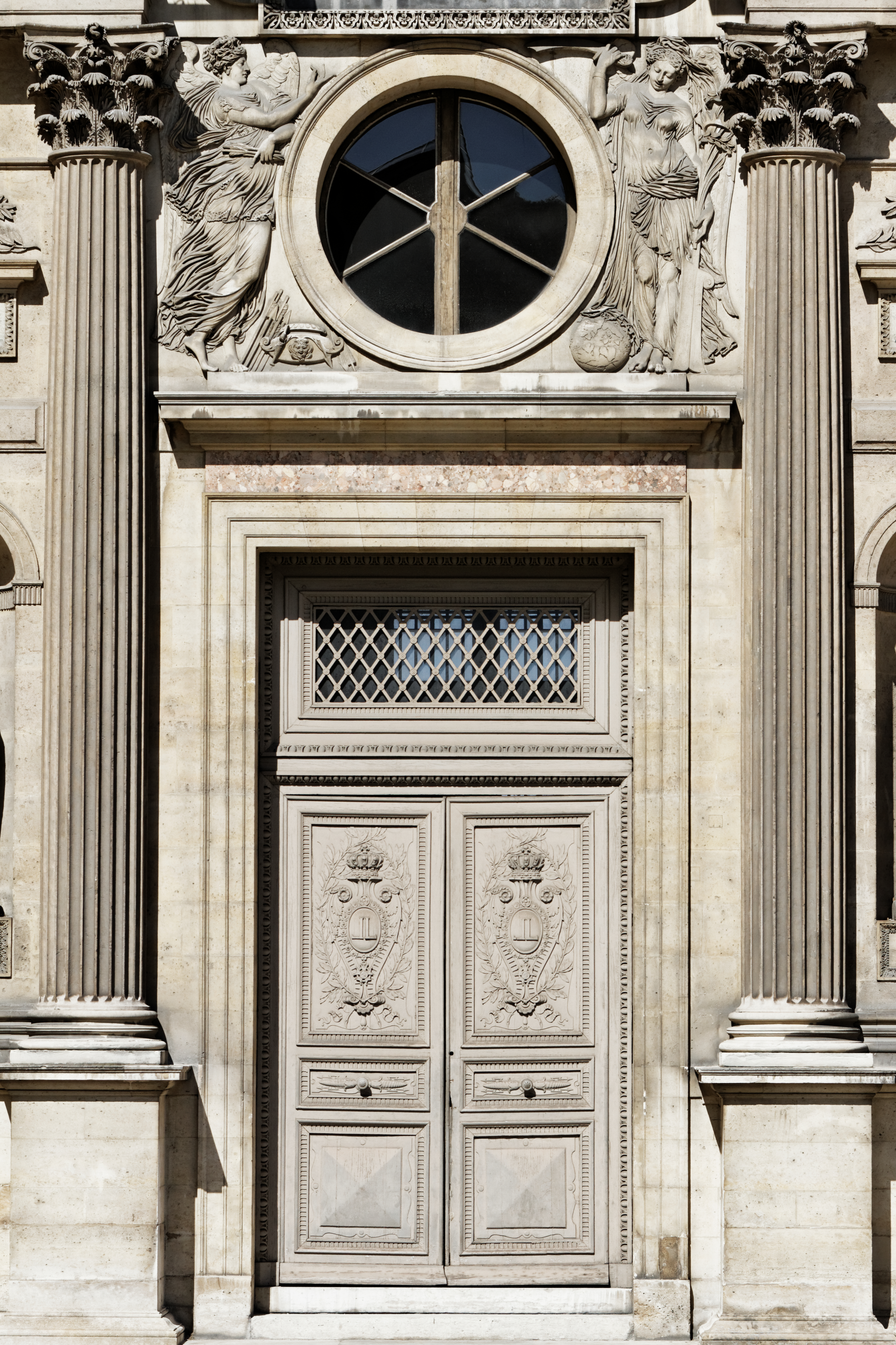
La Guerre et La Paix, palais du Louvre (1549, Paris).

À la même époque, Jean Goujon travaille en tant que maître sculpteur sous "les dessins de Pierre Lescot, seigneur de Clagny" aux décorations du palais du Louvre. Entre 1548 et le début de 1549, il achève ses allégories de La Guerre et de La Paix avant d'être chargé d'exécuter les allégories de L'Histoire, de La Victoire puis de La Renommée et de La Gloire du roi. Peu après, il réalise les Cariatides de la plateforme des musiciens, achevées en 1551, dans la salle homonyme du palais du Louvre. En 1552, il sculpte des statues pour la cheminée du cabinet de l'Attique situé dans l'aile occidentale et enfin, en 1555-1556, certains bas-reliefs de l'escalier d'Henri II.
On lui attribue généralement les gravures de la version française du Songe de Poliphile de Francesco Colonna (1546), d’après les gravures de l’édition originale (peut-être dues au studio d’Andrea Mantegna). On lui devrait également des gravures sur bois illustrant la première édition française des Dix Livres d'architecture de Vitruve, traduits en 1547 par Jean Martin. Il aurait fabriqué aussi des médailles précieuses pour Catherine de Médicis.
La Diane appuyée sur un cerf (vers 1549) dite aussi Fontaine de Diane réalisée pour Diane de Poitiers au château d'Anet a été successivement attribuée à Benvenuto Cellini, Jean Goujon et Germain Pilon. Toutes ces attributions ont été contestées ou réfutées. Il est difficile de juger de l'œuvre qui a été largement complétée par Pierre-Nicolas Beauvallet avant son installation au musée du Louvre en 1799-1800. Alexandre Lenoir, directeur du Musée à cette époque, est l'auteur de l'attribution à Jean Goujon.
On ignore la date précise de la mort de l'artiste. De religion protestante, son emploi à la cour de France et même sa présence à Paris devinrent difficiles alors que les tensions religieuses augmentaient. Une légende tenace veut que Jean Goujon ait été assassiné lors de la Saint-Barthélemy. Si tel avait été le cas, il aurait été cité a posteriori comme faisant partie des célèbres martyrs du drame, ce qui ne fut pas le cas. L’histoire de sa mort tragique fut cependant reprise dans de nombreux ouvrages de critique d'art et de vulgarisation au XVIIIe et au XIXe siècle. Des recherches plus récentes ont trouvé sa trace dans le milieu des réfugiés huguenots de Bologne en 1562. Il serait mort en Italie entre cette date et 1569.
Jean Goujon avait certainement un atelier et des élèves qui l'aidaient. Ses figures sont ovales, sensuelles et fluides. Ses drapés révèlent une connaissance de la sculpture grecque. Répandues dans l’ensemble de la France par des gravures réalisées par des artistes de l’école de Fontainebleau, la pureté et la grâce de son modèle ont influencé les arts décoratifs. Sa réputation connaît, à la fin du XVIe siècle, une légère éclipse au profit de tendances plus maniérées, avant de grandir à nouveau à l'époque du baroque et du classicisme français.

### Germain Pilon (1525/30-1590)

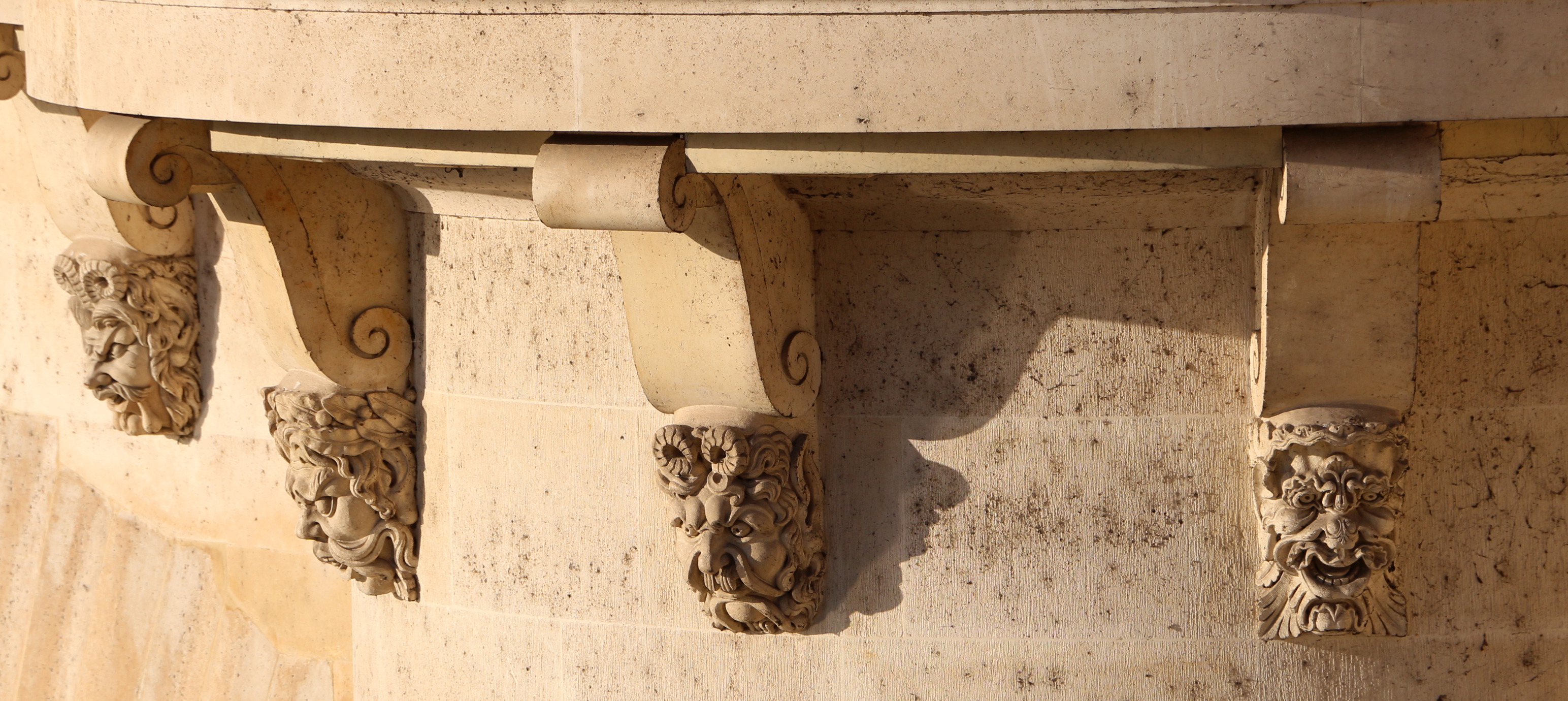
Mascarons du Pont Neuf (vers 1588, les six derniers originaux sont au musée Carnavalet).
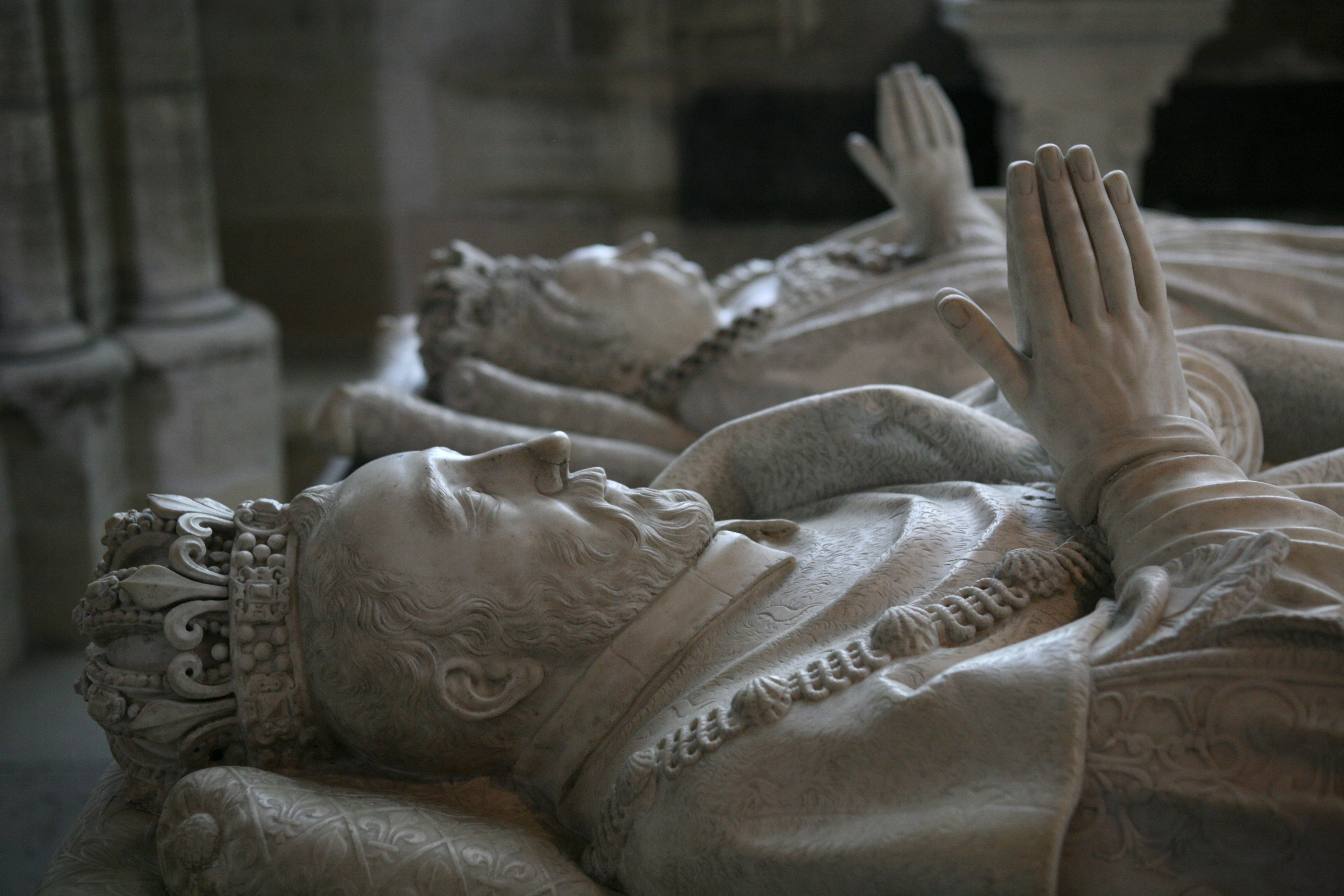
Gisants de Catherine de Médicis et Henri II (1583, basilique Saint-Denis).
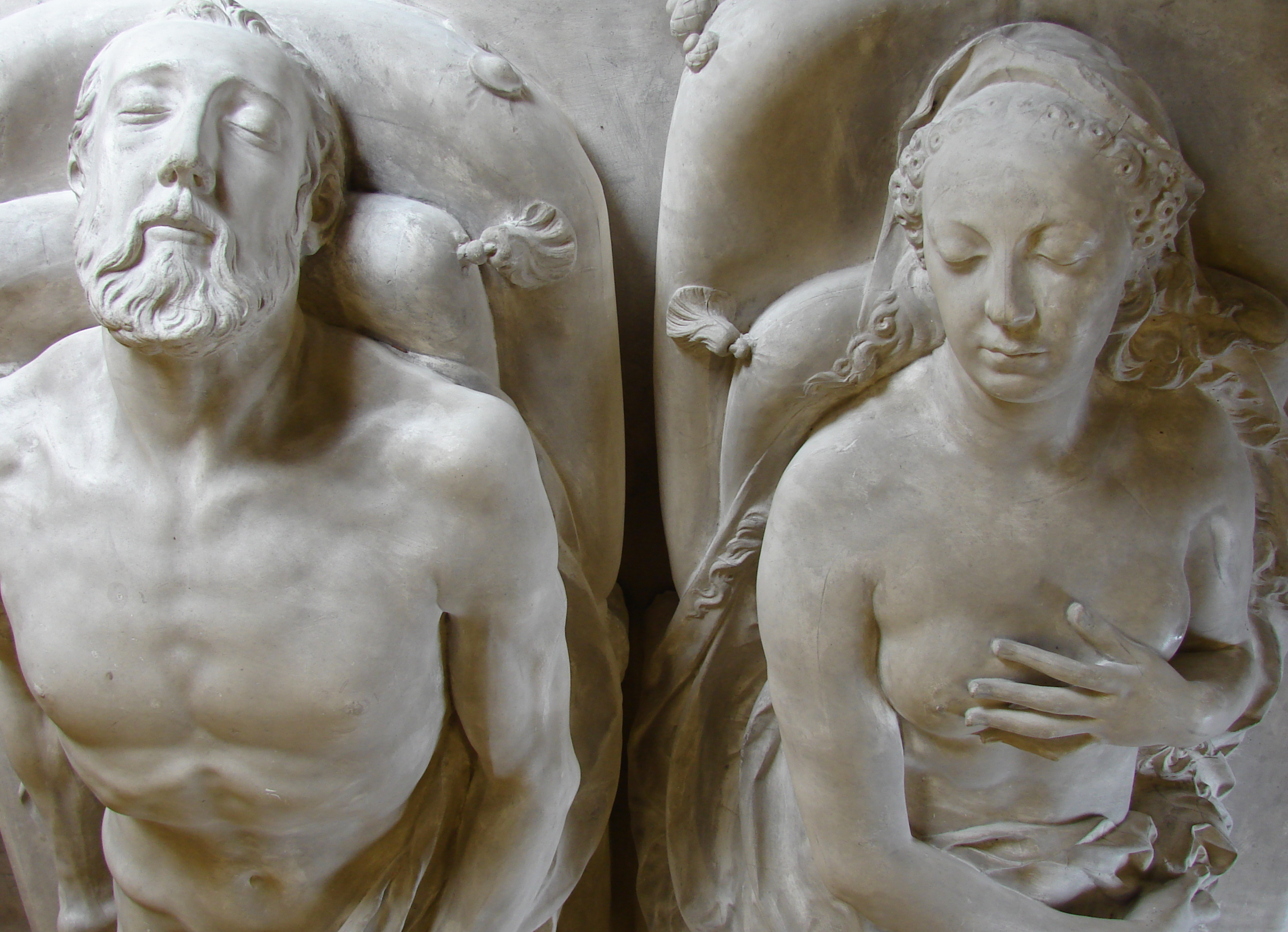
Annothomies (transis) du Monument funéraire d'Henri II (Basilique de Saint Denis).
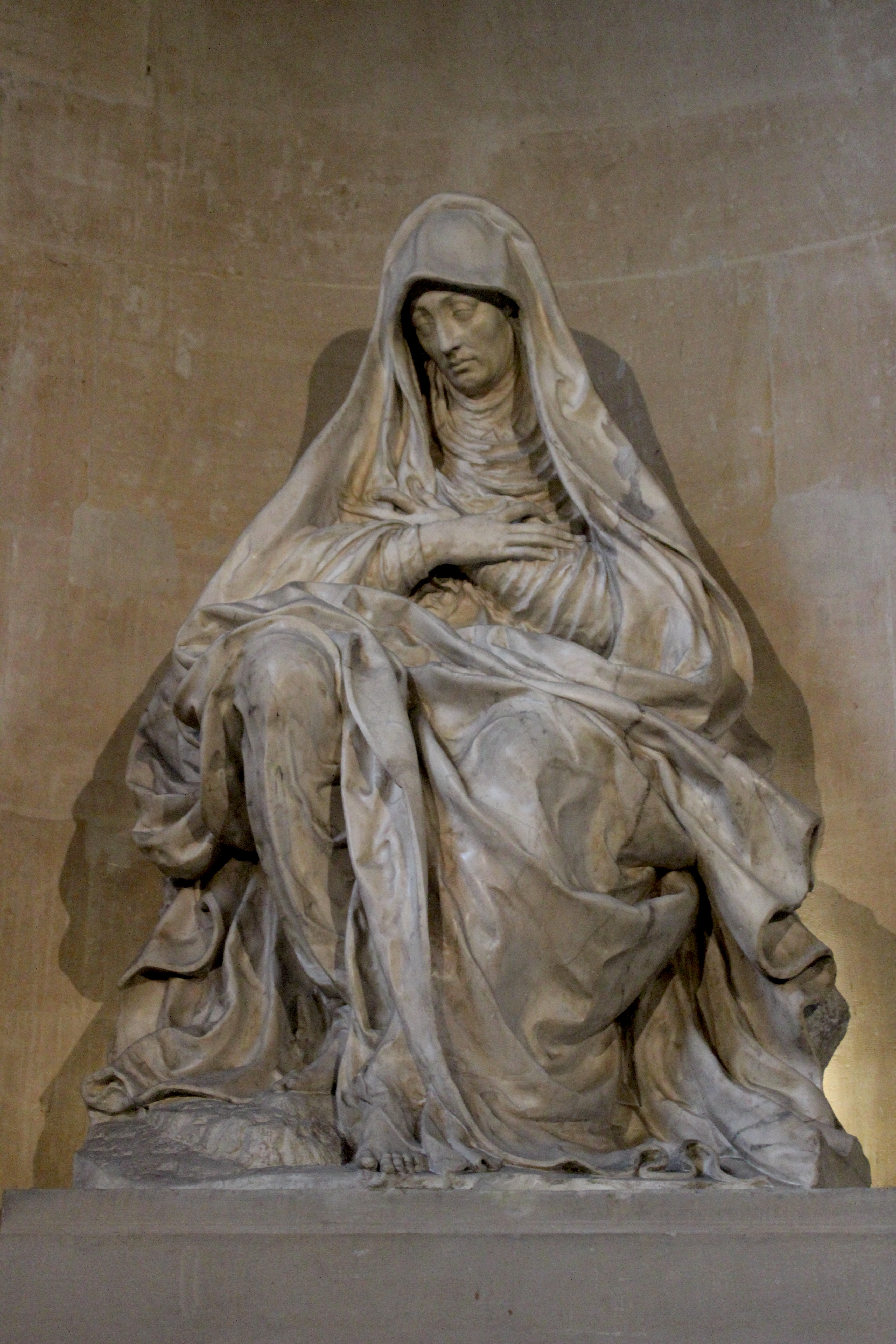
La Vierge de douleur (1582-1585, Louvre)
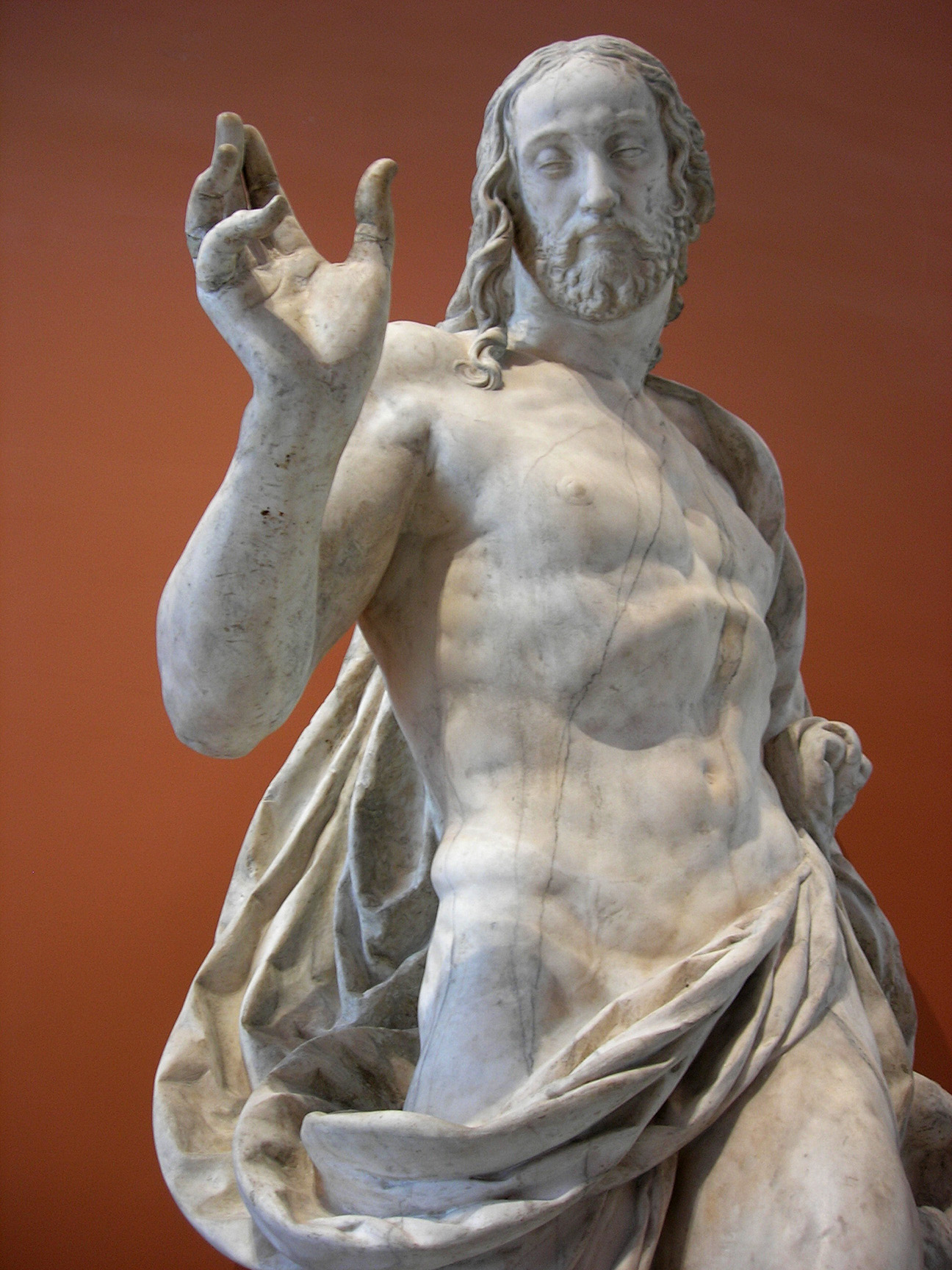
Christ de la Résurrection (vers 1572, Louvre).
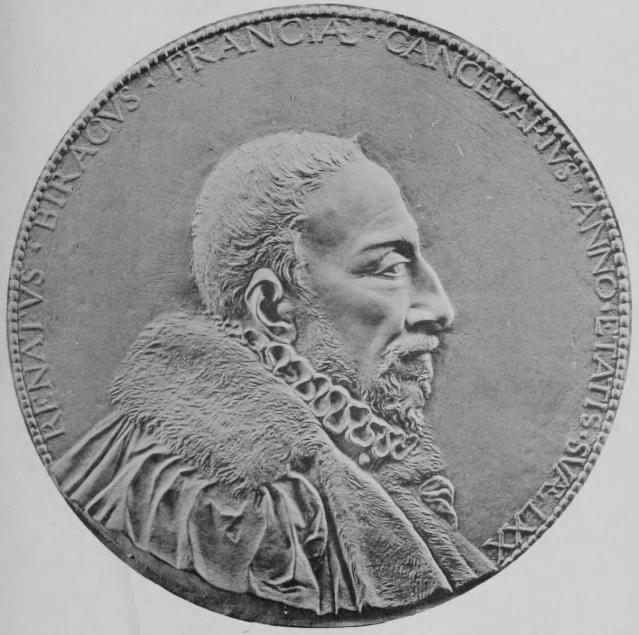
Médaillon du chancelier René de Birague (vers 1577, bronze, Louvre).
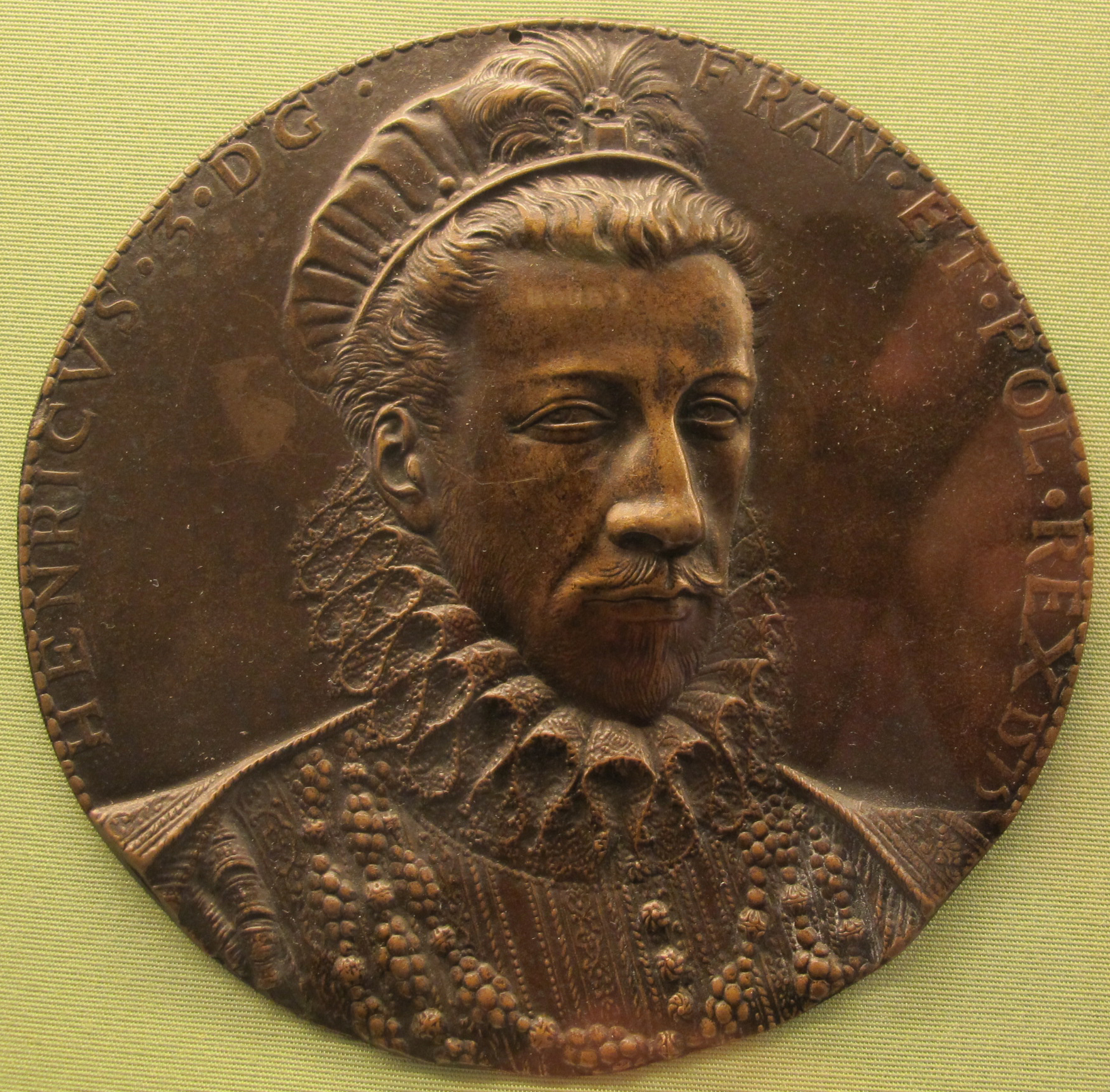
Médaillon d'Henri III (1575, Château de Blois).
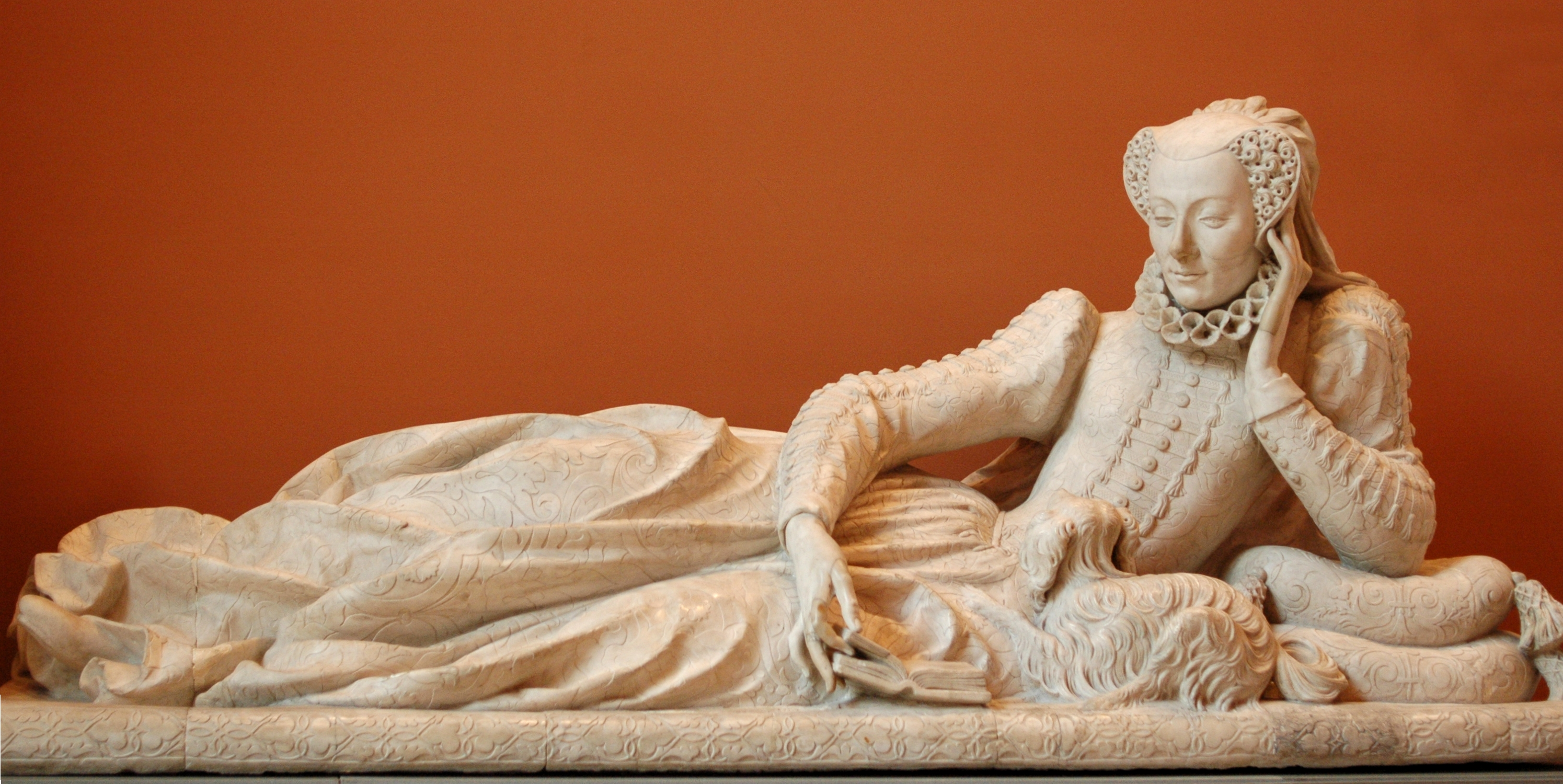
Tombeau de Valentine Balbiani du couvent Sainte-Catherine-du-Val-des-Écoliers de Paris (1574, Louvre).

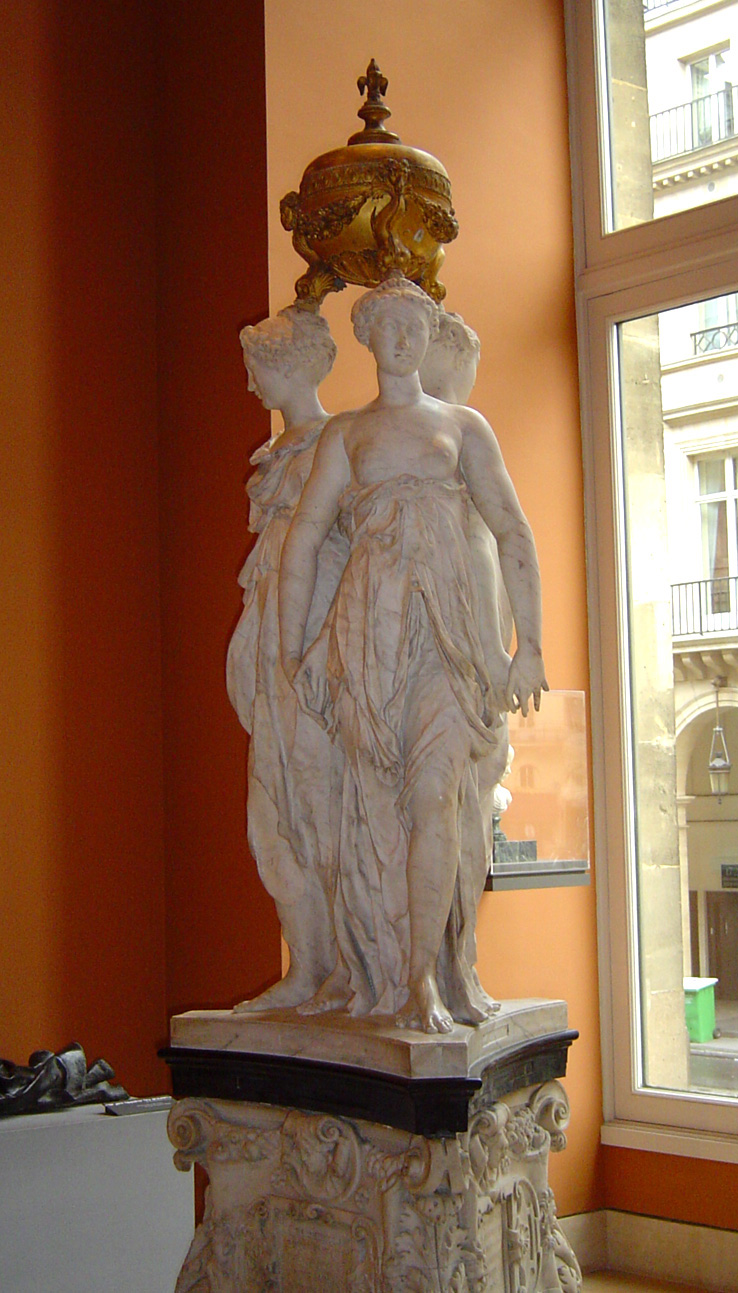
Les trois grâces, monument funéraire surmonté de l'urne qui contenait le cœur d'Henri II. L'ensemble provient du couvent des Célestins de Paris aujourd'hui disparu (1561, Musée du Louvre).

Germain Pilon, né vers 1528 à Paris et mort en 1590 dans la même ville, est avec Jean Goujon, l'un des plus importants sculpteurs de la Renaissance française. Participant notamment à la réalisation des tombeaux des derniers Valois, ces œuvres témoignent de son appartenance au maniérisme.
Fils du sculpteur André Pilon, il s'initie auprès de ce dernier, et vraisemblablement avec Pierre Bontemps, au modelage de la terre cuite et à la taille de pierre. Aucune des créations d'André Pilon n'a pourtant été conservée, de sorte que l'on ne peut apprécier son style. Certaines commandes révèlent toutefois sa prédilection pour les statues en bois peint et pour la terre cuite. Alors qu'il est nommé contrôleur des Poinçons et Monnaies du roi, Germain Pilon apprend parallèlement l'art de la fonte et du ciselage du bronze. 
En 1558, il est chargé par le surintendant des Bâtiments du roi, Philibert de l'Orme, de sculpter huit "génies funèbres" ou "figures de Fortune", destinés au tombeau de François Ier que Philibert de l'Orme édifie alors à la basilique Saint-Denis. C'est à cette occasion que Germain Pilon, alors jeune, réalise une statuette en marbre blanc qui constitue son premier ouvrage connu. Ce Génie funéraire rappelle fortement la sculpture de Michel-Ange et témoigne de la virtuosité de Germain Pilon à imprimer le mouvement. Il ne sera pourtant pas retenue pour orner le tombeau royal et se trouve aujourd'hui exposé au musée national de la Renaissance d'Ecouen.
À la mort de Henri II, le Primatice obtint la charge de surintendant des Bâtiments et décide de conserver Germain Pilon parmi ses collaborateurs. Pour le château de Fontainebleau, l'artiste façonne des statues de bois, exécutées sous la direction du maître italien dont le style lui était désormais très familier. Ce n'est qu'avec le Monument du cœur de Henri II (Louvre) que l'on découvre dans toute sa plénitude l'art du sculpteur. Le monument qu'il conçoit se compose d'un piédestal décoré, supportant trois personnages féminins soutienant une urne funéraire sur leur tête. À Germain Pilon échoit la plus grande partie du travail de sculpture, notamment l'exécution des trois statues allégoriques en lesquelles on peut voir aussi bien les Trois Grâces que les Vertus théologales.
C'est encore sous le contrôle du Primatice que Germain Pilon crée ses œuvres suivantes. Lorsque Catherine de Médicis fait édifier un mausolée en rotonde à l'église abbatiale de Saint-Denis, Germain Pilon se trouve parmi les artistes responsables de la décoration sculptée. Il participe tout d'abord à la réalisation du tombeau du roi défunt et de la reine, à côté d'autres sculpteurs comme Girolamo della Robbia et Maître Ponce. Cependant, la plus grande partie des travaux finissent par lui incomber. Il est ainsi l'auteur des gisants, des priants, de deux Vertus de bronze et de deux reliefs de marbre appartenant à l'édicule. C'est dans le gisant de la reine, imitation d'une statue antique appelée aujourd'hui Vénus des Médicis, qu'il se libère le plus de ses attaches, peut-être parce qu'on l'y avait engagé. Les orants révèlent une grande liberté dans le mouvement et une reproduction très personnelle de la physionomie qui permettent de constater que Germain Pilon a abandonné le gothique tardif pour l'art de la Renaissance.

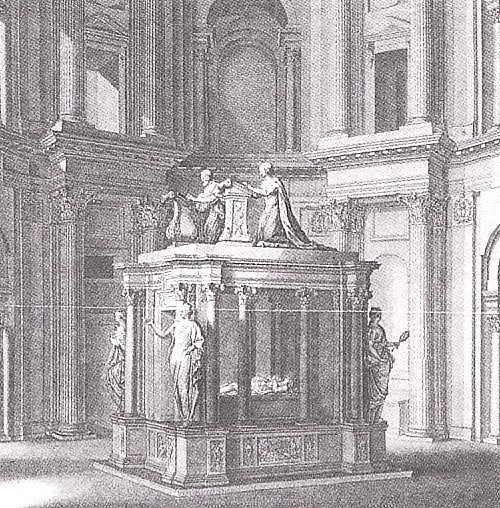
La Rotonde des Valois restée inachevée en 1589 : vue intérieure de Pierre Giffart représentant le tombeau de Henri II et de Catherine de Médicis, avec aux angles, les vertus théologales de Germain Pilon (XVII), Bnf).

À partir de 1570, Germain Pilon, désormais très occupé, possédait à Paris un grand atelier. Parmi ses réalisations du moment ont été conservées la Vierge de Notre-Dame-de-la-Couture (Le Mans) et les principales sculptures du tombeau de Valentine Balbiani (morte en 1572). Dans ce tombeau, où se mêlent des éléments italiens et français, la défunte est représentée, selon la tradition française, sous deux aspects. Valentine Balbiani, vêtue d'un costume somptueux, à demi étendue, s'appuyant sur un coude et feuilletant un livre, correspond à un type italien déjà bien connu en France avant Germain Pilon. Pour autant, selon la tradition française, le bas-relief placé au-dessous présente la défunte en gisante avec un réalisme si impressionnant qu'elle place l'œuvre dans la tradition des transis "cadavéreux" de la sculpture médiévale française. Aujourd'hui, la plupart des tombeaux exécutés par Germain Pilon ne sont plus connue que par des documents de commande ou des esquisses.
En 1572, l'artiste obtient la charge de "contrôleur général des effigies à la cour des Monnaies". On lui doit alors la série de médaillons aux effigies des membres de la famille royale ainsi que divers bustes en marbre et en bronze, parmi lesquels se distinguent celui de Charles IX et celui de Jean de Morvilliers. Dans les dix dernières années de sa vie, alors qu'il est apprécié de l'aristocratie française, il dispose d'un vaste atelier : l'abondance des commandes et la réalisation des 380 mascarons du Pont Neuf, l'oblige à s'adjoindre ses fils, ainsi que des collaborateurs tel que Mathieu Jacquet dit Grenoble, lesquels assurent le succès du style de Germain Pilon sur plusieurs décennies.
Jusqu'à 1585 environ, Germain Pilon est occupé par de nouvelles sculptures en marbre destinées à la chapelle funéraire des Valois de Saint Denis. Un pathos et un dramatisme nouveau caractérisent alors les dernières années de production du sculpteur. On retiendra notamment le Christ de la Résurrection avec deux soldats romains (Louvre), un Saint François d'Assise (Cathédrale Sainte-Croix de Paris des Arméniens) ainsi que deux nouvelles statues funéraires de Henri II et de Catherine de Médicis, représentés cette fois en gisants (Saint-Denis). La Vierge de Pitié, dernière réalisation de l'énsemble, emprunte à l'iconographie des scènes de dépositions de croix ou de mises au tombeau, son voile retombant en avant du visage ainsi que ses mains croisées sur la poitrine. Dans le tombeau de René de Birague, réalisé vers 1583, Germain Pilon reprend la tradition médiévale en peignant le bronze de l'orant tout en faisant disparaître presque entièrement le corps du défunt sous l'ample manteau aux plis profonds dont la longue traîne est aujourd'hui disparue. Dans les dernières années de sa vie, le relief en bronze de la Déposition du Christ (aujourd'hui conservé au Louvre), s'inspire de la Déposition du Christ exécuté vers 1544 par Jean Goujon (Louvre).

### Hugues Sambin (1520-1601)

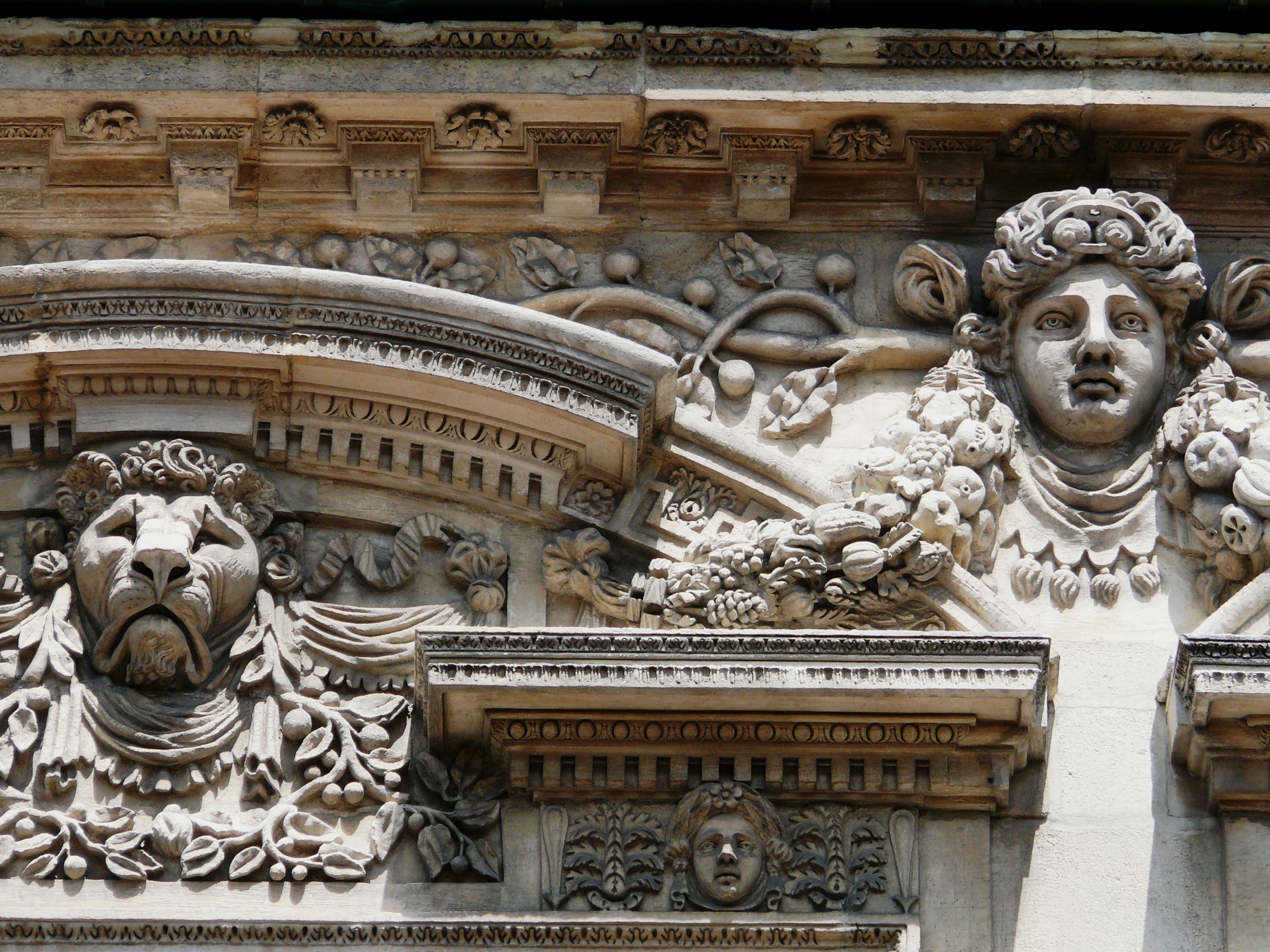
Maison Maillard à Dijon (1561).
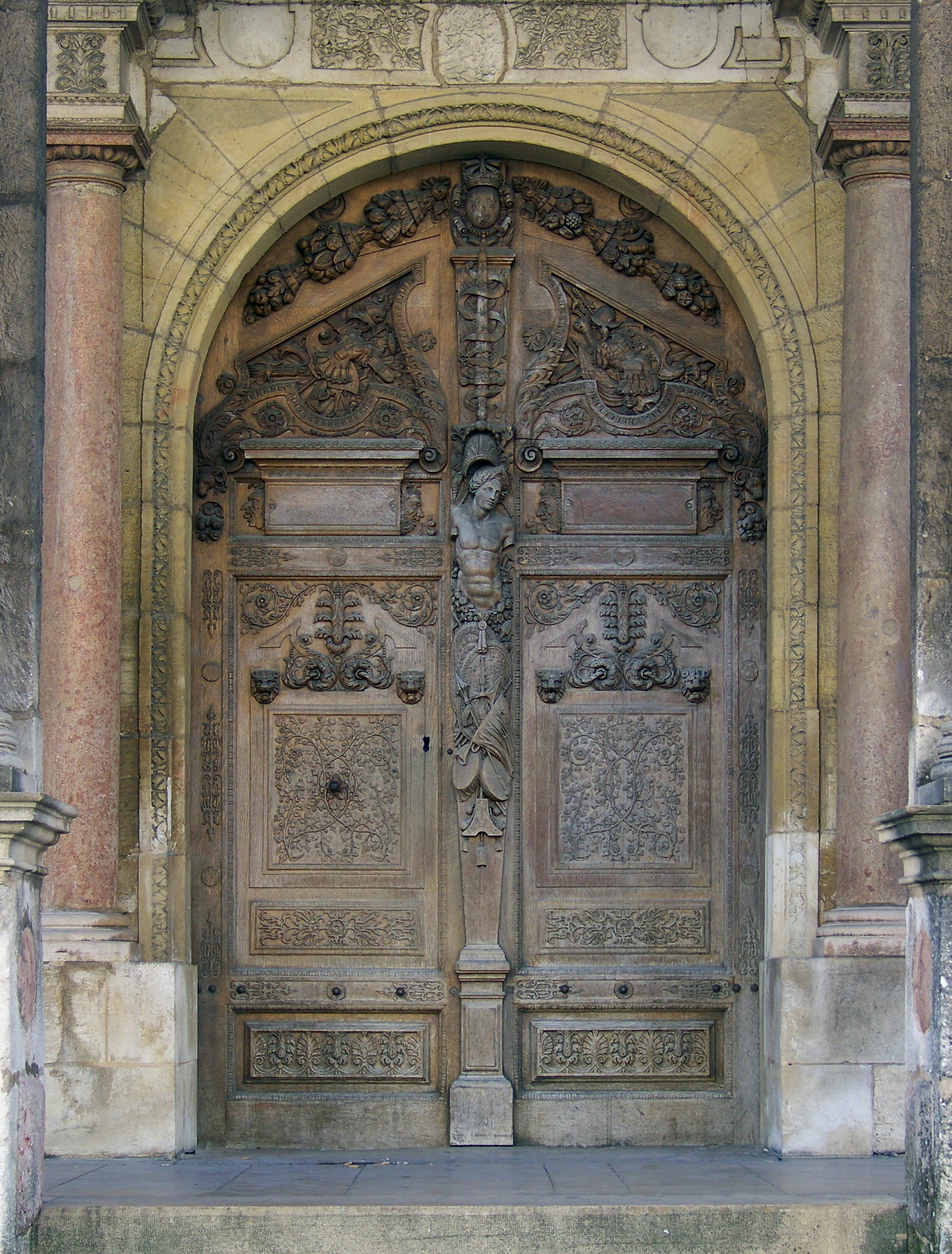
Porte du Scrin (1580, ancien Parlement de Bourgogne à Dijon).
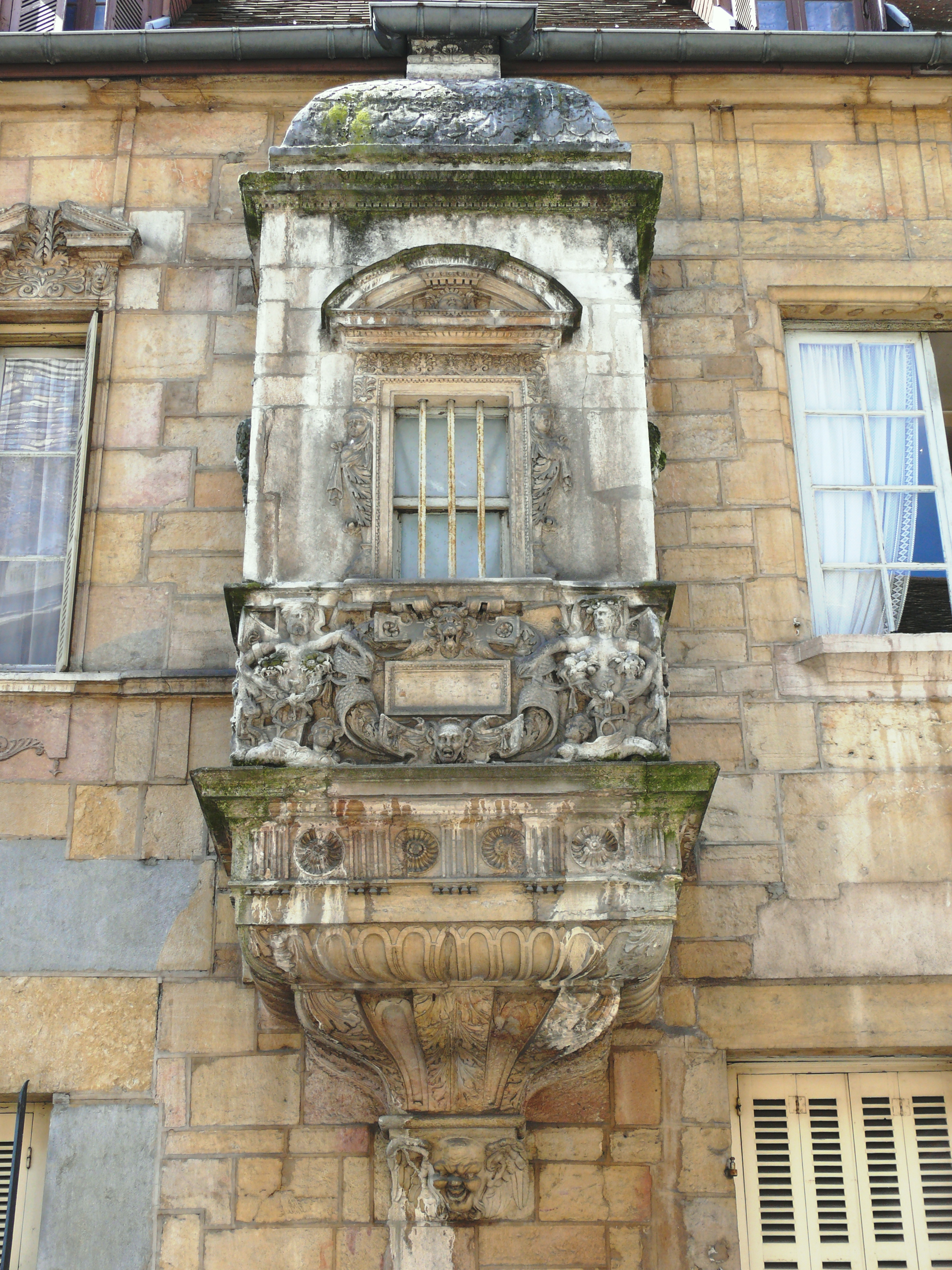
Hôtel Bénigne Le Compasseur (1573-1581, Dijon).
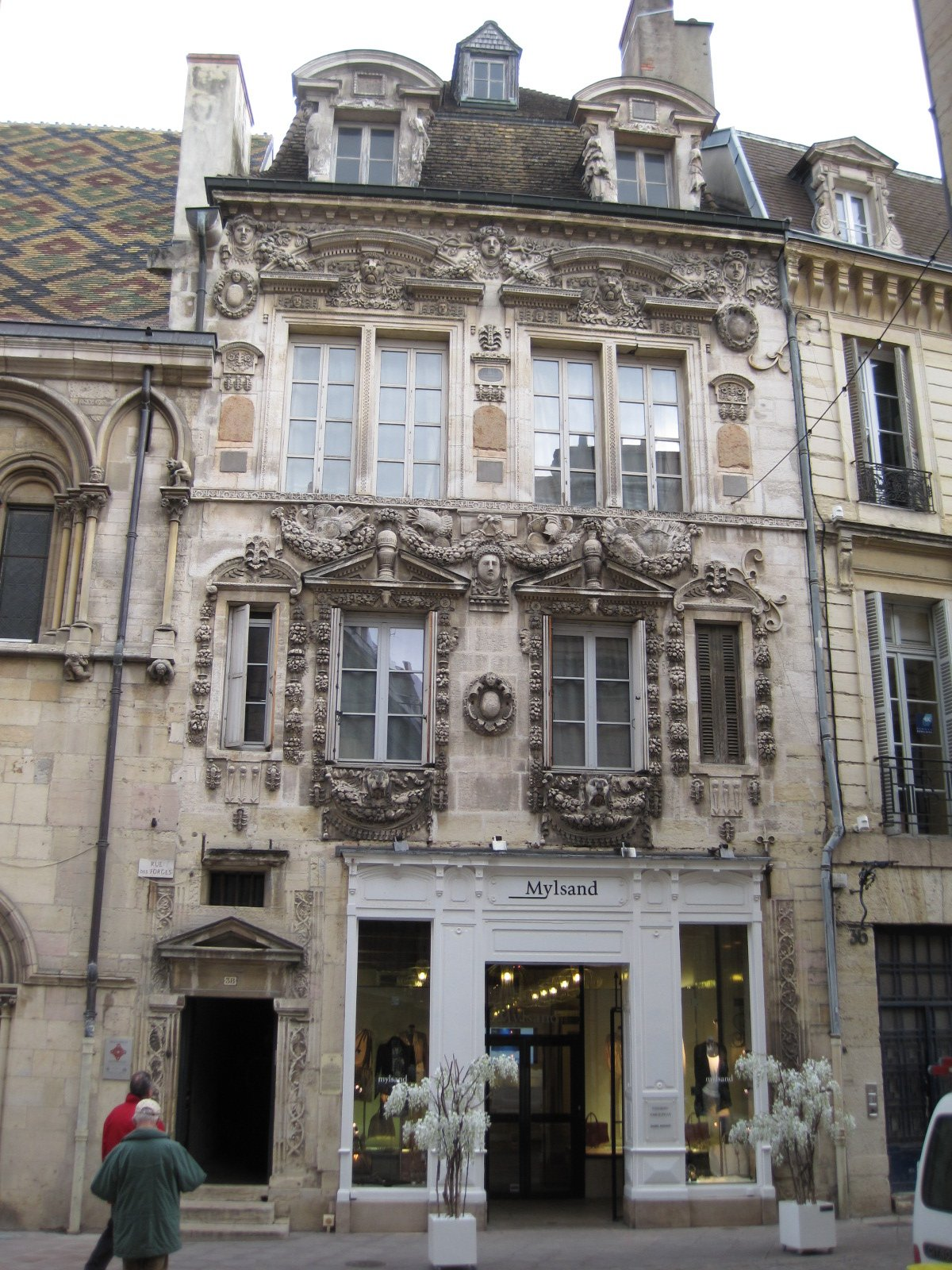
Maison Maillard à Dijon (1561).
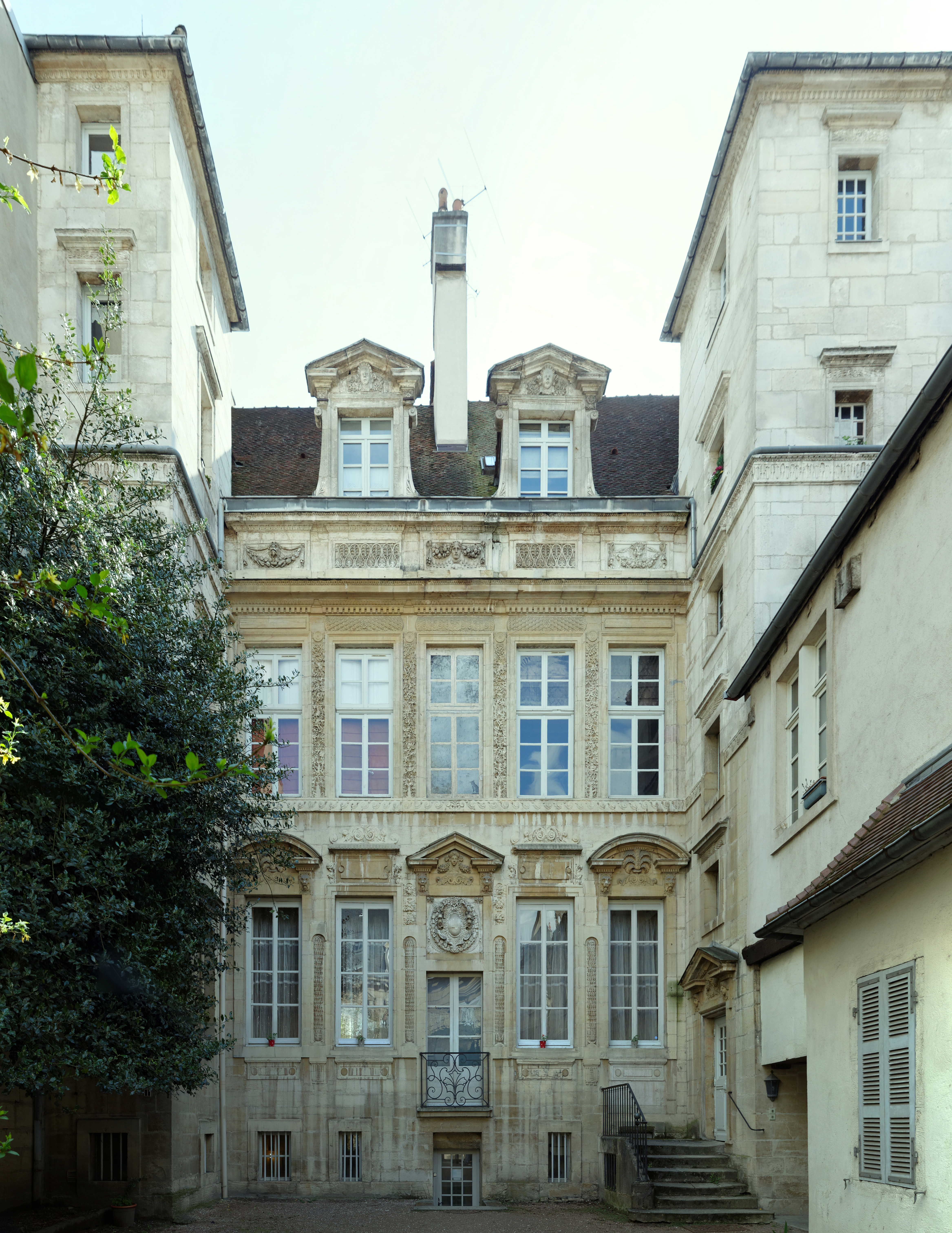
Hôtel Fyot-de-Mimeure (1562).
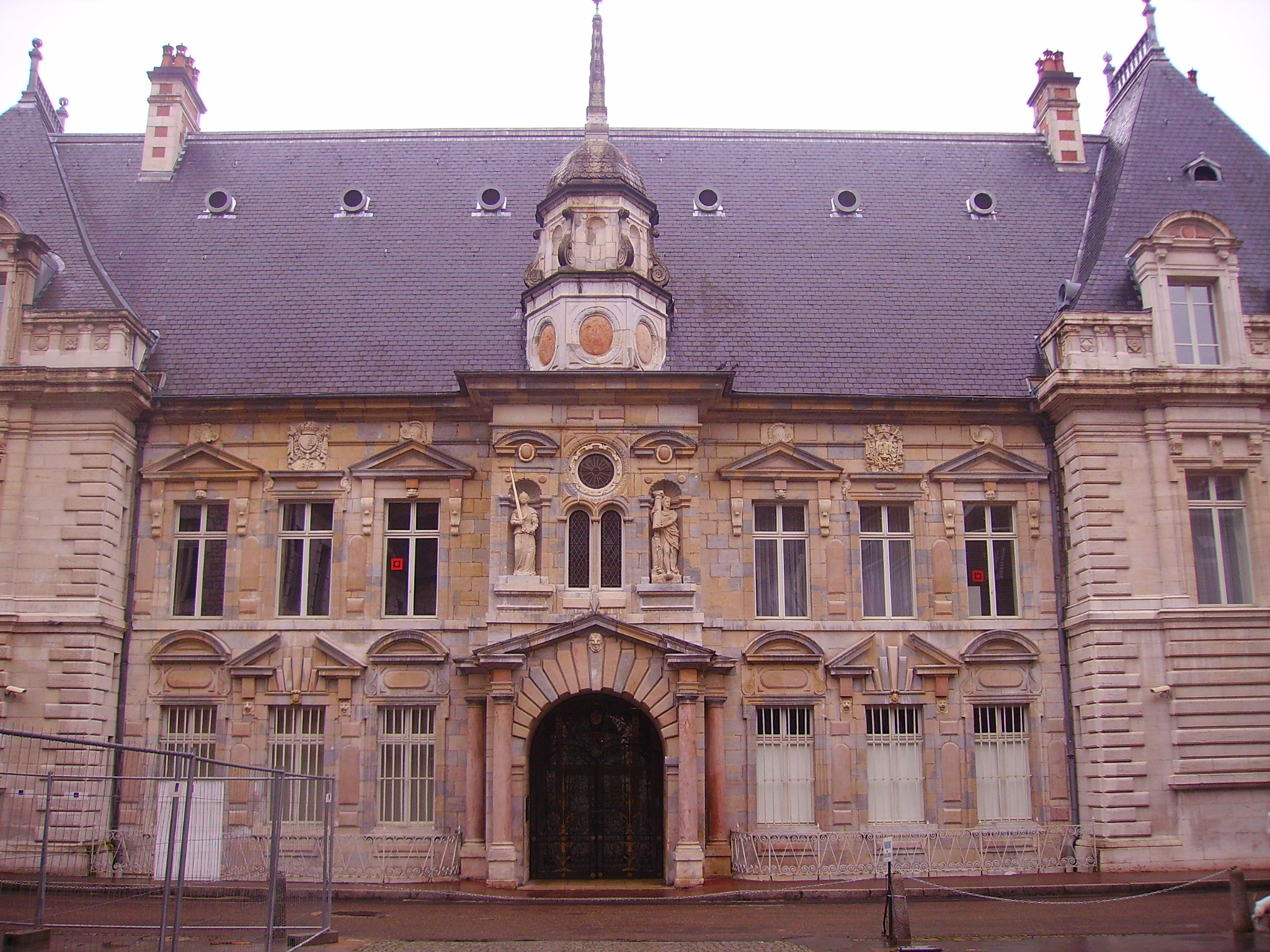
La façade de l'ancien Parlement de Besançon (1585).
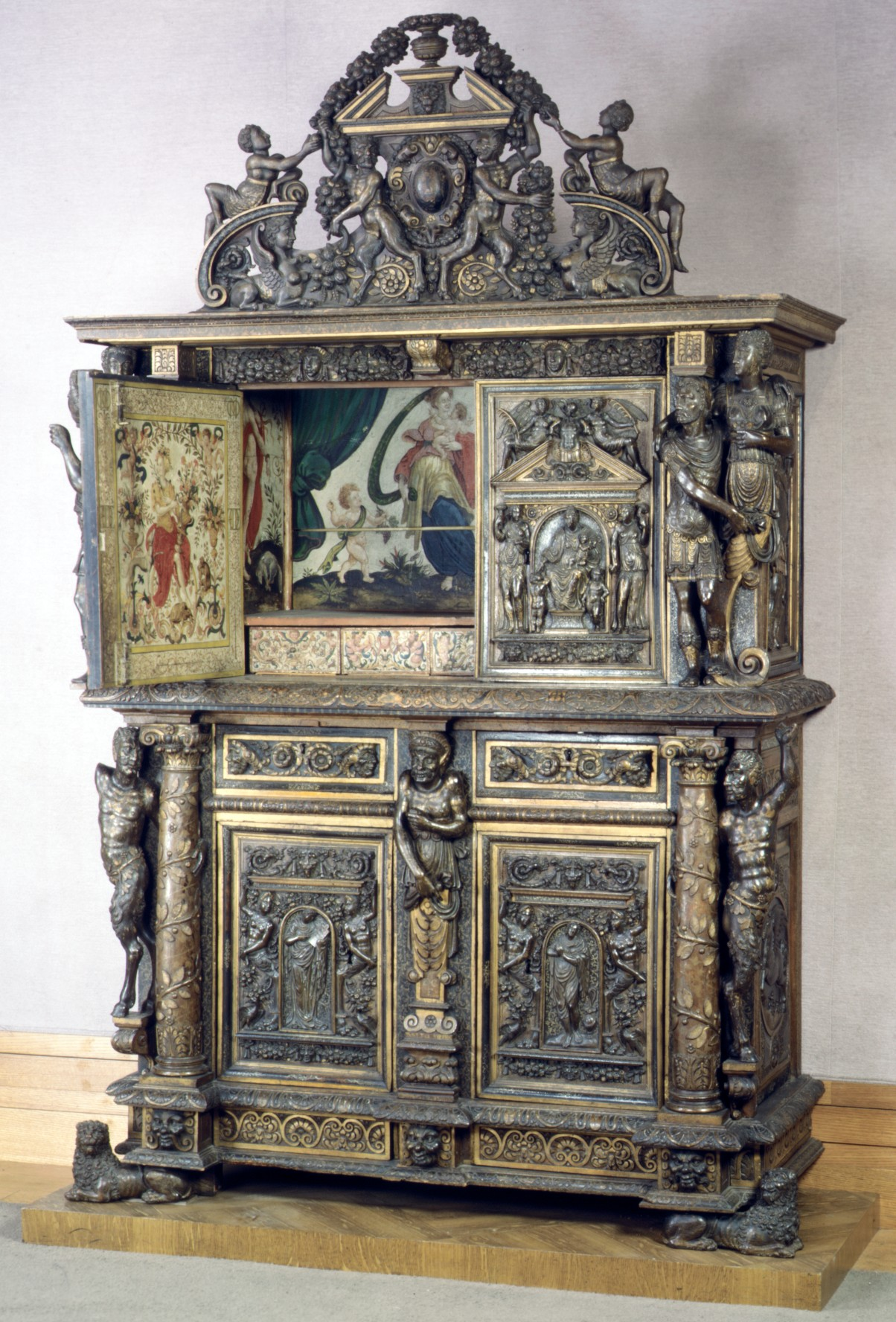
Cabinet (XVIe s, Metropolitan Museum, New York).

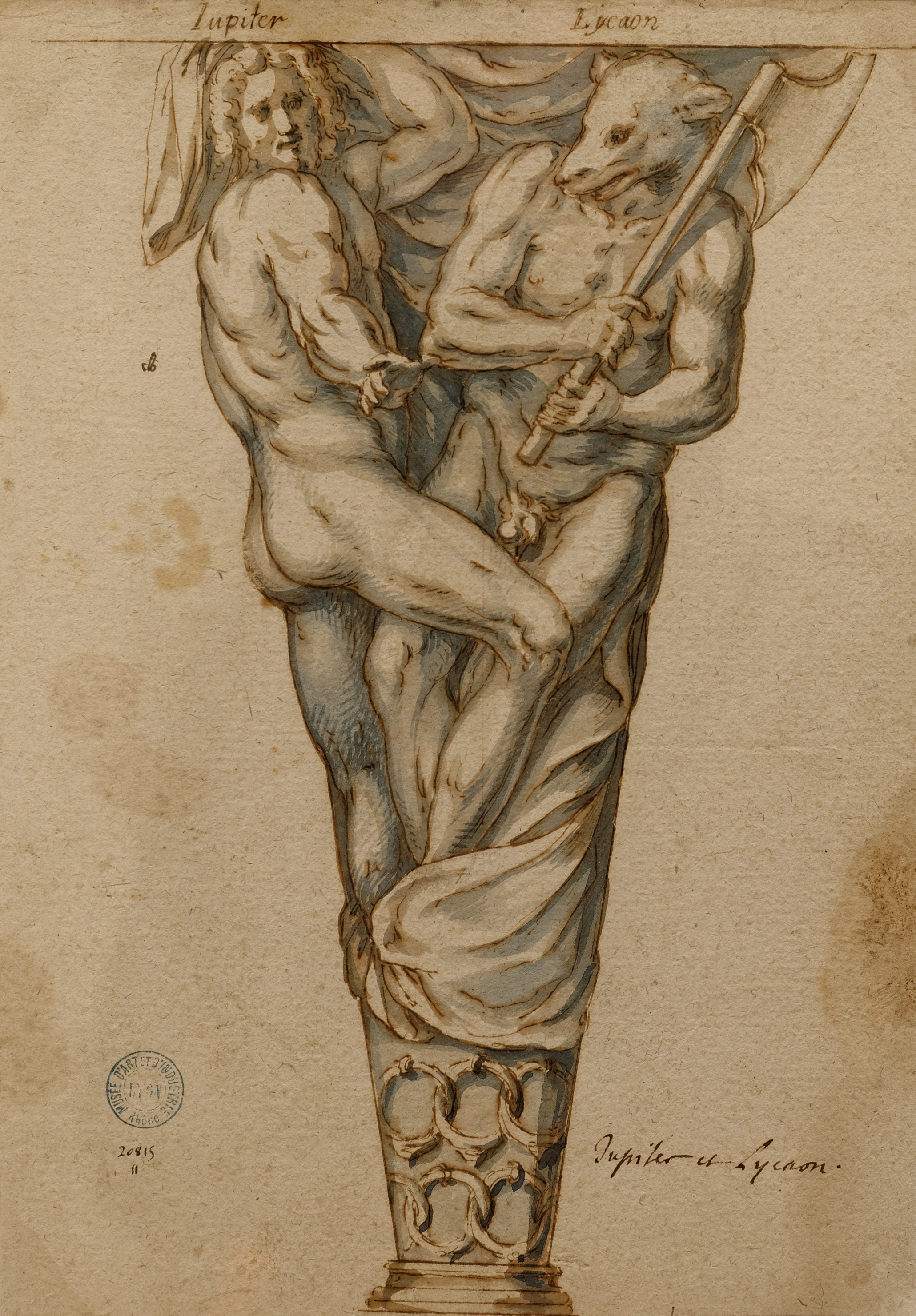
Dessin de Jupiter et Lycaon (1595, musée des Tissus et des Arts décoratifs de Lyon).

Hugues Sambin est une figure artistique caractéristique de la Renaissance par la variété de ses centres d’intérêt et par l’étendue de ses talents. Il exerça une influence durable sur le répertoire ornemental de son temps.
Comme beaucoup d’artistes de son époque, Hugues Sambin (1520-1601) réunit de nombreuses qualités : menuisier (ce terme désigne les artisans qui construisent les meubles), sculpteur, ingénieur hydraulique, architecte, décorateur ainsi que graveur.
Bien qu'il travaille partout en France, il s’est vite imposé dans l’Est de la France, principalement à Dijon et Besançon pendant la seconde moitié du XVIe siècle (où il obtient le titre ofﬁciel d’architecte). Il apparaît alors comme l'une des rares personnalités de la région capables de proposer des plans pour la réalisation de fortifications (Salins-les-Balins, Dijon) ou de projets pour divers chantiers urbains : on lui attribue notamment certaines maisons de Dijon dont l'Hôtel Fyot-de-Mimeure (1562), la maison Maillard (1561) ou encore la porte du Scrin de l'ancien Parlement de Bourgogne (1580). Malgré ces engagements, l'artiste parvient à conserver une intense activité dans la confection de meubles dont plusieurs exemples sont encore exposés dans les musées. Pour autant, on dispose d’assez peu d’éléments sur sa vie et un certain nombre d’œuvres lui sont attribuées sans être authentifiées avec certitude : une armoire à deux portes aux Arts décoratifs de Paris et au musée du Louvre (vers 1580), la table des Gauthiot d'Ancier au musée du Temps de Besançon et deux autres meubles au musée de la Renaissance d’Écouen et au Metropolitan Museum de New York.
Né à Gray vers 1520 d’un père menuisier, de la Bourgogne d'Empire ou Franche Comté, il s'initie très tôt à l'art de la menuiserie et de la charpente, ainsi qu'à l'architecture. Durant l’année 1544, l'artiste travaille dans l'équipe des menuisiers du château de Fontainebleau, sous la direction du Primatice, et surtout avec le dessinateur Sebastiano Serlio, qui utilisent notamment la technique italienne du "designo".
C'est à la suite de cette expérience que le jeune compagnon fait peut-être un voyage en Italie, car il montrera par la suite une parfaite connaissance de la sculpture et de l'architecture ultramontaine.

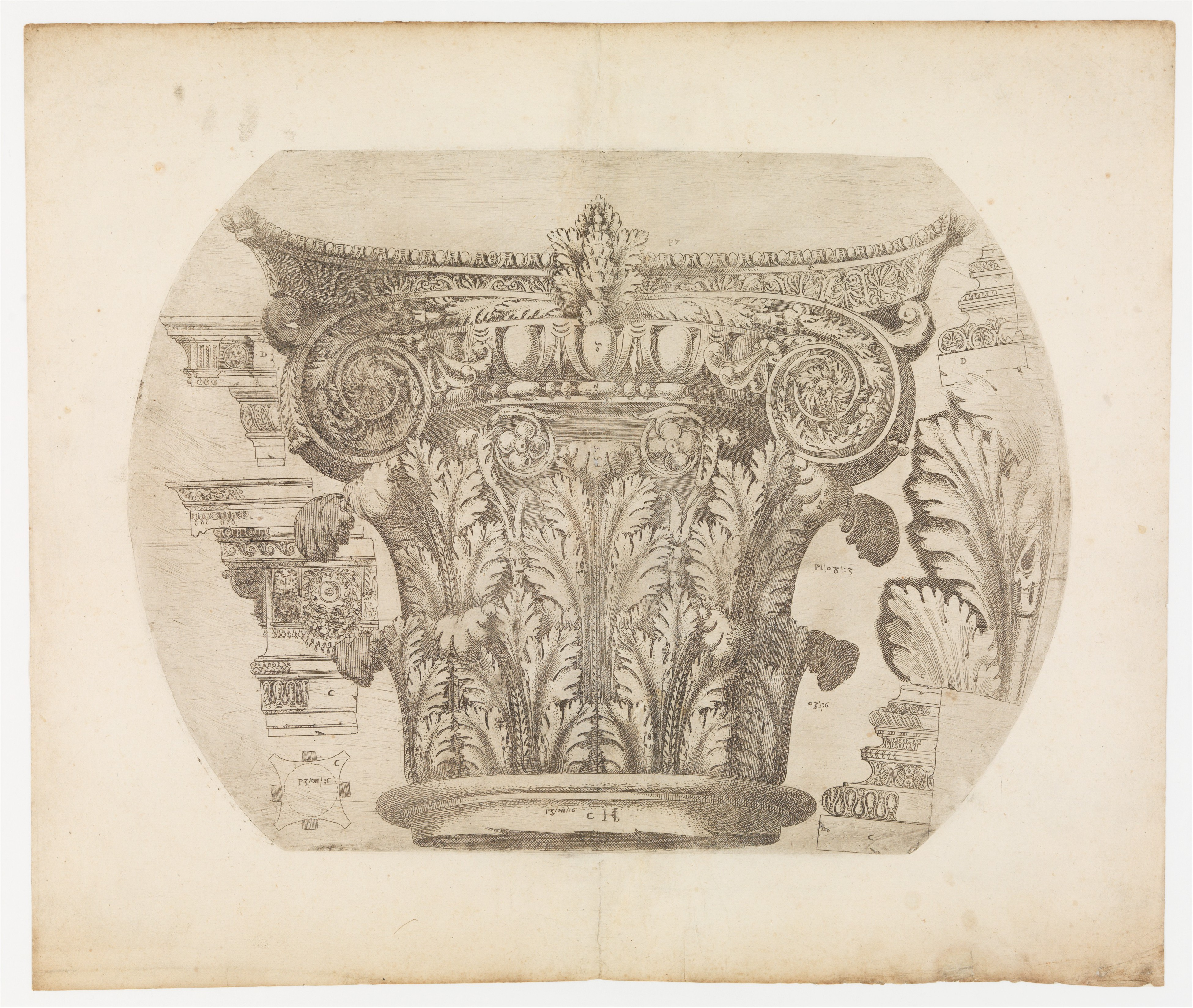
Dessin d'un chapiteau composite (1554–60, Metropolitan Museum of Art de New-York).

Revenu à Dijon en 1547, il épouse la fille de Jean Boudrillet, maître menuisier, dont il reprend, quelques années plus tard, en 1564, la direction pratique de l'atelier après avoir été reçu entretemps maître menuisier en 1548. Il sera par ailleurs juré de la corporation à plusieurs reprises. À l'époque, l'activité la plus prospère de l'atelier Boudrillet reste la fabrication de meubles et d'armoires qui, sous l'influence d'Hugues Sambin, seront dès lors conçus suivant les codes graphiques du "designo" comme une véritable "encyclopédie de l'architecture" de son temps. Reconnu, l'artiste devient l’un des chefs de file de l’art du mobilier bourguignon, surtout actif pour de riches commanditaires de Bourgogne et de Franche-Comté. C'est ainsi qu'en 1550 la ville de Dijon lui commande trois statues pour l’entrée triomphale du duc d’Aumale.
Poursuivant son activité de sculpteur, il termine peu avant 1560, la réalisation d'une œuvre sur le Jugement dernier, conçue pour orner le portique central de l'église Saint-Michel de Dijon, devenant par la suite, en 1564, surintendant et conducteurs des travaux effectués en vue de l'accueil du roi Charles IX à Dijon.

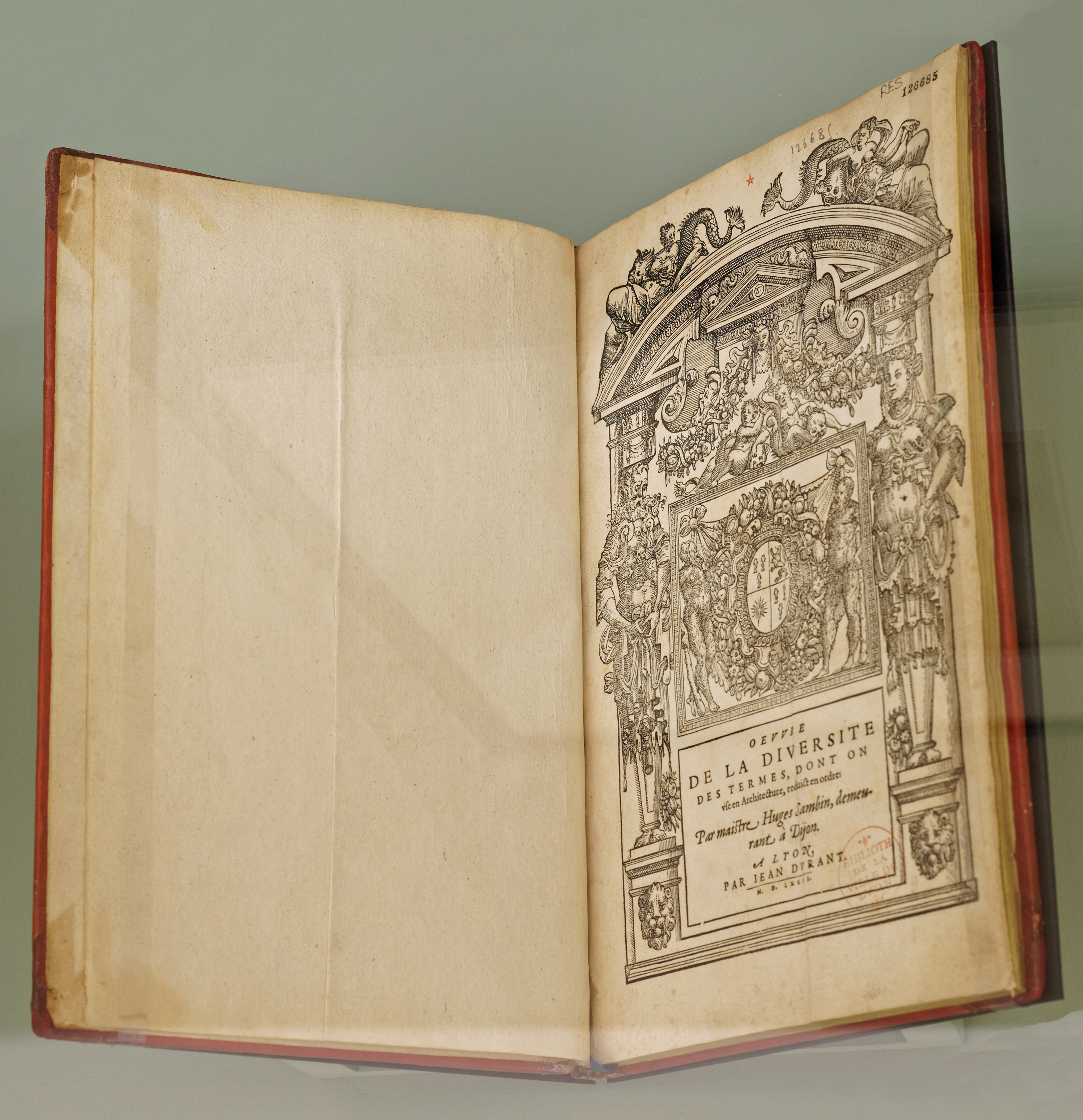
Frontispice du recueil dessiné par Hugues Sambin : "Œuvre de la diversité des termes dont on use en architecture" réduict en ordre, imprimé à Lyon, chez Jean Marcorelle et Jean Durand (1572, Bibliothèque municipale de Lyon).

Malgré tout, il semble que la mort de son beau-père en 1565 lui fasse perdre le contrôle technique de l'atelier de menuiserie : Maistre Sambin diversifie alors son activité à titre individuel, s'éloignant probablement de l'atelier Boudrillet, où il ne travaillera plus qu'occasionnellement. Désormais, de plus en plus fréquemment loin de Dijon, il travaille régulièrement en tant que particulier comme "dessinateur, ornemaniste, ingénieur, architecte".
De passage à Lyon en 1572, il fait paraître un important recueil constitué de 36 planches gravées, intitulé "Œuvre de la diversité des termes dont on use en architecture", qui faisant preuve d’une imagination débridée, représente encore aujourd'hui un travail remarquable de classification des ordres d’architecture suivant le modèle antique. Ses activités le mènent quelques années vers les Pays-Bas espagnols, se faisant alors engager comme sculpteur et menuisier par le gouverneur de Luxembourg. C'est ainsi que son influence touchera non seulement les peintres de Bourgogne et de Lorraine, voire d'Allemagne du Sud, mais également des architectes et des décorateurs, à l'instar de Joseph Boillot ou Wendel Dietterlin.
En 1571, l'artiste semble retourner momentanément en France-Comté puis en Bourgogne où il recevra le titre d'architecte de la ville de Dijon. En 1581, les gouverneurs de Besançon lui commandent la façade sur cour de l'ancien parlement de Besançon (actuel palais de justice) dont il supervise les tâches entre 1582 et 1587, tout en réalisant en parallèle les plans du toit à l'impériale de la tour de croisée de la collégiale Notre-Dame de Beaune, réalisé entre 1580 et 1588.
On peut conclure qu'Hugues Sambin restera fortement influencé, tout au long de sa carrière, par son passage au sein des équipes de Fontainebleau. Le système ornemental élaboré par le Rosso et le Primatice notamment dans la galerie François Ier, explose littéralement dans l'ensemble de son œuvre. Marqué pour toujours par ce court séjour bellifontain, ses racines bourguignonnes n’en demeurent pas moins présentes, s'exprimant notamment par sa prédilection pour certains ornements régionaux comme le fameux "chou bourguignon" ou encore l'emploi de rinceaux de lierre en lieu et place des traditionnels motifs d’acanthe.
Parallèlement, les termes (éléments d’architecture sculptés, composés d’un buste humain se terminant en gaine) dessinés et sculptés par Hugues Sambin connaissent un grand succès en France, dans la seconde moitié du XVIe siècle, en particulier à l’échelle du mobilier lyonnais, qui vient dès lors très semblable, du point de vue décoratif, au mobilier bourguignon : un véritable "Style Sambin" est ainsi né, marquant la seconde moitié XVIe siècle.
C'est par des comparaisons effectuées avec son recueil, qu'on a attribué à l'artiste non seulement tout meuble mêlant des termes à une accumulation de motifs ornementaux mais également, par extension, toute architecture au décor exubérant. Pour autant, il persiste d'assez grandes difficultés à prouver les commandes ou œuvres réalisées par Hugues Sambin et son atelier, car elles ont été imitées ou copiées sans vergogne y compris au XIXe siècle sous le nom de "Style Henri II".

## Les émaux peints de Limoges

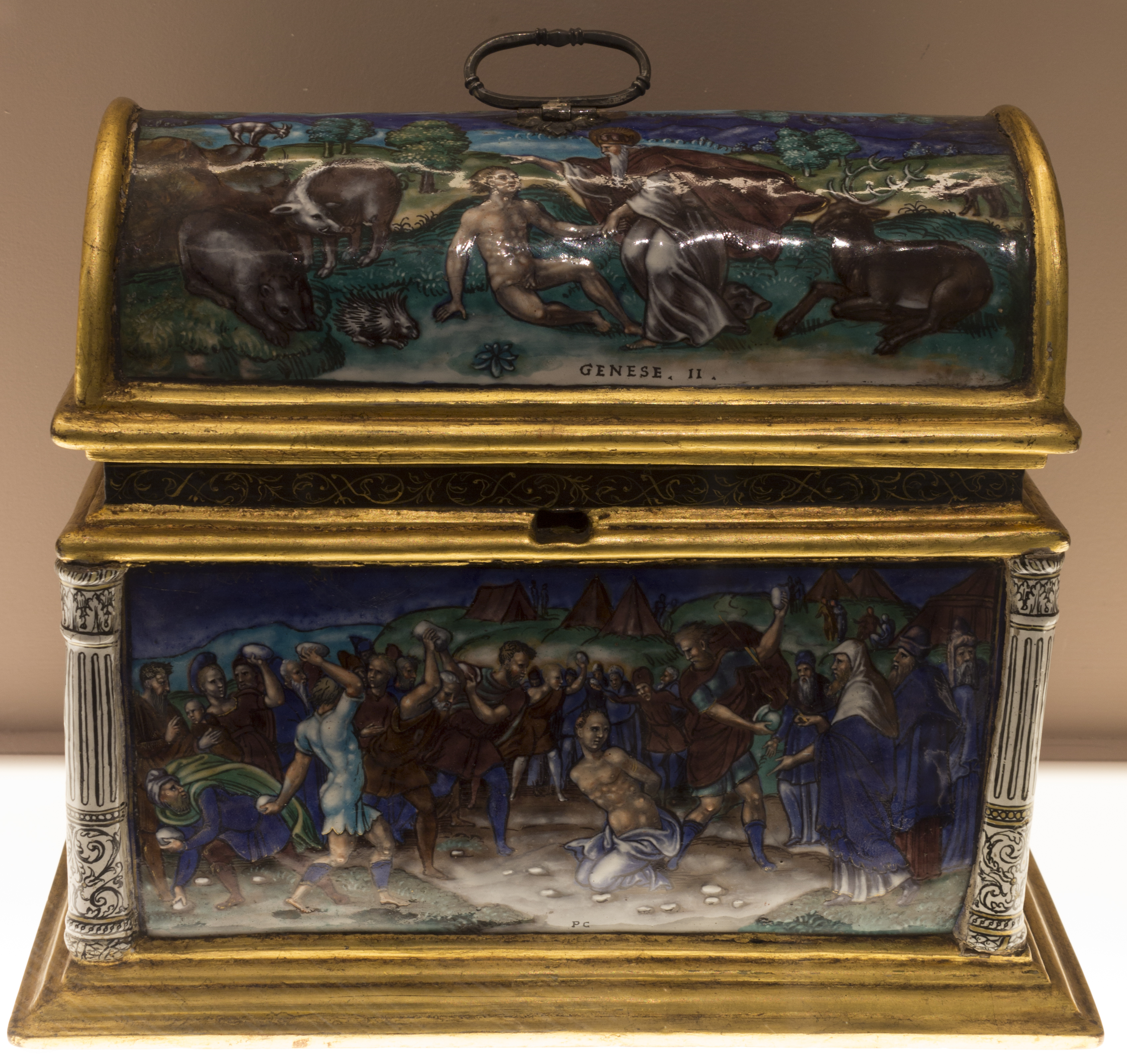
Coffret avec scènes de l'Ancien Testament par Pierre Courteys (1550-1560, Louvre).
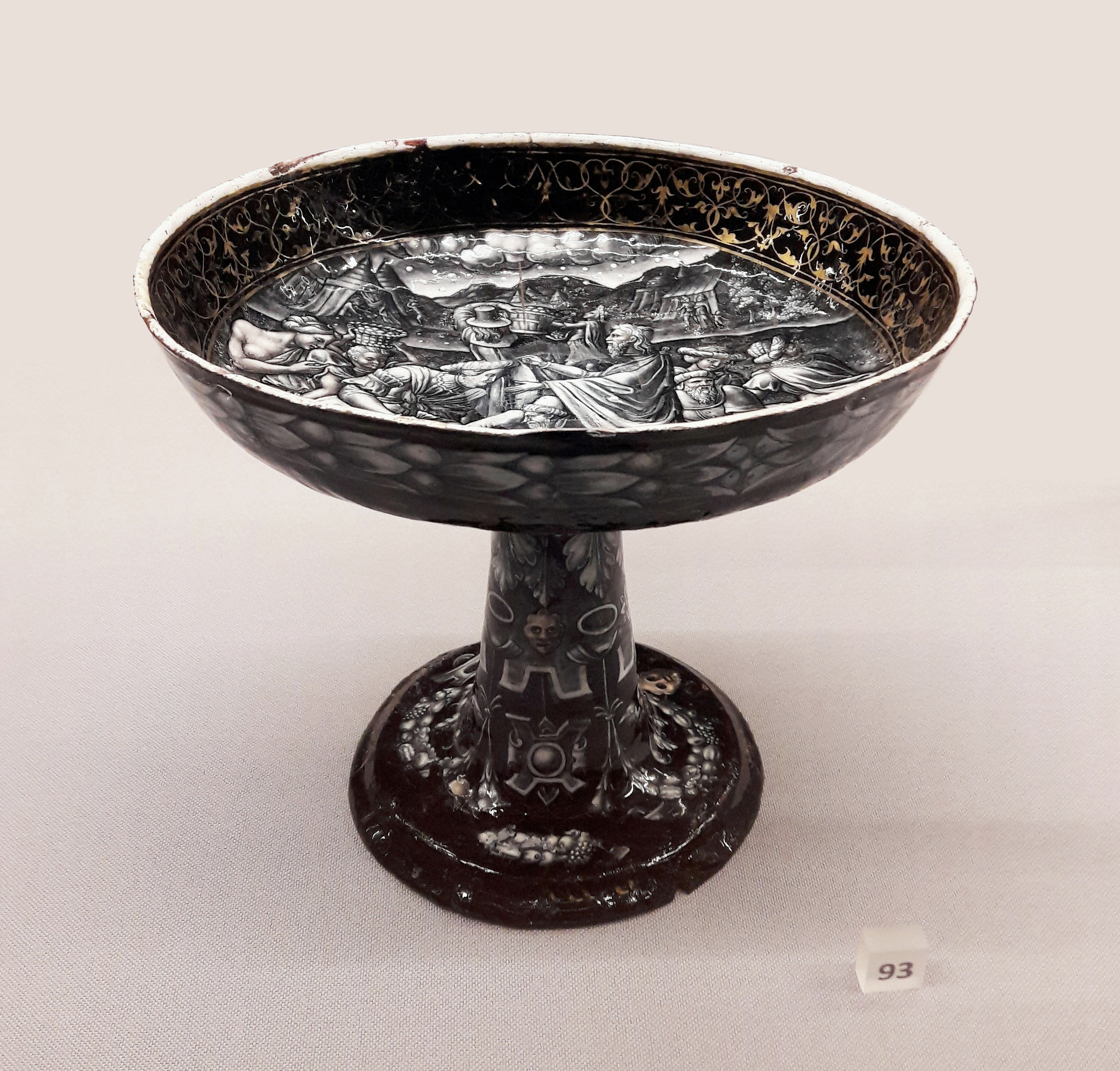
Coupe de la Récolte de la Manne par Pierre Courteys (vers 1550, Varsovie).
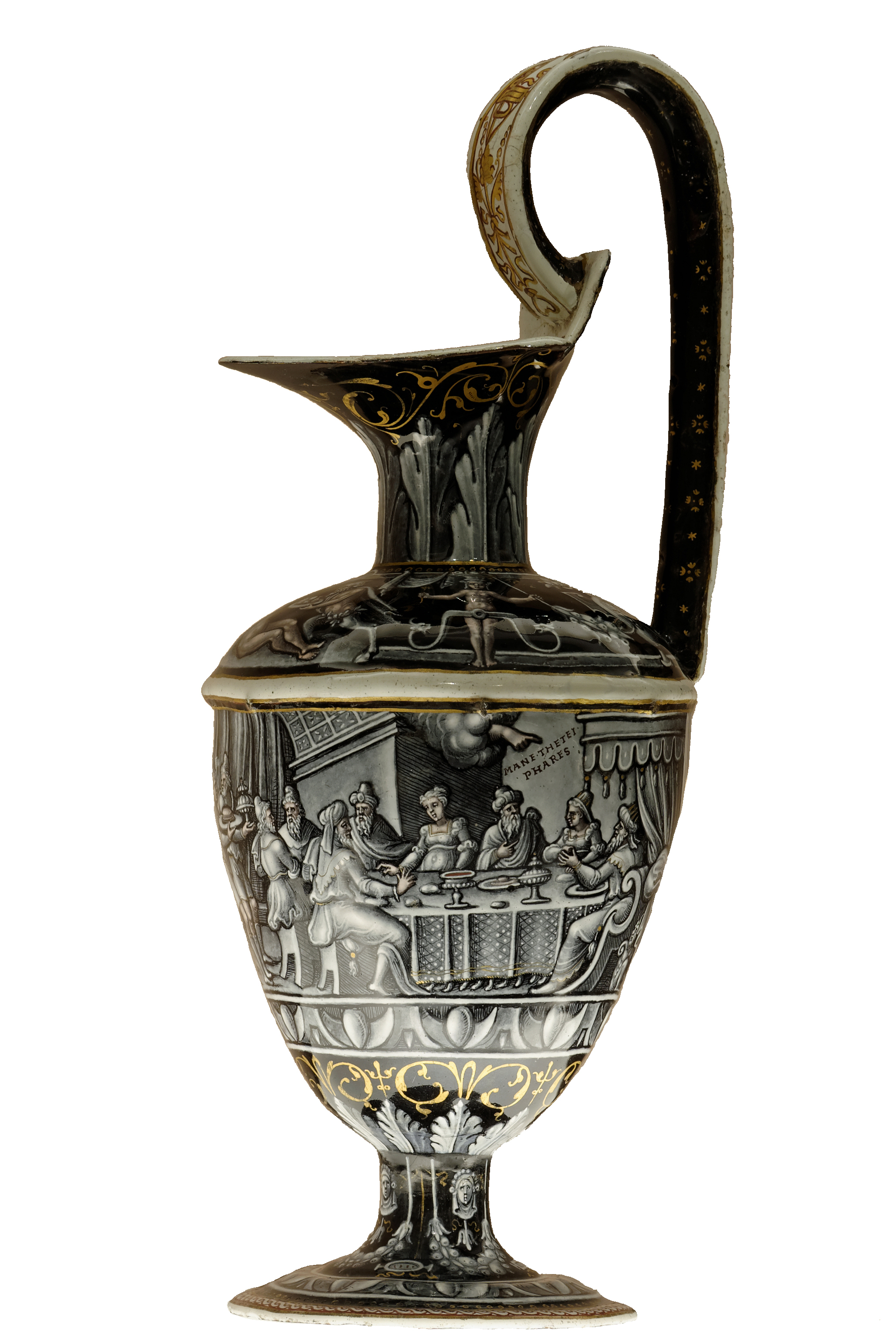
Le Festin de Balthasar par Pierre Reymond (Vers 1550-1575, Louvre).
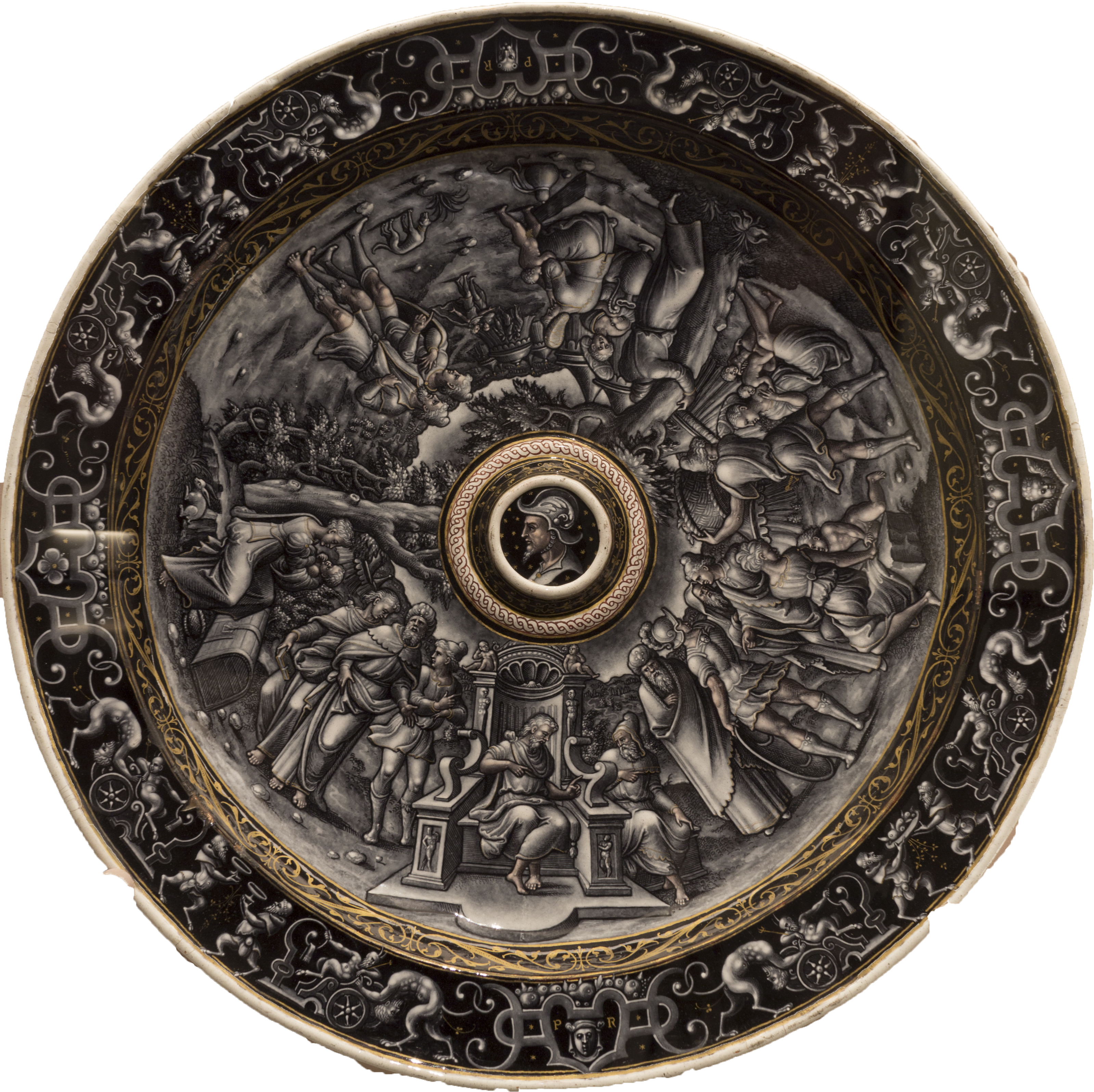
Plateau d’aiguière avec Moïse et Jethro par Pierre Reymond (Lyon).
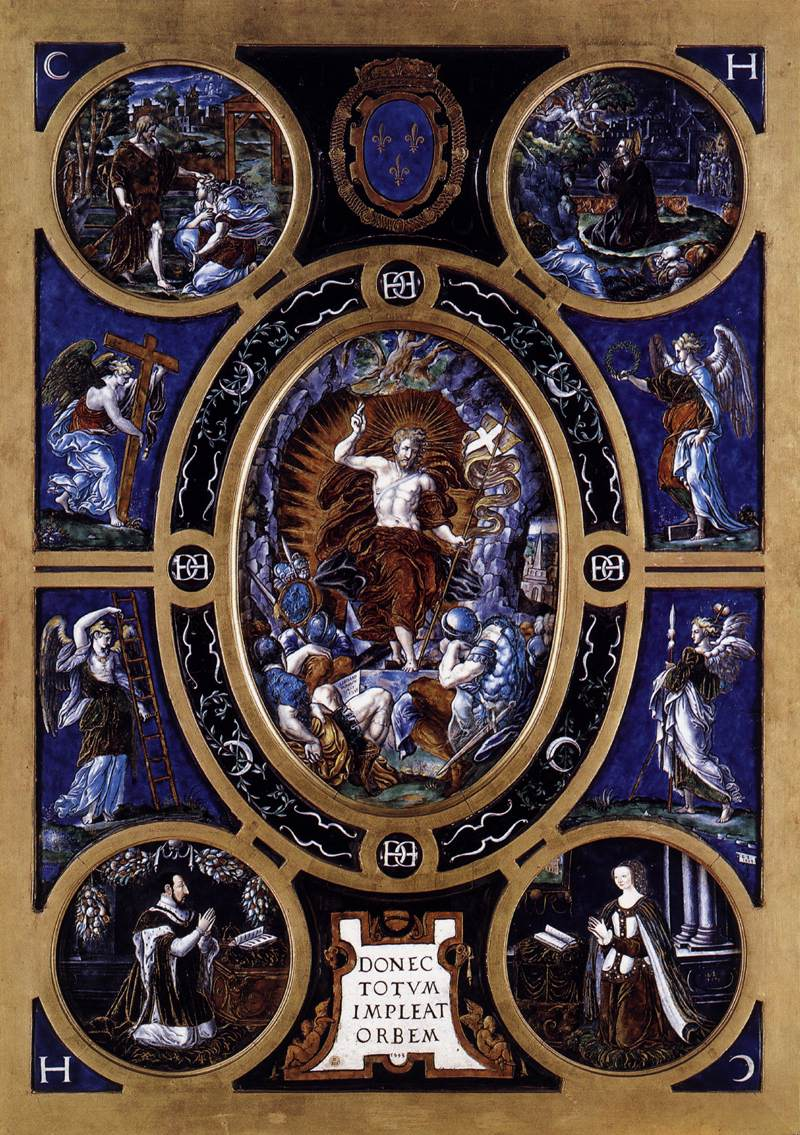
La résurrection par Léonard Limosin (1553, Louvre).
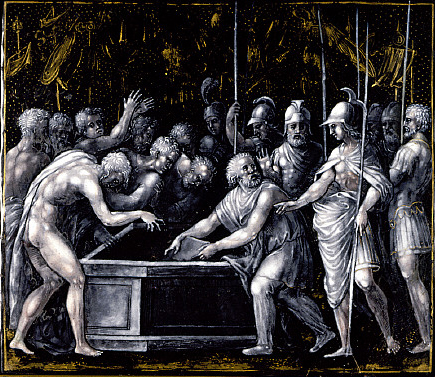
Alexandre fait placer l'Iliade d'Homère dans un coffre très précieux par Jean Pénicaud III (fin xvie, Saint-Louis).
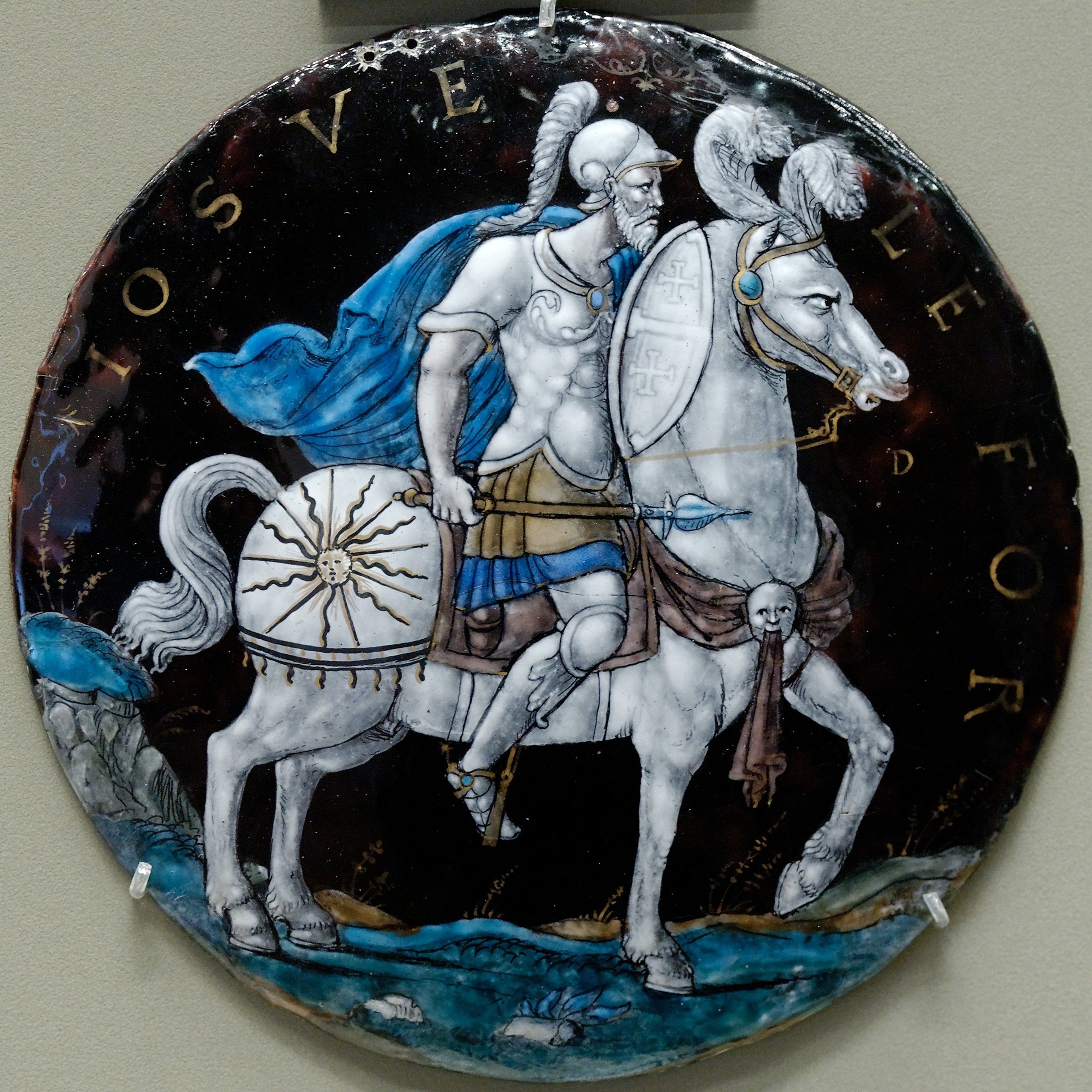
Josué, l'un des neuf preux par Colin Nouailher (vers 1550, Louvre).
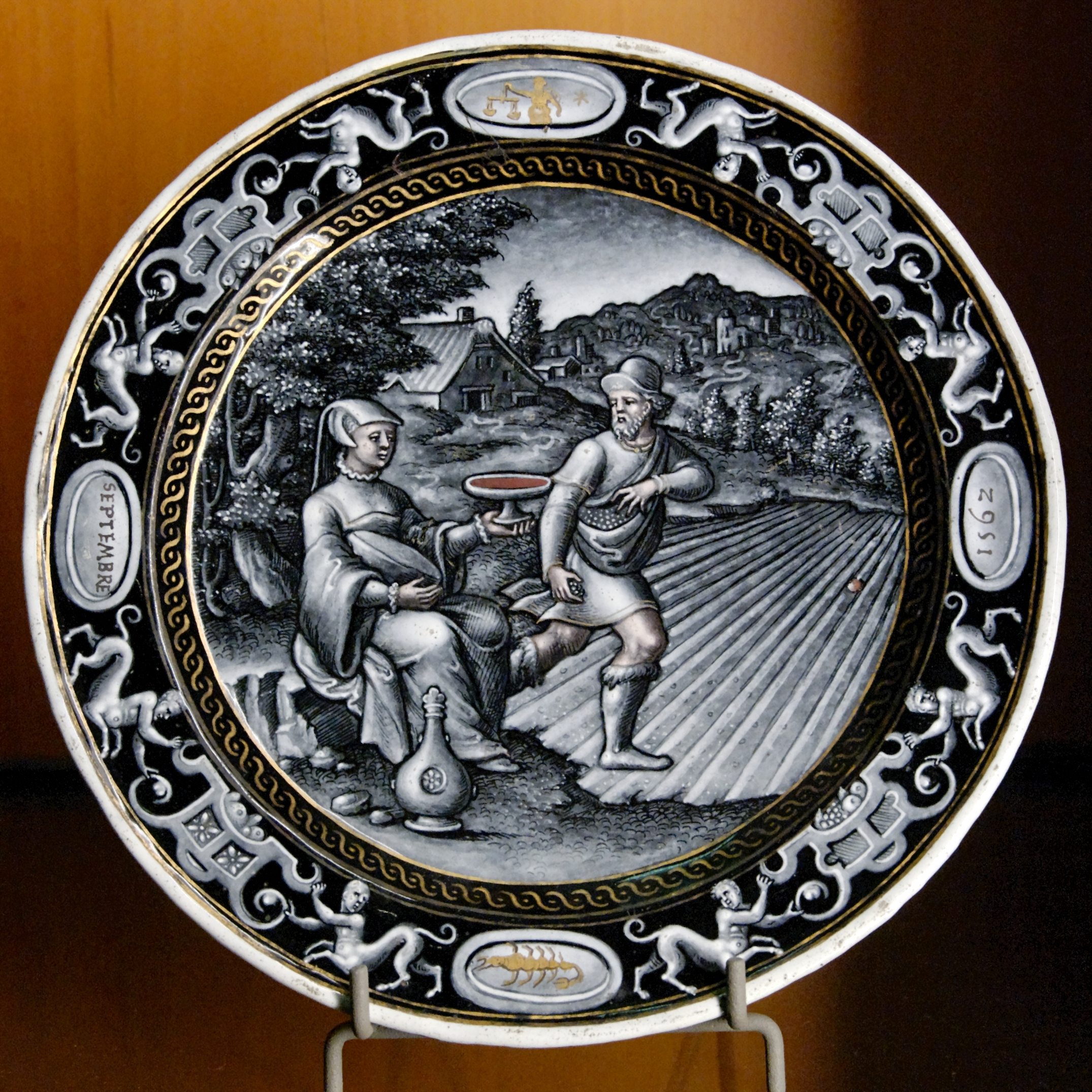
Le mois de Septembre par Pierre Reymond (1562, Lyon).
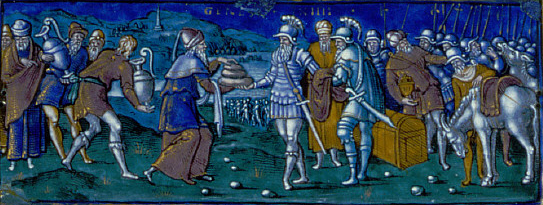
Plaque émaillée de l'école de Pierre Courteys (vers 1580, Saint Louis Art Museum).

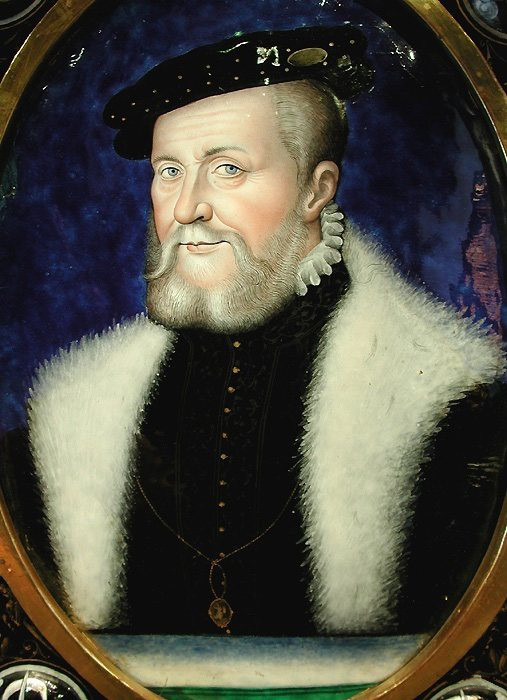
Anne de Montmorency par Léonard Limosin (1556, musée du Louvre).

Surnommé opus lemovicense, l'œuvre de Limoges en latin, la technique de l'émail sur cuivre avait fait la fortune de cette ville aux XIIe et XIIIe siècles, avec ses célèbres émaux champlevés, pseudo-champlevés ou cloisonnés. Après avoir connu un vif succès en Europe occidentale, la ville est touchée de plein fouet par la guerre de Cent Ans avant d'être mise à sac par les armées d'Édouard de Woodstock au mois de septembre 1370. La production semble alors avoir cessé pendant plus d'un siècle avant de réapparaître dans le dernier quart du XVe siècle, mais selon une technique différente, les émaux sont désormais peints sur des plaques de cuivre. Sans que soient connues les circonstances de sa renaissance ni les liens éventuels avec des expériences réalisées au XVe siècle en France, en Flandre ou en Italie, la technique apparait d'emblée parfaitement maîtrisée. Les émaux peints devinrent, comme en leur temps les émaux champlevés, le monopole des ateliers limousins. L'émail peint devient, au XVIe siècle, la spécialité presque exclusive des émailleurs de Limoges. Ils sont en effet les seuls à avoir tiré parti de la technique de l'émail peint pour faire de leurs créations les supports de représentations figurées.
Si l'émail, qui ne résiste pas aux chocs, est adapté pour des objets de dévotion, il ne convient guère pour une vaisselle utilitaire : aiguières, coupes couvertes et assiettes sont donc des objets d'apparat, destinés à être exposés et à manifester, comme les pièces d'orfèvrerie ou les majoliques italiennes, la richesse, le raffinement et la culture de leur propriétaire.
Les années 1530-1540 sont maquées par de nombreux changements et représente un véritable âge d'or. Le revers des plaques est désormais recouvert d'un contre-émail translucide. Dans la continuité du style Louis XII, les émailleurs perpétuent la production d'objets à caractère religieux mais se mettent à créer également de la vaisselle : coupes, salières ainsi que des objets d'usage personnel, comme des coffrets.
La grisaille devient un mode privilégié d'expression et les thèmes profanes ou mythologiques font leur apparition. Enfin, le style de la Renaissance, connu par l'intermédiaire des gravures qui inspirent les compositions, est désormais adopté.
L'étude des pièces, parfois signées, monogrammées ou marquées de poinçons, et les mentions relevées dans les archives limougeaudes, permettent de cerner les principales personnalités artistiques : Les Pénicaud, Colin Nouailher, Pierre Reymond ou Pierre Courteys. Toutefois des confusions demeurent en raison de fréquentes homonymies : Les initiales I.C. pourraient aussi bien recouvrir plusieurs Jean Court dit Vergier. Le rôle des collaborateurs et la production des ateliers secondaires reste assez peu documentés.
L'émailleur le plus célèbre est Léonard Limosin, par la diversité et la qualité de sa production, en particulier ses remarquables portraits. Introduit par l'évêque de Limoges Jean de Langeac à la cour de France vers 1535, il travaille pour  François Ier et Henri II, et pour de grands personnages comme le connétable de Montmorency. À leur imitation, le goût pour l'émail touche une clientèle aristocratique
Au milieu du XVIe siècle, l'émail de Limoges devient l'une des premières ressources de richesse de la ville et ses productions appréciées dans toute l'Europe. C'est ainsi qu'un service, comportant une aiguière, un plateau et plusieurs coupes, réalisé pour la famille Tucher de Nuremberg, fut envoyé à Limoges entre 1558 et 1562 pour être émaillé dans l'atelier de Pierre Reymond, avant d'être monté par l'orfèvre Wenzel Jamnitzer.

## Le Mobilier
Dès le règne d'Henri II, on constate une réelle évolution avec des productions aux formes architecturales marquées, le plus souvent ornées d'incrustation de marbre et de plaques en camaïeu de bronze. Cette période marque d'ailleurs l'apparition de nouveaux meubles comme le caquetoire (ou caqueteuse), la chaise à bras, la chaise à vertugadin, le siège tenaille (également dit savonarole, ou faudesteuil) et le retour en force du siège pliant à piétement en X, apparus dès le VIIe siècle (Trône en bronze du roi Dagobert).
Ces créations de la Renaissance imitées dès le milieu du XIXe siècle sous l'appellation style Henri II, fait qu'aujourd'hui les meubles authentiques sont devenus rares et restent extrêmement restaurés et modifiés.

### Meubles courants

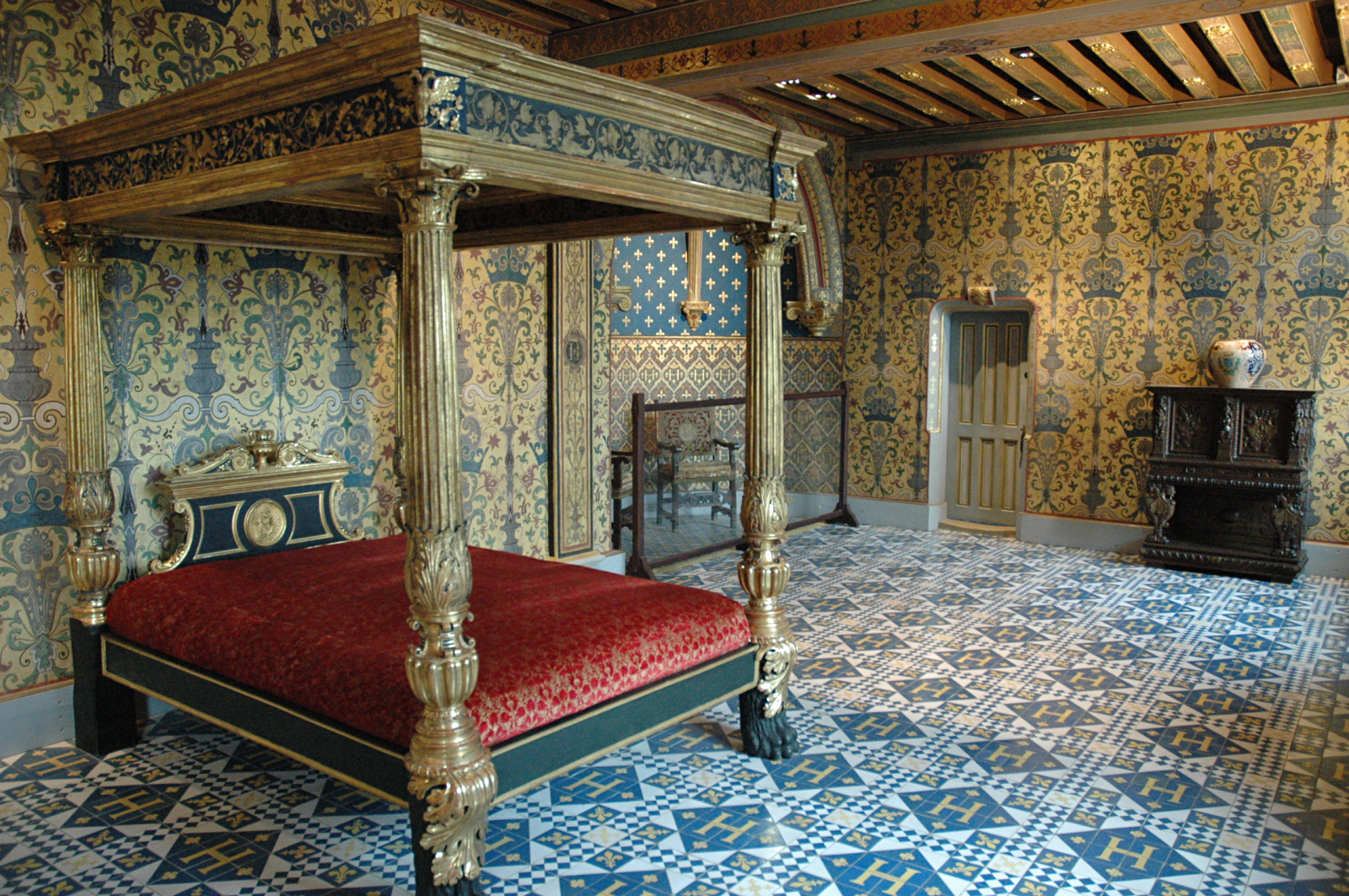
Lit de la chambre dite "de la Reine" (milieu XVIe siècle, château de Blois).
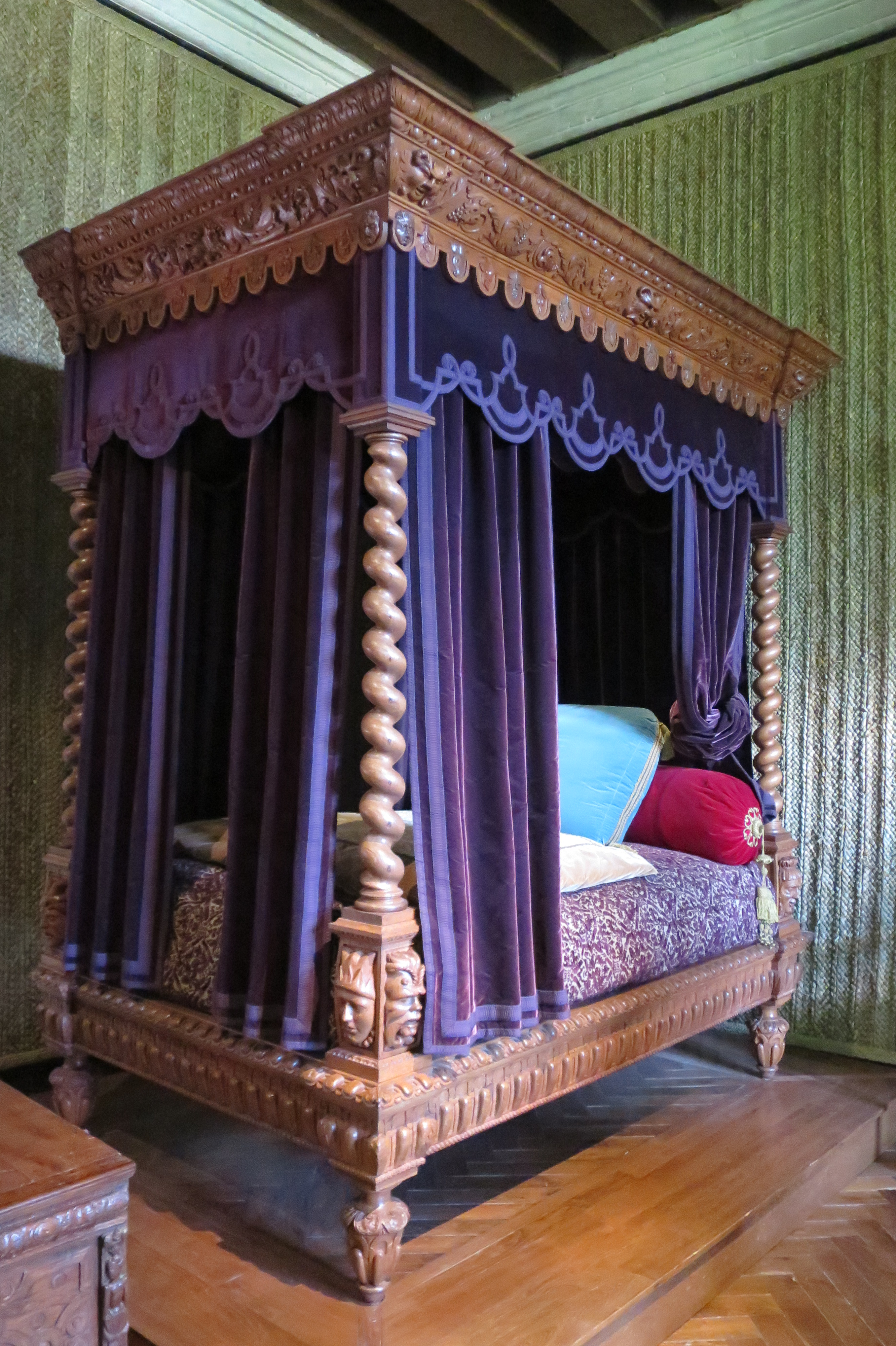
Lit à quenouille (copie de 1840, château d'Azay-le-Rideau).
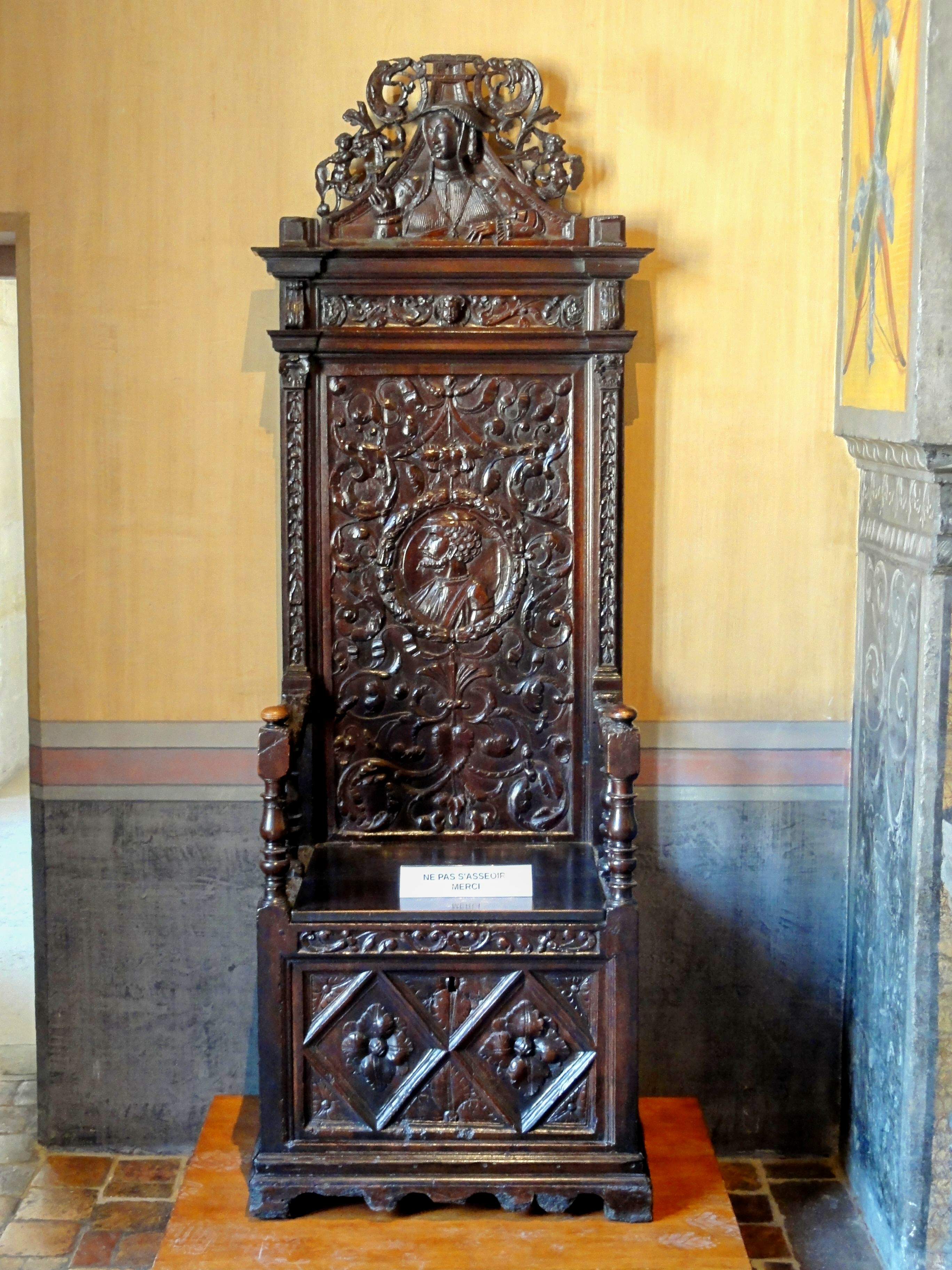
La Chaire (vers 1530, château d'Ecouen).
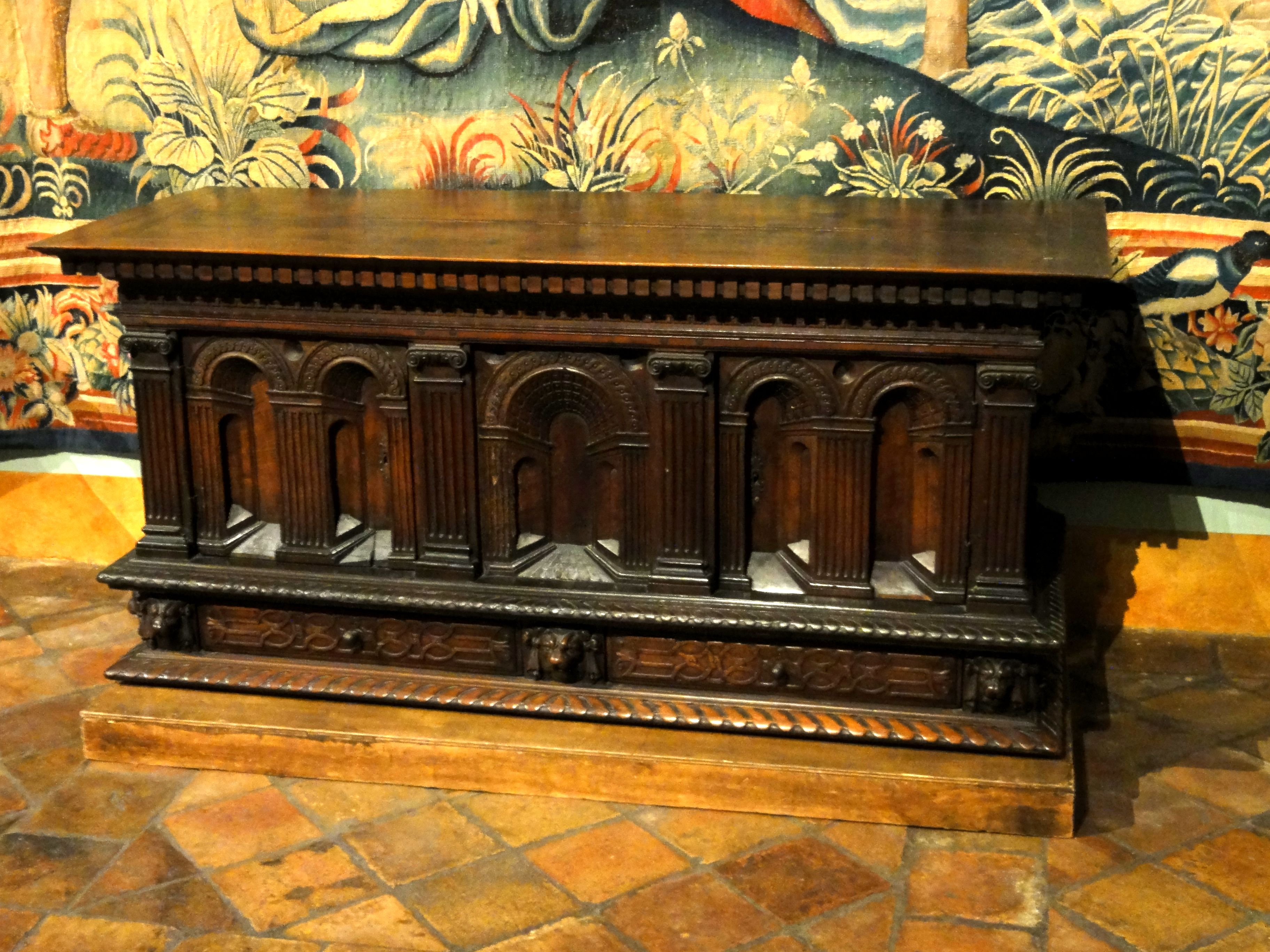
Coffre dit de Catherine de Médicis (troisième quart du XVIe siècle, château d'Ecouen).
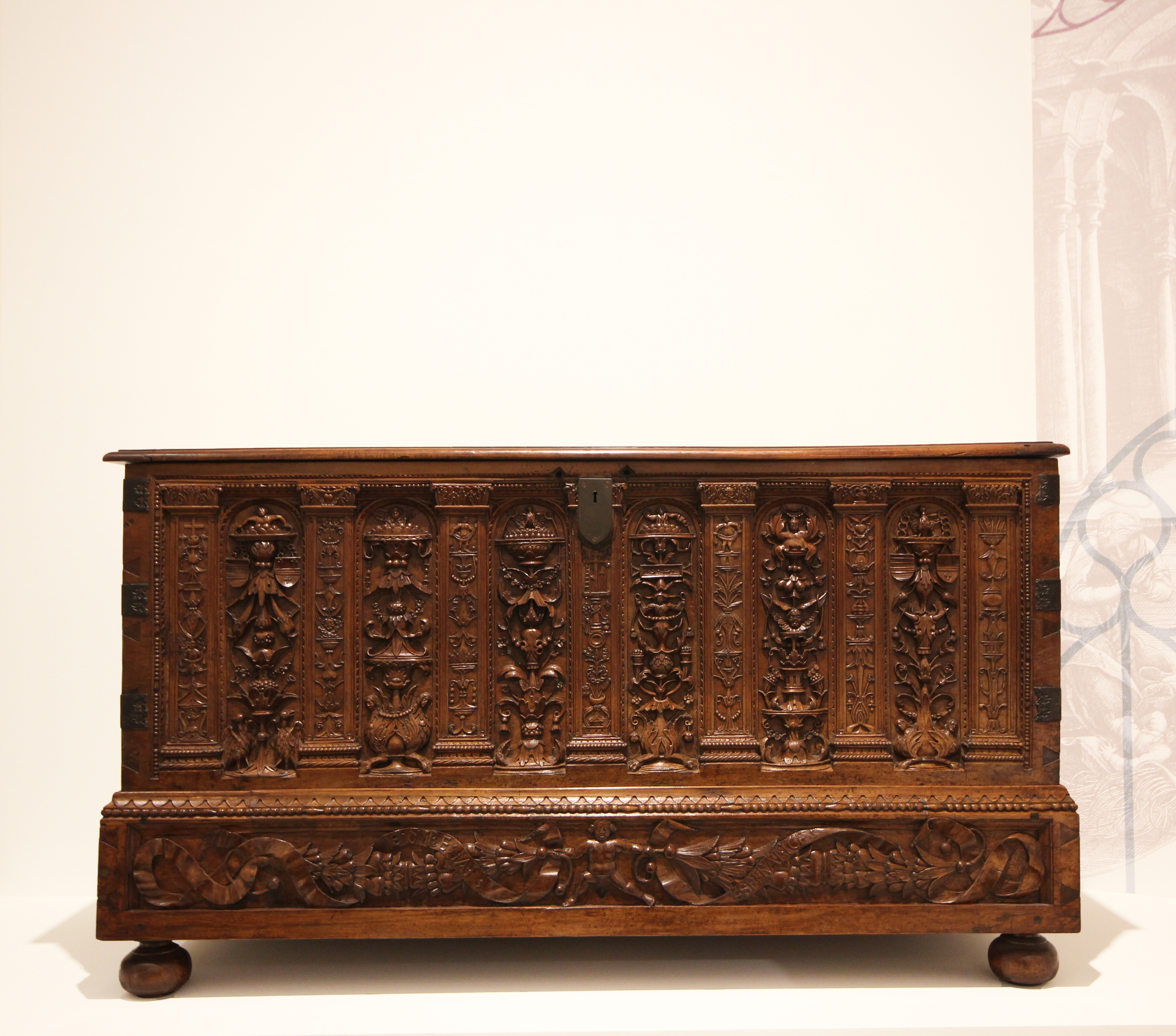
Coffre de mariage aux armes des familles Bertholon et Bellièvre (1512, Musée des Beaux-Arts de Lyon).
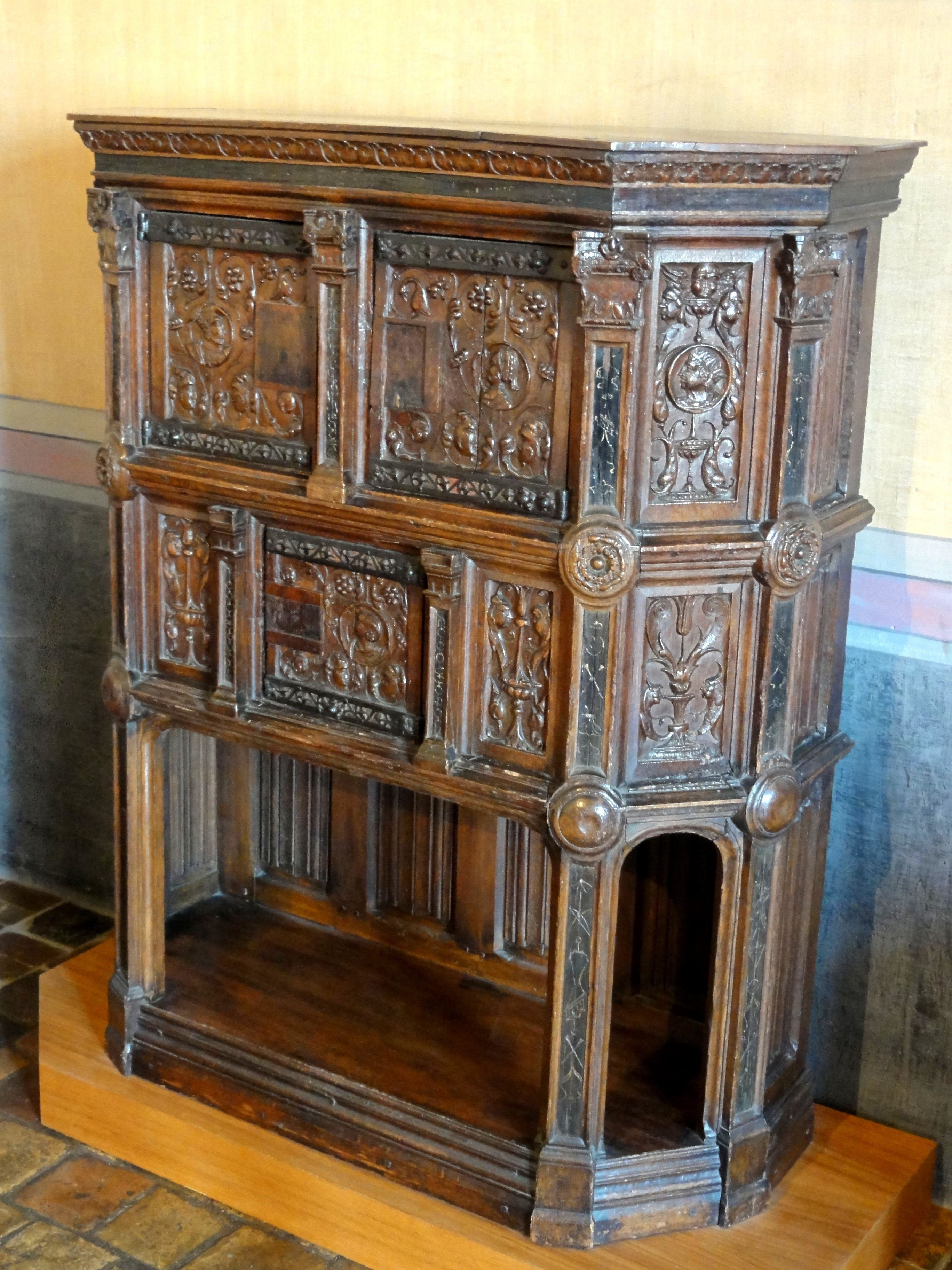
Dressoir de Joinville (1524, château d'Ecouen).
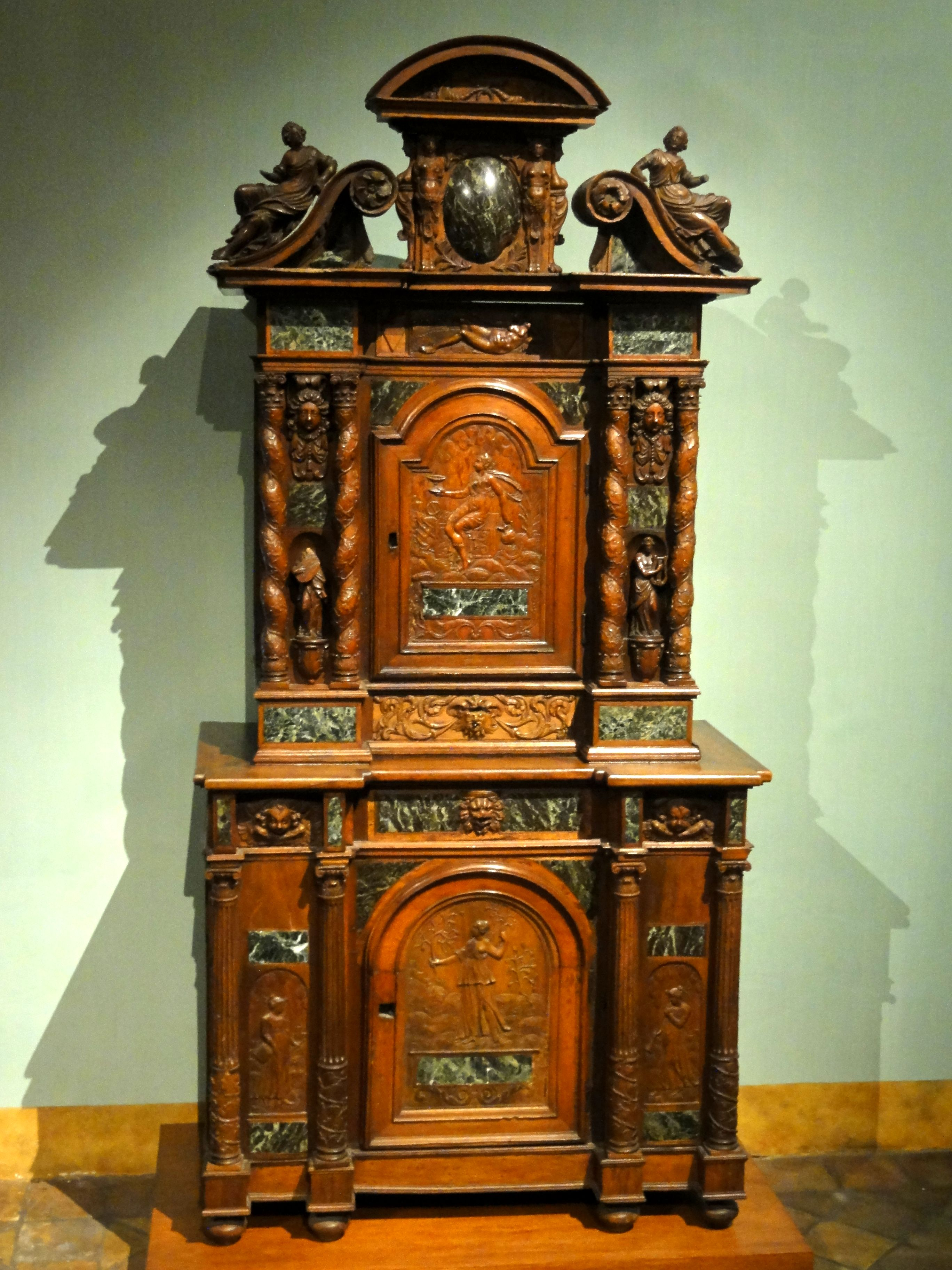
Buffet à deux corps (fin XVIe siècle, château d'Ecouen).
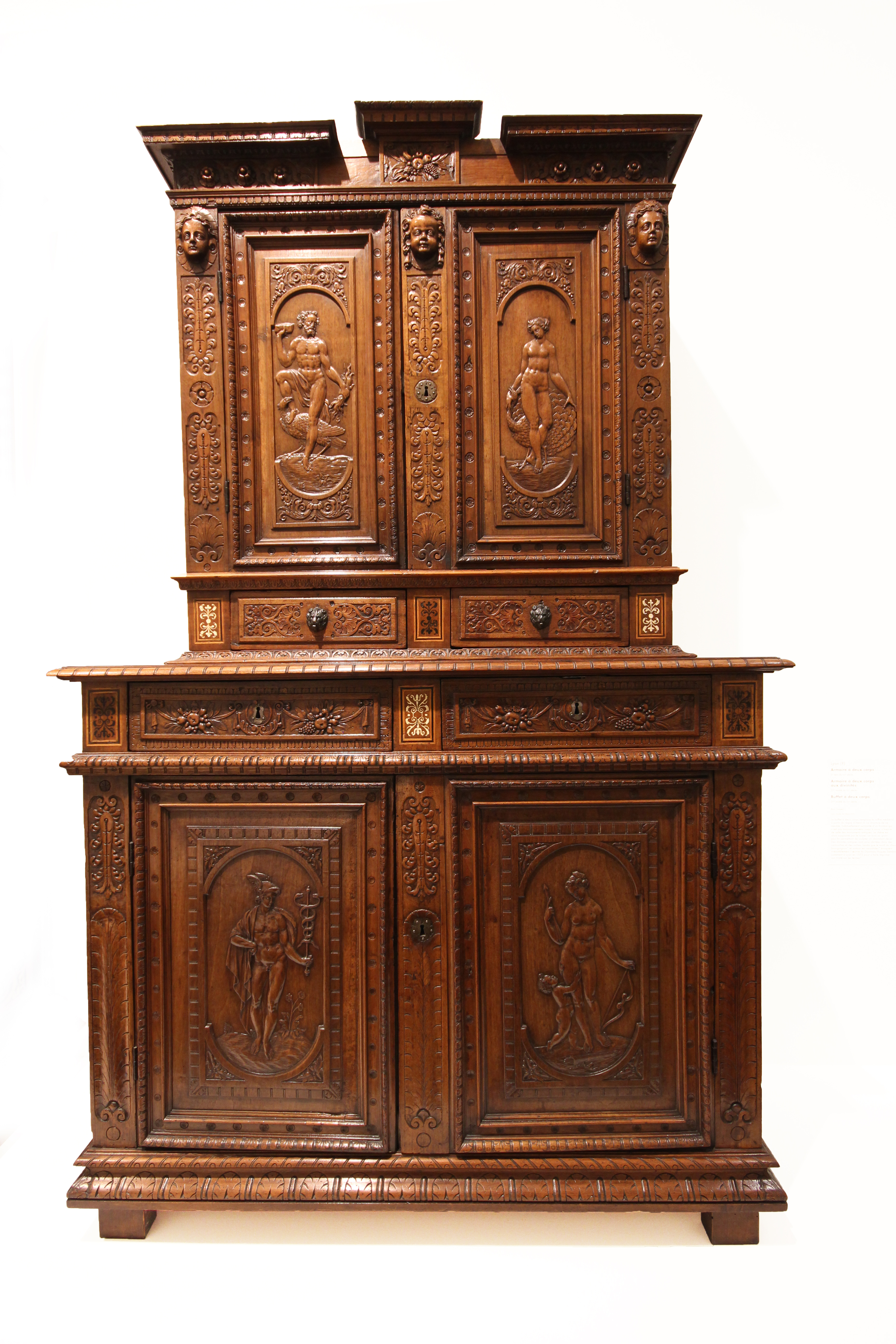
Buffet à deux corps (vers 1560/1570, Musée des Beaux-Arts de Lyon).
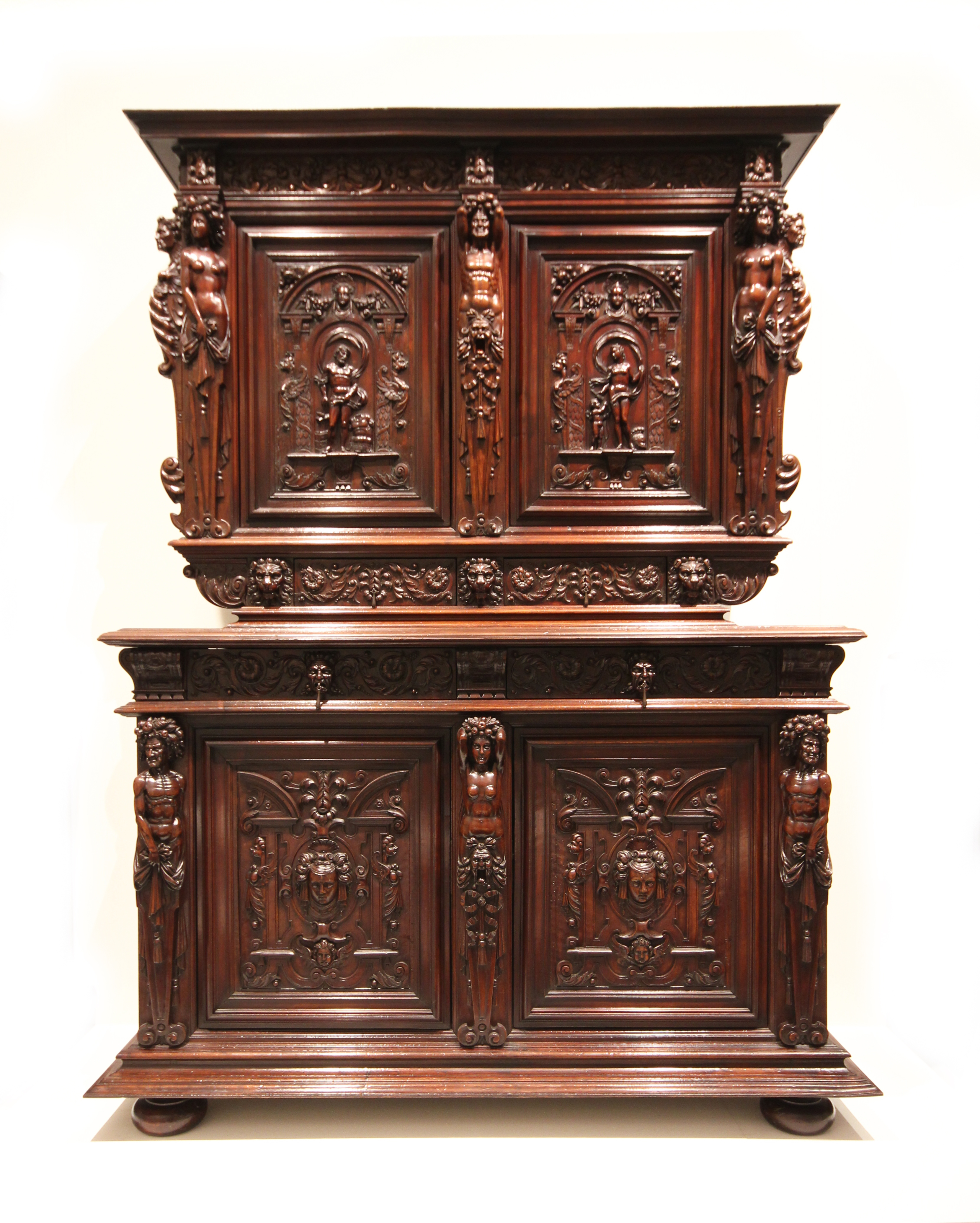
Armoire à deux corps aux divinités (fin XVIe siècle, Musée des Beaux-Arts de Lyon).
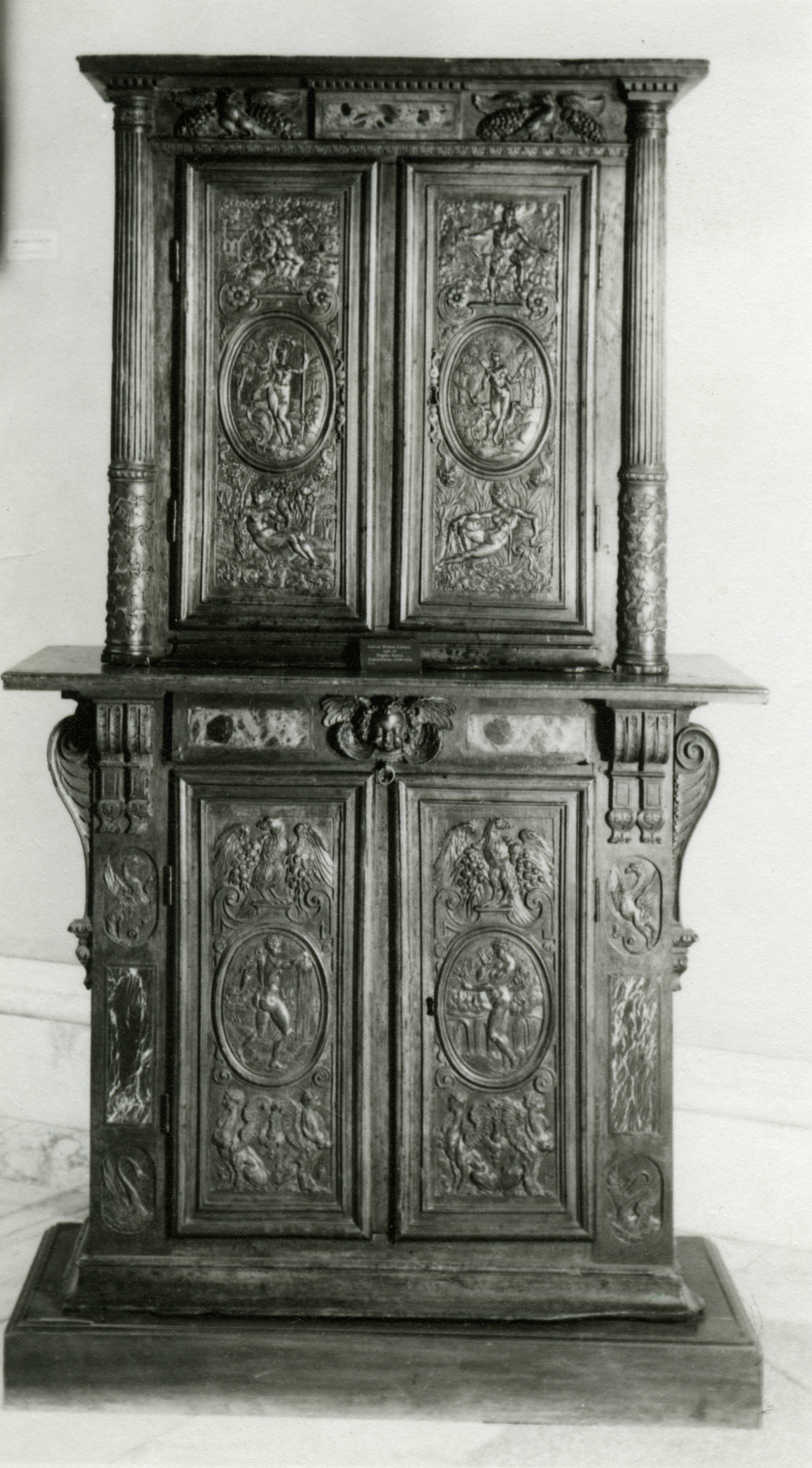
Armoire d'Hugues Sambin (vers 1580, Baltimore).

- Le coffre (ou arche) : élément incontournable du mobilier, il sert tout à la fois d'armoire, de banc et de bagage. Il pouvait ou non être équipé de pieds et de poignées ou d'une ou plusieurs serrures et n'a souvent en façade qu'un seul panneau sculpté[39].
- Le buffet : Au XVIe siècle l'usage du buffet armoire devient plus courant, aux dépens du dressoir plus ostentatoire et conservant moins efficacement les vêtements et les objets précieux. Le buffet, utilitaire continue à être utilisé dans la salle à manger et dans les cuisines. Il est ensuite garni de tiroirs où l'on rangera les couverts et ustensiles utiles à la table ou à la cuisine[40]. S'il conserve la même composition qu'au Moyen Âge, le corps supérieur est légèrement plus petit et en retrait par rapport au corps inférieur.
- L'armoire : On appelle alors définitivement armoire les meubles à deux corps uniformes, formés de quatre vantaux. L'armoire prend peu à peu la place du dressoir dans les chambres à coucher et les salons. Elle est constituée de deux corps et comporte souvent une décoration abondante.
- Chaire : à cette époque le dossier peut cacher un coffre[41].
- Le lit : Élément central de la chambre, le lit est placé sur une estrade. Ainsi surélevé, il est protégé du froid du sol, alors en tomette.toujours surmonté d'un baldaquin, supporté par des colonnes d'angles, généralement tournées (Lit à quenouille).
- le dressoir : Sa fonction est proche de celle du buffet d’apparat : il s’agit de deux meubles ostentatoires liés aux obligations sociales de l’hôte qui doit exhiber ses richesses et faire honneur à ses invités. Le buffet comme la credenza italienne est un assemblage de tablettes disposées en gradins et recouvertes d’une étoffe de grande qualité généralement blanche, destiné à présenter un ensemble de pièces d’apparat ou un service. Si le buffet et la table de banquet étaient de simples œuvres de menuiserie éphémères, le dressoir est plus pérenne et, doté de portes, il demeure dans la grande salle ou dans la chambre une fois le repas achevé[42].

### Nouveaux meubles

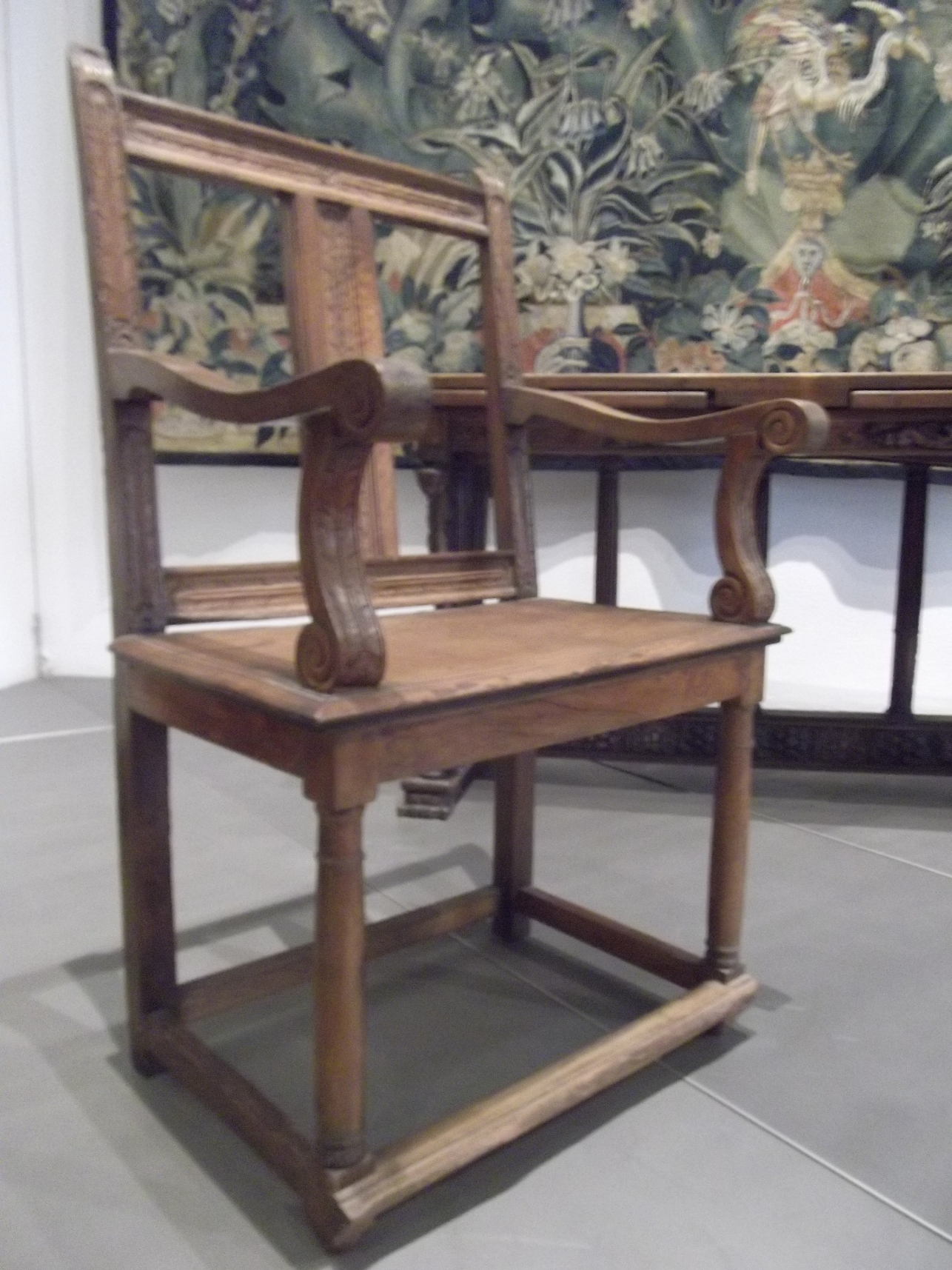
Chaise à Bras (milieu XVIe siècle, Musée des arts appliqués de Cologne).
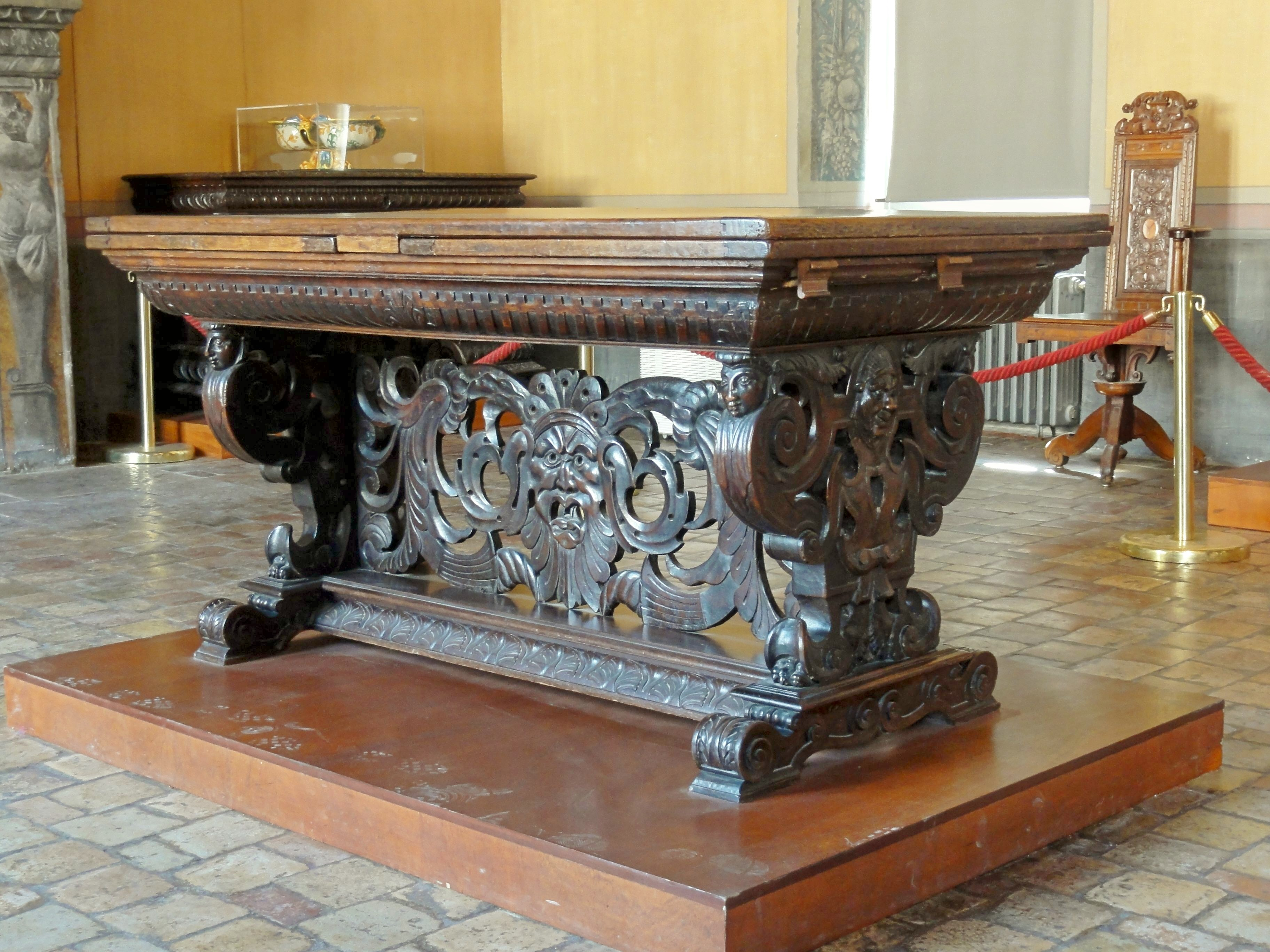
Table "en éventail" (troisième quart du XVIe siècle, château d'Ecouen).
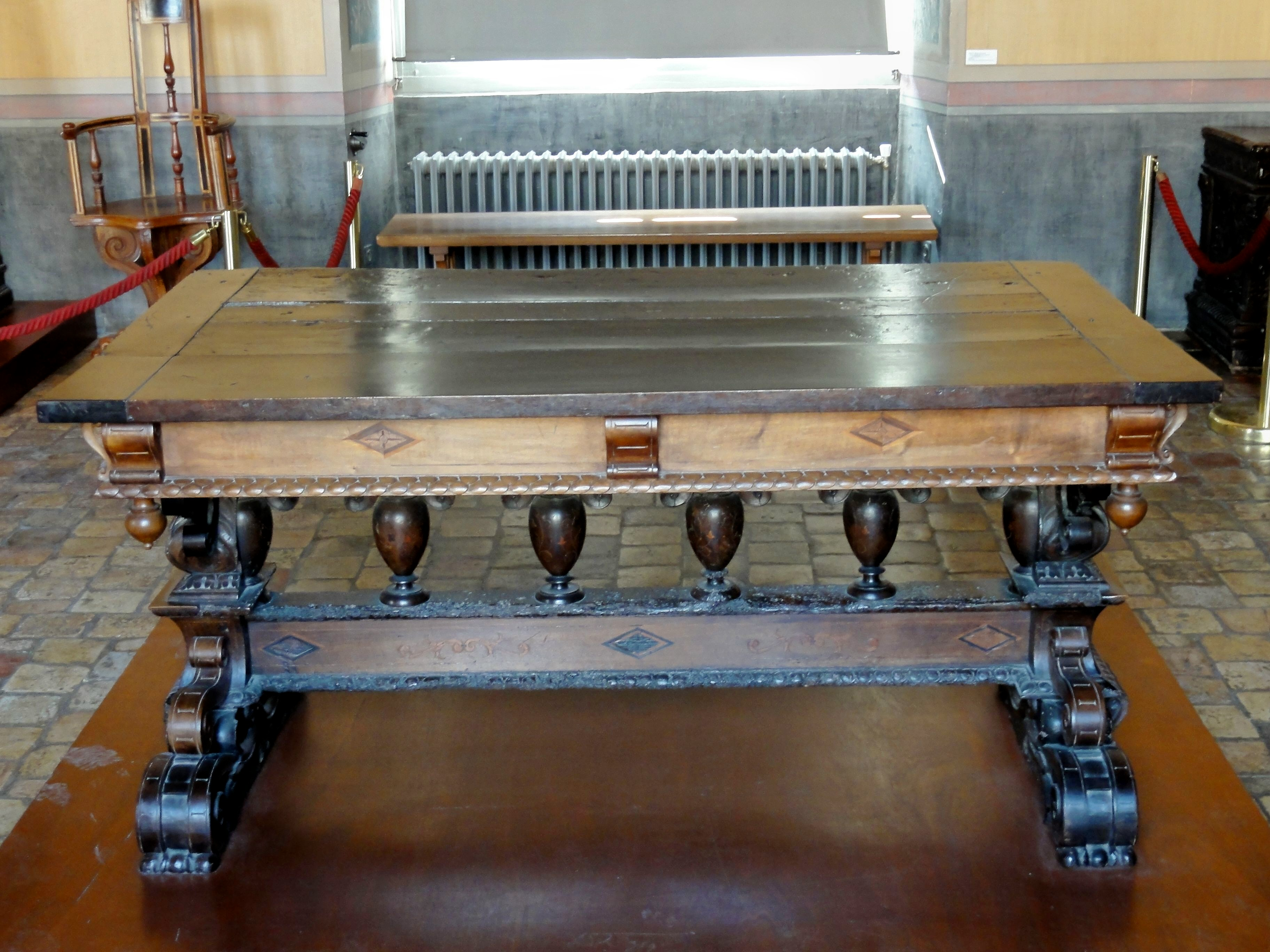
Table "en éventail" (troisième quart du XVIe siècle, château d'Ecouen).
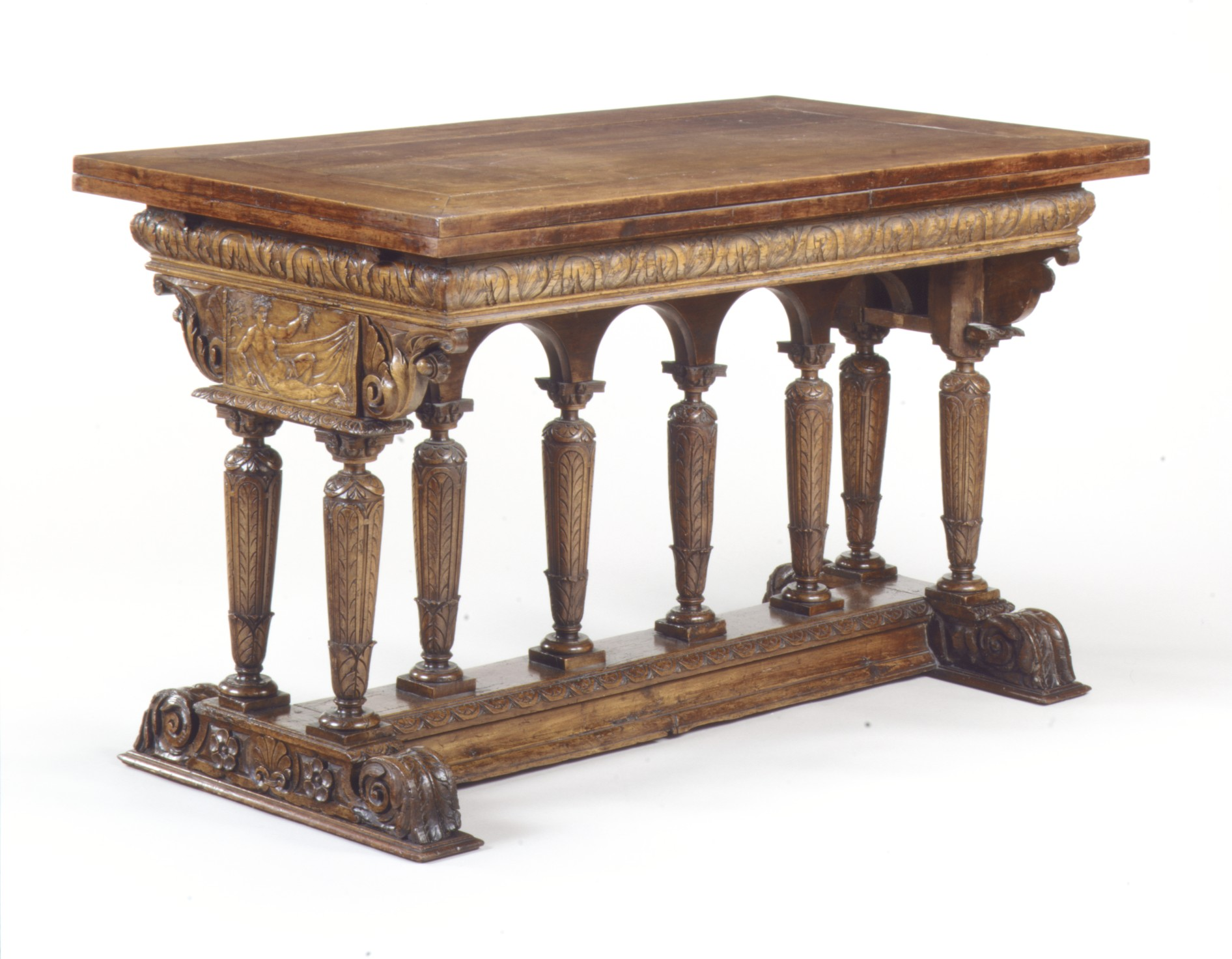
Table "en éventail" (troisième quart du XVIe siècle, Metropolitan Museum of Art).
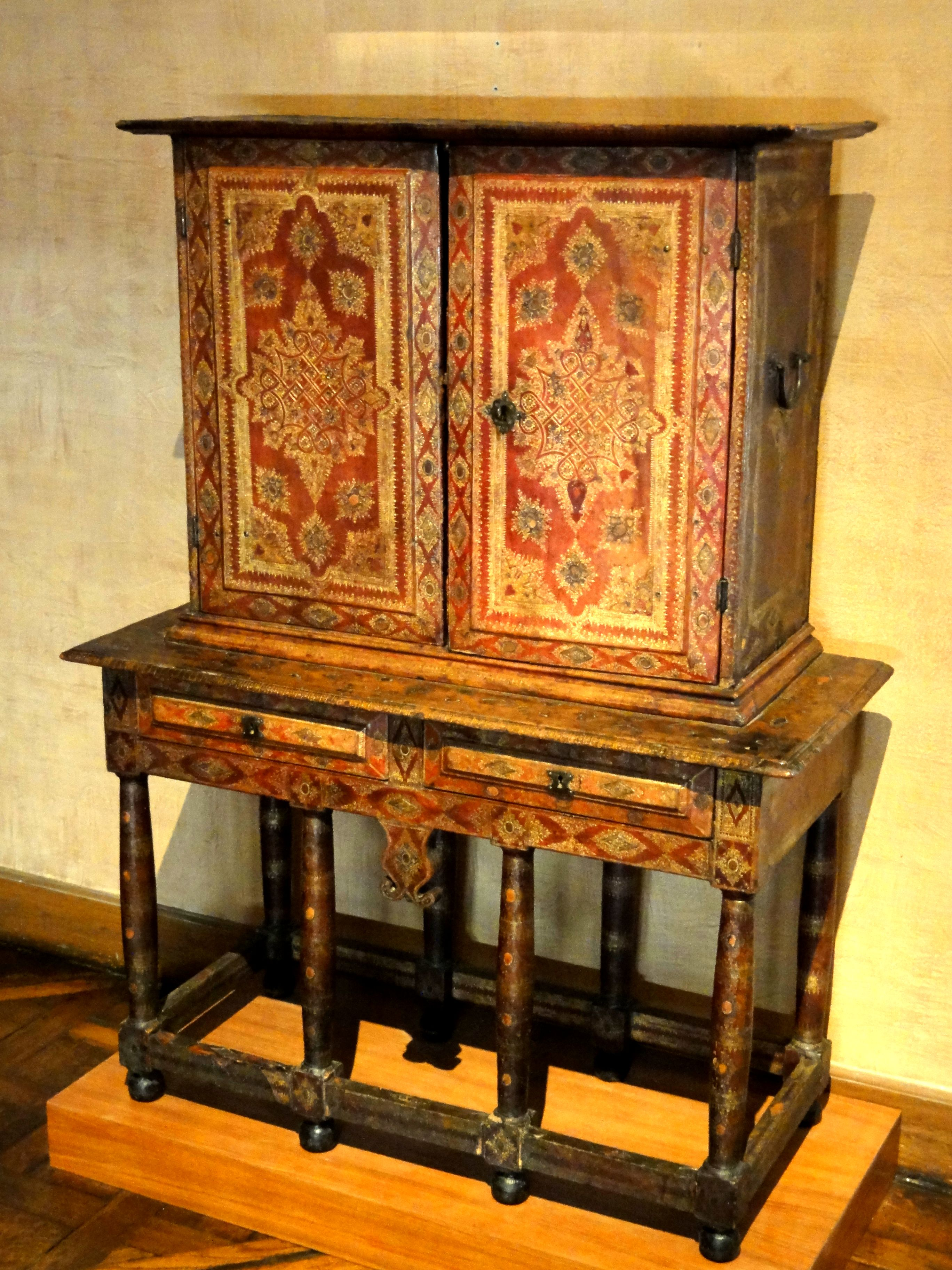
Cabinet en Maroquin (Premier quart du XVIIe siècle, château d'Ecouen).
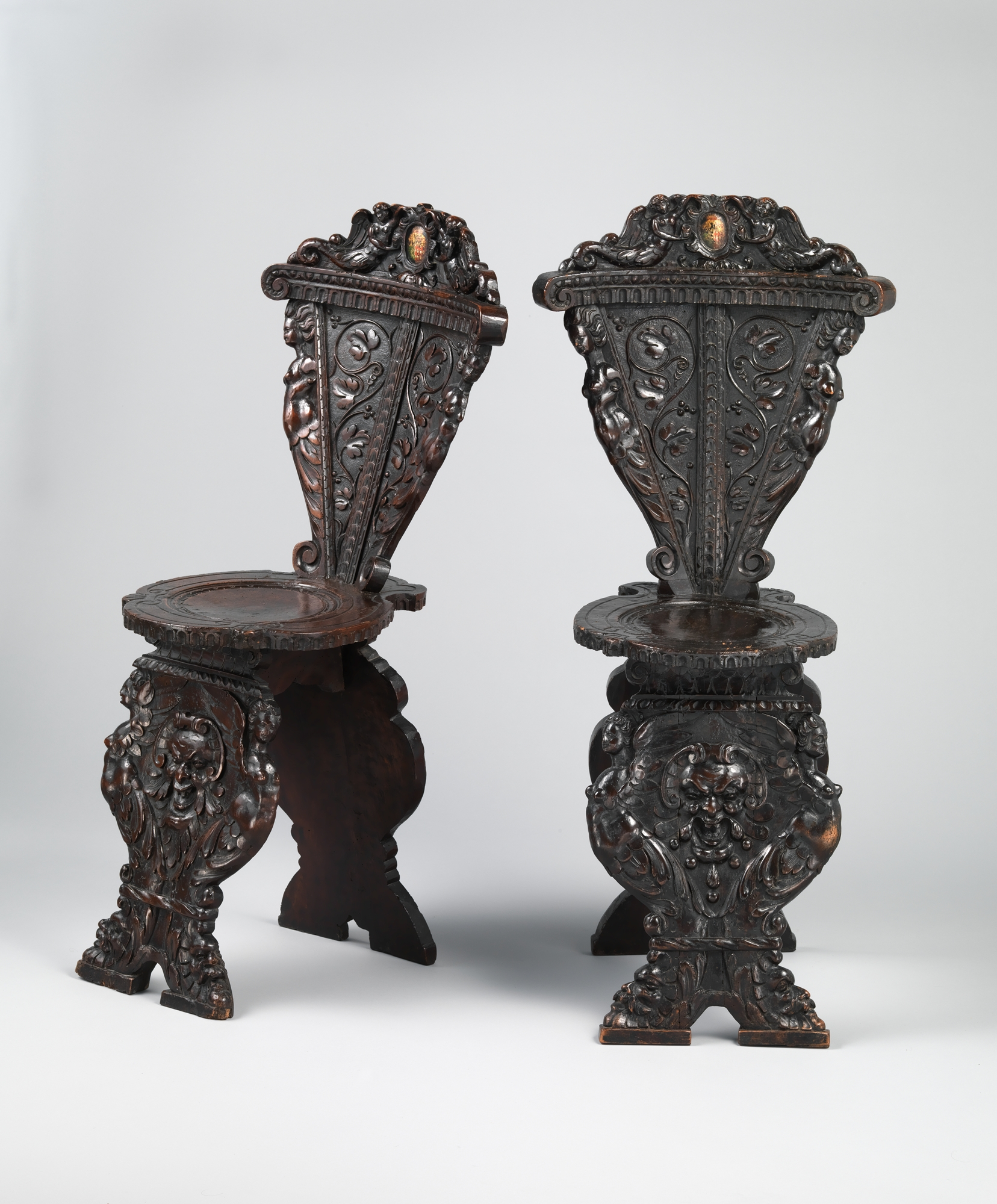
Chaise à vertugadin (vers 1575–1600, Metropolitan Museum of Art).
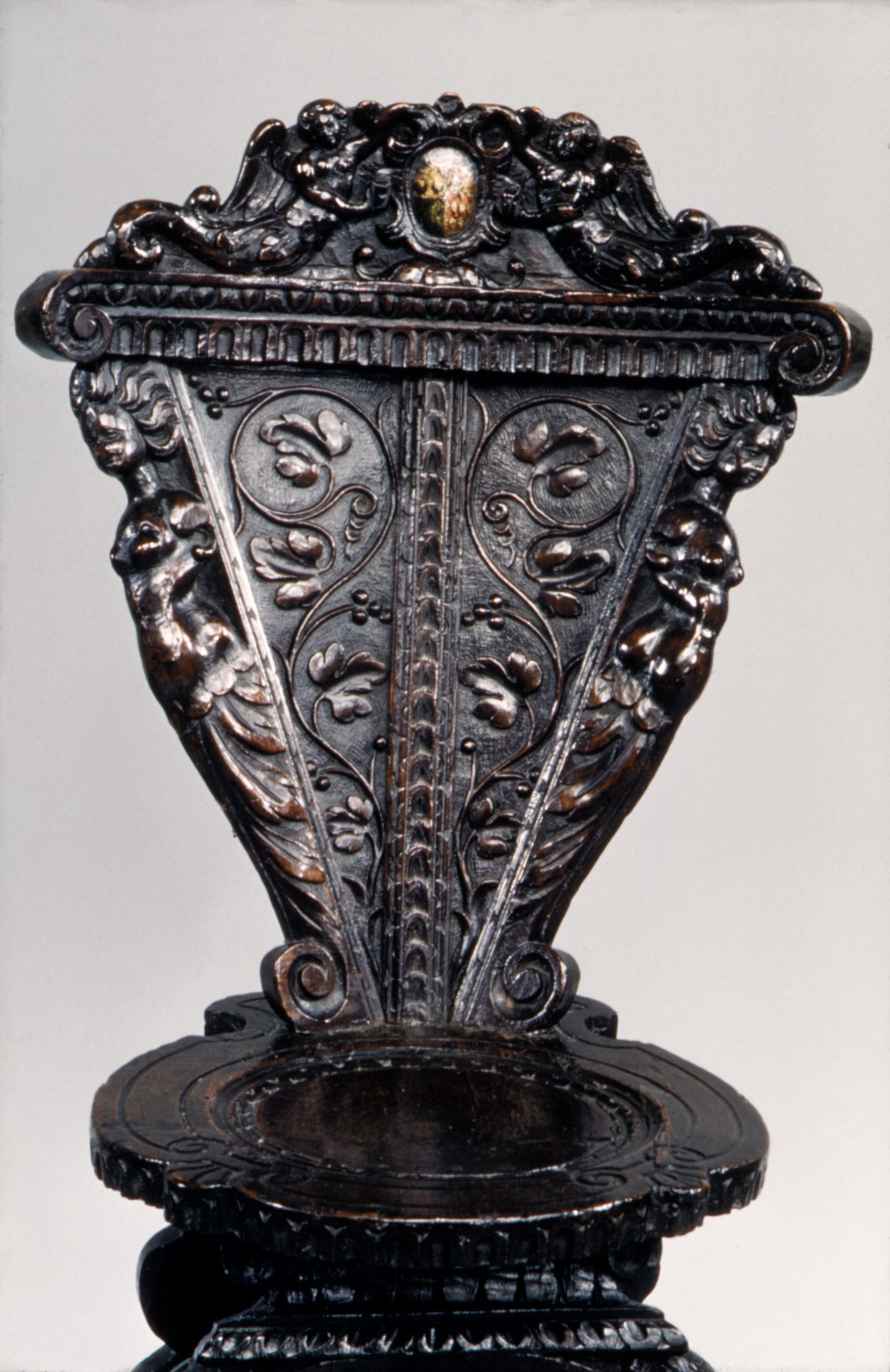
Dossier de chaise à vertugadin (vers 1575–1600, MET).
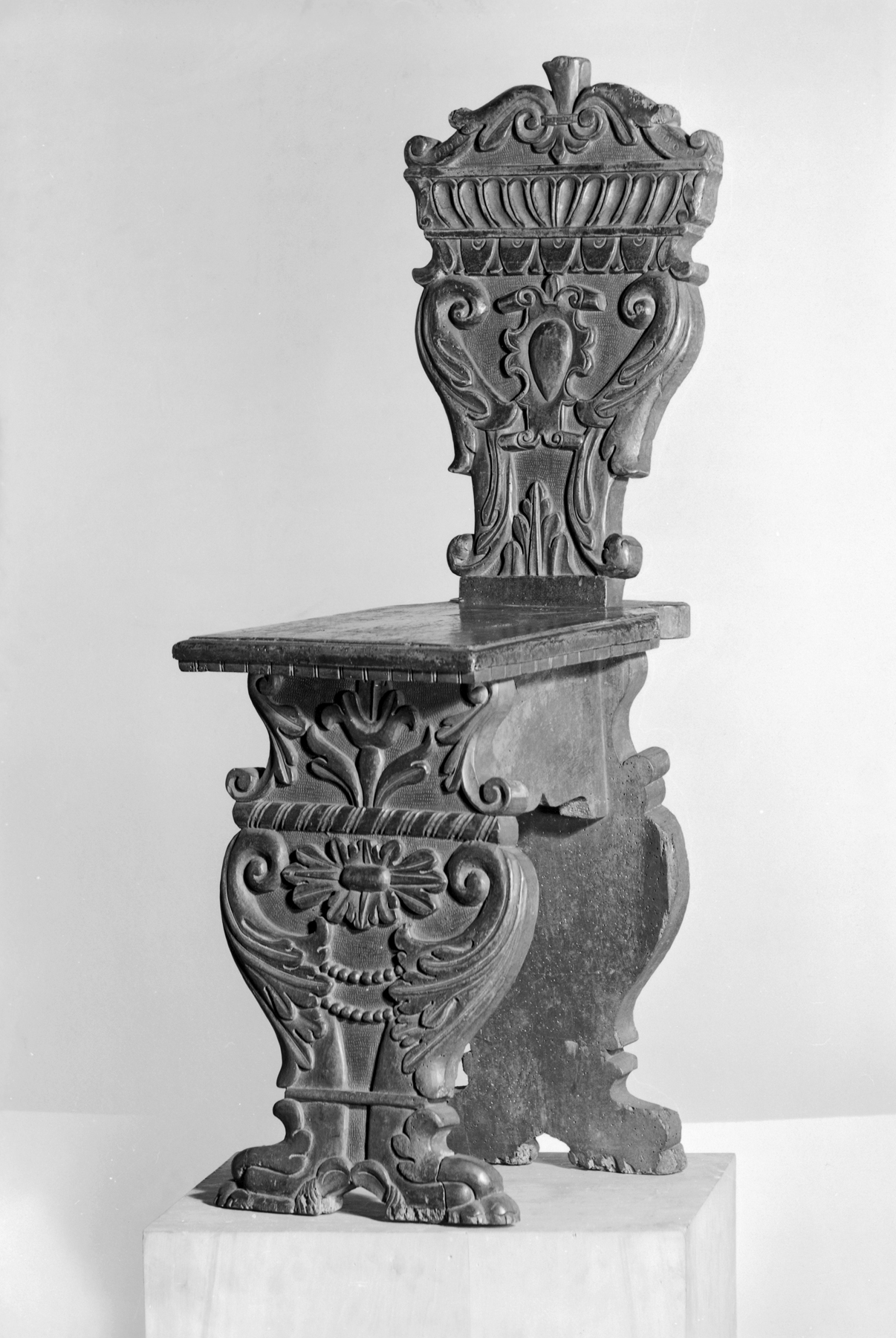
Chaise à vertugadin (vers 1575–1600, Baltimore).

- Le cabinet : apparaît durant le dernier quart du XVIe siècle[42]. À l’origine conçu comme une écritoire pourvue de compartiments destinés à abriter des lettres ou des documents, il est muni de poignées latérales permettant de le transporter et de le poser sur une table. L’architecture des années 1580 a fortement influencé ce style de meuble où l’on retrouve le même style puissant et sobre.
- La caquetoire ou caqueteuse[43] : est un petit siège rudimentaire de l’époque Renaissance utilisé pour caqueter (bavarder). Apparu avec les meubles de style Henri II, c’est le premier spécimen de la chaise à bras (non rembourré) munie d’accotoirs au XVIe siècle ou aussi du faudesteuil devenu le fauteuil en 1636[42]. Son dossier est alors incliné d'environ 12 degrés afin d'en augmenter le confort.
- Chaise à bras : est un siège, dérivé de la caquetoire et du fauteuil, munie d’accoudoirs et d’un dossier dont la hauteur est réduite et ne dépasse plus la tête de l'occupant. C'est sur ce type de siège qu'apparaissent les premières garnitures en France (en Italie elles apparaissent plus tôt).
- Chaise à vertugadin : ou vertugale est une réplique du sgabello Italien[43].
- Siège à tenaille ou dantesca (réminiscence du faudesteuil ployant des XIIe siècle et XIIIe siècle)[43].
- La table : est une "invention" de la Renaissance. Le Moyen Âge les ignorait qui dressait un plateau volant sur des tréteaux lorsqu'il en avait besoin. Elles deviennent donc au XVIe siècle un meuble construit, réalisé en bois[44] ou en pierre[45], dont le plateau est fixé à ses extrémités sur des pieds souvent réunis par une traverse en arcature ou en motif ajouré. La table "en éventail", dont le modèle est probablement originaire d'Italie, constitue l'apothéose de cette inventivité. Les pieds disposés de part et d'autre du plateau, s'évasent progressivement depuis la partie basse jusqu'à la partie supérieure, prenant alors la forme d'un éventail, prétexte à présenter un décor richement sculpté de volutes, rinceaux et fruits, souvent rattachés en leur milieu par un pilastre cannelé[42].